# Zabłocie (Żywiec)
Zabłocie – dzielnica Żywca, położona na lewym brzegu rzeki Soły. Do 1950 roku stanowiła odrębną wieś będącą siedzibą gminy Zabłocie.

## Położenie
Zabłocie położone jest w zachodniej części miasta i rozciąga się wzdłuż lewego brzegu rzeki Soły.
Dzielnica graniczy:
- od północy – z wsiami Łodygowice i Zarzecze[4]
- od wschodu – z dzielnicami Śródmieście i Sporysz[4]
- od południa – z wsią Wieprz[4]
- od zachodu – z dzielnicą Podlesie oraz wsiami Leśna, Sienna i Pietrzykowice[4]

Przez dzielnicę przebiega droga ekspresowa S1 łącząca miasto z granicą ze Słowacją w Zwardoniu.

## Demografia
Zmiana liczby ludności Zabłocia na przestrzeni lat 1880–2010:

## Historia

### Powstanie miejscowości i okres do czasu rozbiorów
Zabłocie było jedną z dwunastu najstarszych wsi, powstałych w XV wieku na obrzeżach miasta Żywca. W opisie ziemi żywieckiej nazwę obecnej dzielnicy Zabłocie, jako osobnej miejscowości w zlatynizowanej staropolskiej formie Zablocze, wymienia w latach (1470–1480) Jan Długosz w księdze Liber beneficiorum dioecesis Cracoviensis. Rozlokowana została ona przy głównym trakcie wiodącym w kierunku Przełęczy Zwardońskiej i połączona z Żywcem brodem na SolećBród znajdował się w pobliżu obecnego mostu na Sole łączącego ul. Wesołą z ul. 3 Pułku Strzelców Podhalańskich</ref>.
Do Żywca należał położony na lewej stronie Soły las Kabat, zlokalizowany pomiędzy współczesną miejscowością Sienna a potokiem Kiemlichowiec, sięgający od rzeki do granicy z Lipową. W 1554 Jan Komorowski przyłączył do Żywca obszar o nazwie Łączki, zlokalizowany wzdłuż brzegu Soły. Teren ten należał wcześniej do Zabłocia i stanowił gminne pastwisko. Na lewobrzeżu położone były też stawy miejskie, zasilane wodą prowadzoną przez zabłockie pola. Dostęp mieszczan do pól w celu utrzymania kanałów nawadniających stał się zarzewiem konfliktu z mieszkańcami Zabłocia, który został zażegnany przez Piotra Komorowskiego poprzez przekazanie zabłocanom pastwiska na Grojcu, w zamian za zezwolenie na przechodzenie przez ich pola.
Wieś podzielona była na 11 ról, na których osadzono 22 rolników na półrolkach. Posiadali oni po 4 konie, odrabiali pańszczyzny tygodniowo po 2 dni konne i rocznie po 4 dni powabne (na wezwanie). Ponadto płacili czynsze i dostarczali do dworu daniny: raki, jarząbki, gęsi, kury, kapłony, jaja i cielę. Mieli też obowiązek przędzenia oprawy lnianej, dostarczania drewna i przywozu soli z Wieliczki, którą wożono do Kamesznicy, gdzie była zbywana na Śląsk i Morawy. W folwarcznych ogrodach sadzono marchew, cebulę, pietruszkę, kapustę, rzepę, pasternak oraz uprawiano chmiel. Ponadto we wsi znajdowały się trzy stawy rybne.
W Zabłociu były dwa młyny. Młynarzami byli: Grzegorz Szafrański i Marcin Pawlus. Do II wojny światowej istniał również młyn wodny zlokalizowany przy obecnej ul. Futrzarskiej, należący do rodziny Kłusaków.

### Zabłocie pod zaborem austriackim

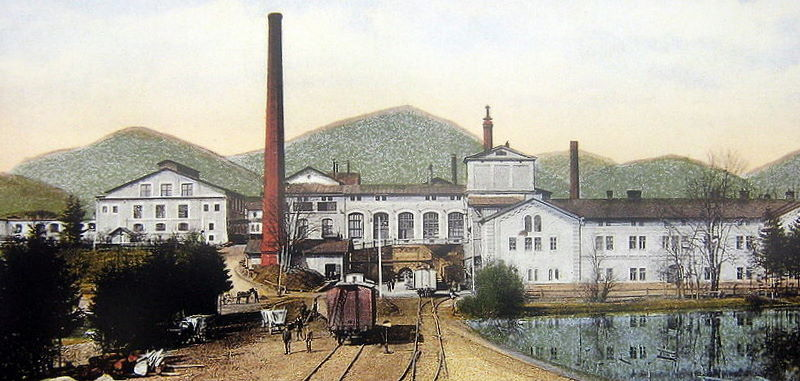
Browar w Żywcu w XIX wieku

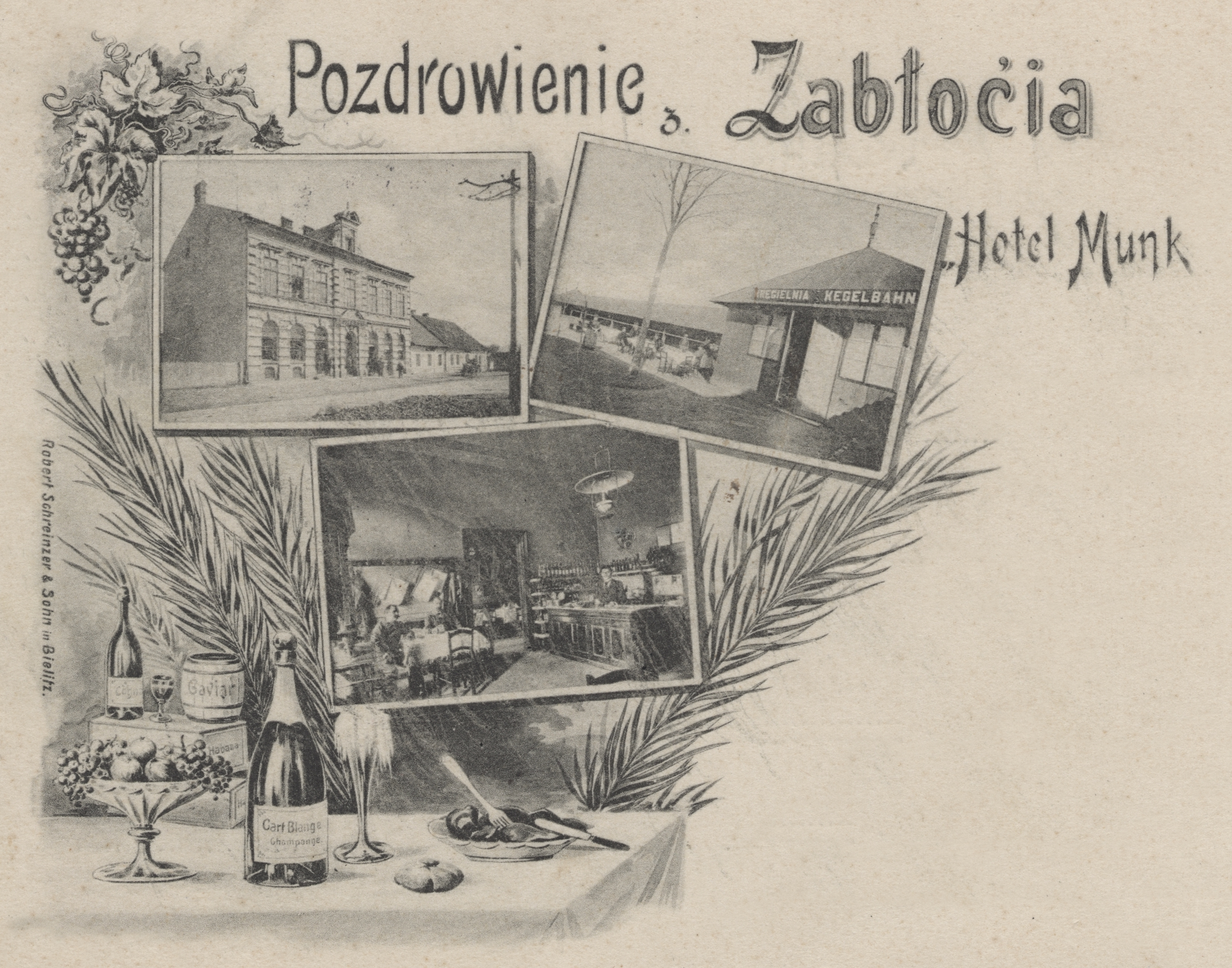
Pocztówka z Zabłocia z 1899

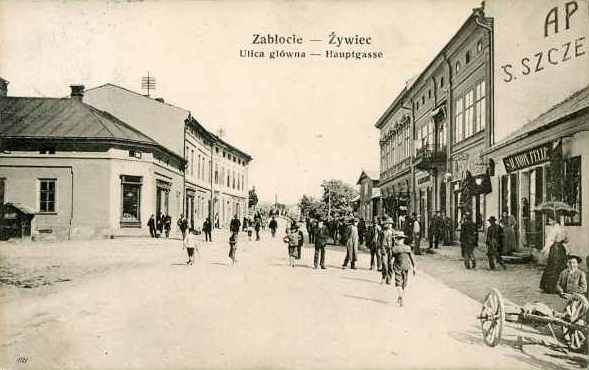
Ulica Główna w Zabłociu w I poł. XX wieku

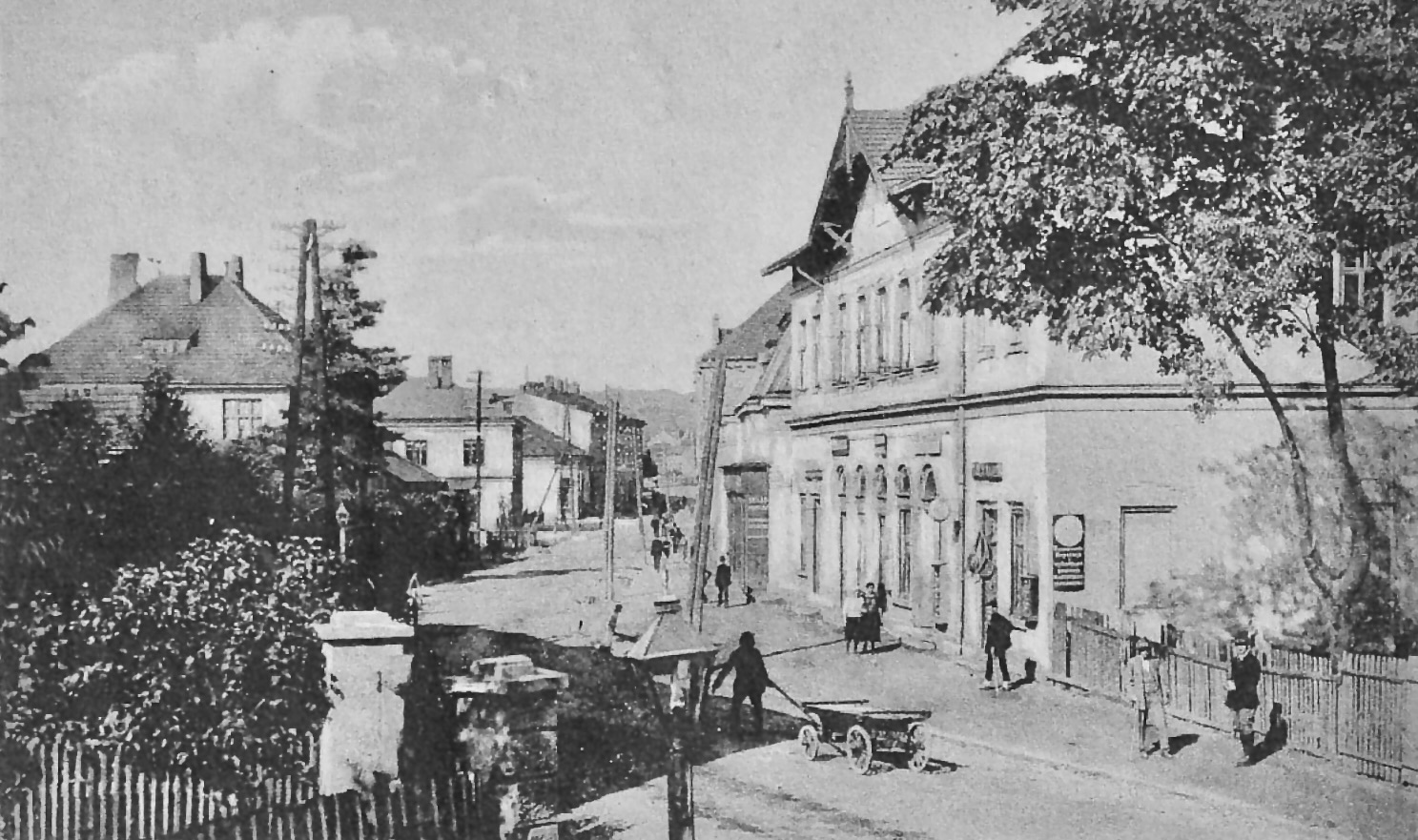
Ulica Główna w Zabłociu w I poł. XX wieku

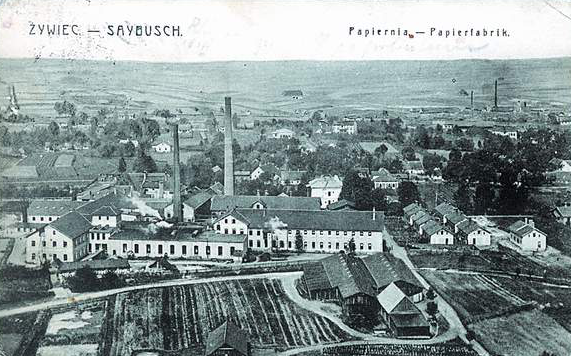
Fabryka Papieru na początku XX wieku

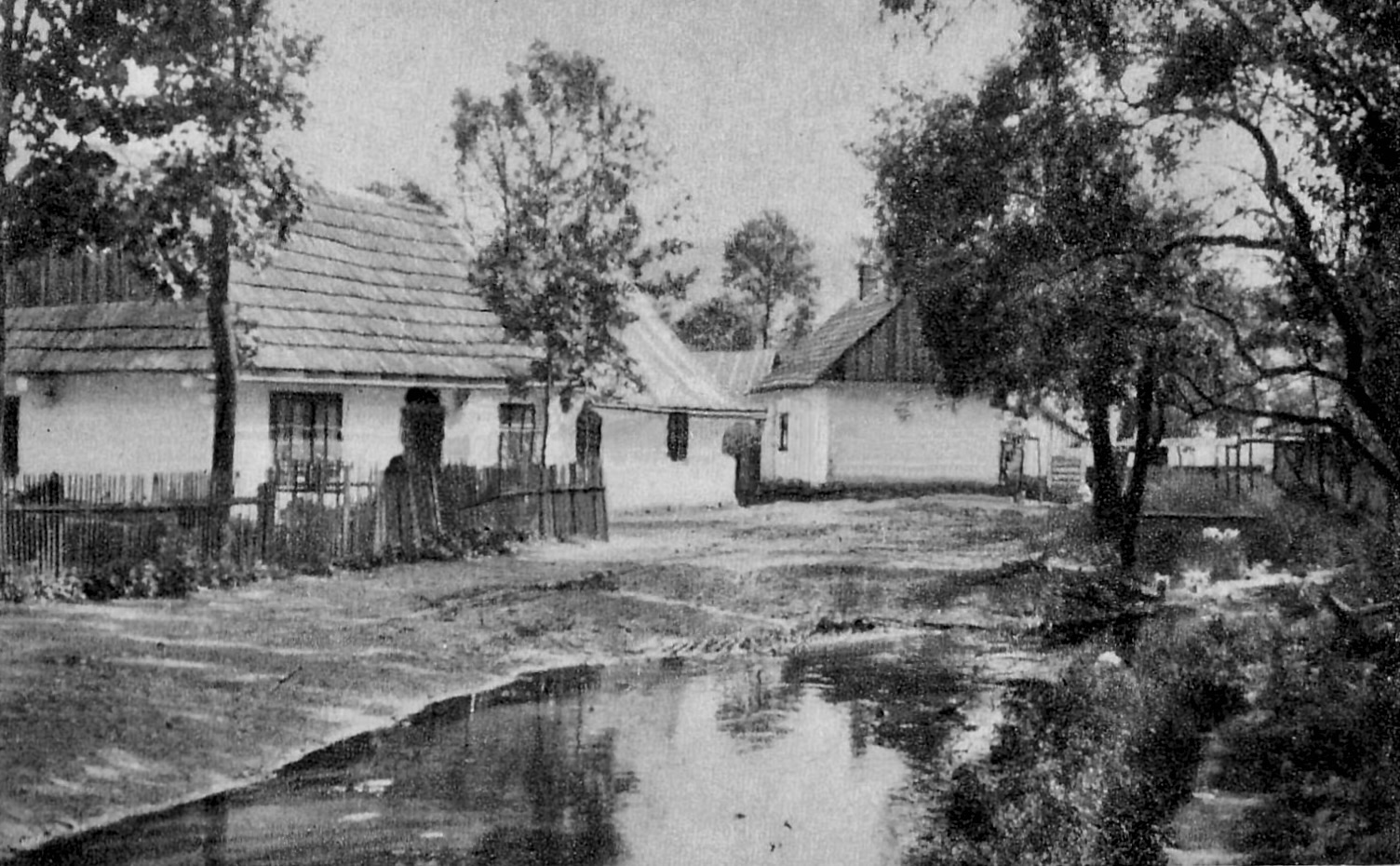
Zabudowania nad potokiem Sienianka

W 1784 przystąpiono do budowy drogi cesarskiej prowadzącej z Wadowic w kierunku Węgier, która poprowadzona została przez Zabłocie. Trasa ta uzyskała na terenie wsi nazwę ul. Głównej.
Do początku XIX wieku Zabłocie stanowiło miejscowość rolniczą. Działały w niej młyny oraz funkcjonujący już w XVI wieku tartak. W 1819 powstał tu jeden z pierwszych zakładów przemysłowych – Fabryka Mydła i Świec Szymona Munka, zlokalizowana przy moście na Sole i ul. Głównej. Natomiast 1837 Karol Schrötter i Franciszek Männhardt uruchomili we wsi fabrykę sukna.
Na bazie funkcjonującego w Żywcu młynu papierniczego, w 1833 Franciszek Augustin otworzył na prawym brzegu Soły w pobliżu mostu niewielką manufakturę produkującą papier. W związku z rozpowszechnieniem się używania maszyn parowych do wyrobu papieru, żywiecka manufaktura papiernicza została postawiona w stan upadłości i zakupiona w 1842 przez Karola Schröttera z Zabłocia. Na teren zakładu zlokalizowanego w Żywcu przeniesiona została produkcja sukna z Zabłocia, natomiast w budynkach na terenie wsi rozpoczęto wytwarzanie papieru.
Na miejscu działającej w przysiółku Pawlusie od XVIII wieku gorzelni, z inicjatywy księcia Albrechta Fryderyka Habsburga w 1856 został otwarty Arcyksiążęcy Browar w Żywcu. Pawlusie podzielone było na części należące administracyjnie do Zabłocia i do Wieprza. Browar zlokalizowany był w wieprzańskim fragmencie przysiółka, jednak obszar ten związany był gospodarczo i kulturalnie z Zabłociem i Żywcem.
Zabłocie należało do parafii rzymskokatolickiej w Żywcu, znajdowała się tu jednak kaplica św. Floriana, wybudowana w XIX wieku. W 1868 zabłocanie wystąpili o przydzielenie im osobnego ołtarza w należącym do żywieckiej parafii filialnym kościele św. Krzyża, na co uzyskali zgodę i wydzielony został im ołtarz św. Agnieszki. Podczas rozbudowy kaplicy św. Floriana w latach 1894–1895 powstało Stowarzyszenie Św. Floriana, przekształcone w 1902 w Towarzystwo Budowy Kościoła św. Floriana, które zajęło się zbiórką pieniędzy na budowę własnej świątyni dla Zabłocia.
W sierpniu 1878 wieś uzyskała połączenie kolejowe z Bielskiem. Powstał tu dworzec kolejowy noszący nazwę „Żywiec”, w związku z niechęcią mieszkańców miasta do budowy stacji na ich terenie z uwagi na obawy o pojawienie się tam nowych mieszkańców pochodzenia żydowskiego. W 1884 oddano natomiast połączenie w kierunku Nowego Sączą oraz Czadcy w ramach Galicyjskiej Kolei Transwersalnej, dzięki czemu miejscowa stacja kolejowa została połączona z siecią kolejową Węgier.
W 1892 powstał projekt budowy szkoły w Zabłociu, ponieważ młodzież zamieszkująca wieś z powodu braku placówki na miejscu uczęszczała do szkół na terenie Żywca. Z uwagi na obawę o zbyt wysoki koszt utrzymania szkoły został on jednak czasowo zarzucony i do sprawy powrócono w 1897 po wyborze nowej Rady Gminy, która zatwierdziła ten plan i szkoła ludowa w Zabłociu została otwarta 11 września 1899.
Od 1898 w miejscowości rozpoczęła działalność Ochotnicza Straż Pożarna, natomiast w 1902 miejscowe władze zakupiły dawną posiadłość Hermana Munka zlokalizowaną pomiędzy ul. Główną a torem kolejowym, dokąd przeniesiona została siedziba Urzędu Gminy.
W 1899 w Zabłociu otwarty został punkt kaznodziejski Parafii Ewangelicko-Augsburskiej w Białej, należącej do Kościoła Ewangelickiego Austriackiej Przedlitawii. Po odzyskaniu niepodległości przez Polskę, stacja kaznodziejska wraz z całą parafią w Białej weszła w skład Kościoła Ewangelickiego Augsburskiego i Helweckiego Wyznania w Małopolsce, stanowiąc część jego senioratu zachodniego.
Powstawały coraz to nowe zakłady przemysłowe. W 1896 założono Fabrykę Parową Wyrobów Ślusarskich, należącą do Zygmunta Rübnera. W 1899 uruchomiona została destylarnia wódek Hermana Munka, działająca pod nazwą „Fabryka Rosolisów, Likieru, Rumu i Spirytualiów” i rozbudowana w 1902. Prowadzony był tu młyn, cegielnia, fabryka chemiczna Pauza, tartak, przedsiębiorstwo produkcji wód gazowanych oraz liczne zakłady rzemieślnicze.
Wraz z rozwojem przemysłu na terenie Zabłocia, praca w tej dziedzinie gospodarki stała się głównym zajęciem mieszkańców miejscowości. W związku z tym wieś zmieniła swój charakter, zabudowę i strukturę ludności, stając się przemysłowym przedmieściem Żywca i przyciągając nowych, napływowych mieszkańców. Miejscowi robotnicy, korzystając z kolei, dojeżdżali również do pracy w zakładach działających na terenie Bielska. Część mieszkańców zatrudniona była przy obsłudze sieci kolejowej. Działały jednak w dalszym ciągu mocno rozdrobnione zabłockie gospodarstwa, zajmowano się w nich uprawą roli oraz hodowlą zwierząt. Zabudowa mieszkaniowa ludności trudniącej się rolnictwem miała charakter tzw. placów, powstałych poprzez grupowanie się domów służby wokół nieruchomości zajmowanych przez miejscowych kmieci. Plac tworzyło kilka lub kilkanaście budynków, a społeczeństwo je zamieszkujące prowadziło pracę i spędzało wolny czas w ramach powstałej wspólnoty. Nazwy placów były tworzone od nazwiska najwcześniejszych osadników na ich terenie, wobec czego od strony rzeki Leśnianka w kierunku Żywca znajdowały się place: Pawlusów, Sanetrów, Stokłosów, Stawarzów, Herzyków, Biernatów, Bielów, Kłusaków i Gowinów. Oprócz tego na zabudowę wsi składały się obiekty związane z przemysłem – zakłady i magazyny. Budynki mieszkalne, rolnicze i przemysłowe powstawały bez planu i w sposób niezorganizowany, a pomiędzy nimi przeprowadzone zostały wąskie i kręte drogi, które wcześniej umożliwiały dojazd do pól. Po przecięciu miejscowości przez linię kolejową została ona podzielona, w związku z czym utworzono wiadukty i strzeżone przejazdy przez tory. Jedyną uporządkowaną ulicą na terenie Zabłocia była ul. Główna, przy której mieściły się kamienice należące do właścicieli miejscowych zakładów przemysłowych oraz kupców żydowskich.
Naprzeciwko dworca kolejowego znajdowała się restauracja i hotel „Munk”. Niedaleko mostu położony był sklep Tugenthata z artykułami kolonialnymi, natomiast artykuły papiernicze można było nabyć w niedalekim sklepie sióstr Kohn na rogu ul. Głównej i Wesołej, naprzeciwko Restauracji „Pod Góralem”. Przy ul. Głównej znajdowały się też apteka Szczepańskiego oraz magazyn artykułów rolniczych, gospodarstwa domowego i żelaznych. Znaleźć też można było piekarnie Sanetry, Anfrichta i Hechcera, a także drukarnię Ferbera.
Na terenie miejscowości działały rozliczne stowarzyszenia i organizacje. Należało do nich m.in. Kółko Rolnicze, które zajmowało się szerzeniem oświaty wśród osób pracujących w rolnictwie oraz prowadziło sklep spółdzielczy. We wsi funkcjonowały także żywieckie organizacje Towarzystwo Gimnastyczne „Sokół” oraz Towarzystwo Szkoły Ludowej.
Spod dworca w Zabłociu do Żywca kursowały dorożki. W 1912 powstał projekt budowy kolejki parowej łączącej dworzec z Żywcem, przeprowadzone zostały też pierwsze prace techniczne związane z planami jej uruchomienia. Projekt został zarzucony w związku z wybuchem I wojny światowej.

### I wojna światowa
W sierpniu 1914 z terenu Żywca i okolicy wyruszyła pierwsza kompania strzelecka, wśród członków której znaleźli się również mieszkańcy Zabłocia. Następnie uformowała się kolejna kompania, na której czele stanął zamieszkały we wsi Tadeusz Jänich. W końcu sierpnia 1914 powstał Powiatowy Komitet Narodowy, do którego należało kilkoro członków z Zabłocia. Po nasileniu się działań wojennych budynek miejscowej szkoły został zajęty na potrzeby szpitala wojskowego i zakwaterowania członków armii. Mieszkańców wsi dotknął głód, co nastąpiło z racji rekwirowania zboża na potrzeby wojska. Po kapitulacji stacjonującej w Żywcu armii austriackiej miejscowa ludność zajęła się usuwaniem zaborczych emblematów z budynków użyteczności publicznej, a wieś została przez nich udekorowana polskimi flagami i godłami.

### Dwudziestolecie międzywojenne

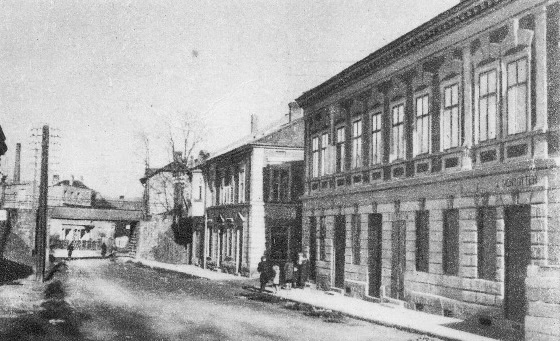
Ulica Główna w okresie międzywojennym

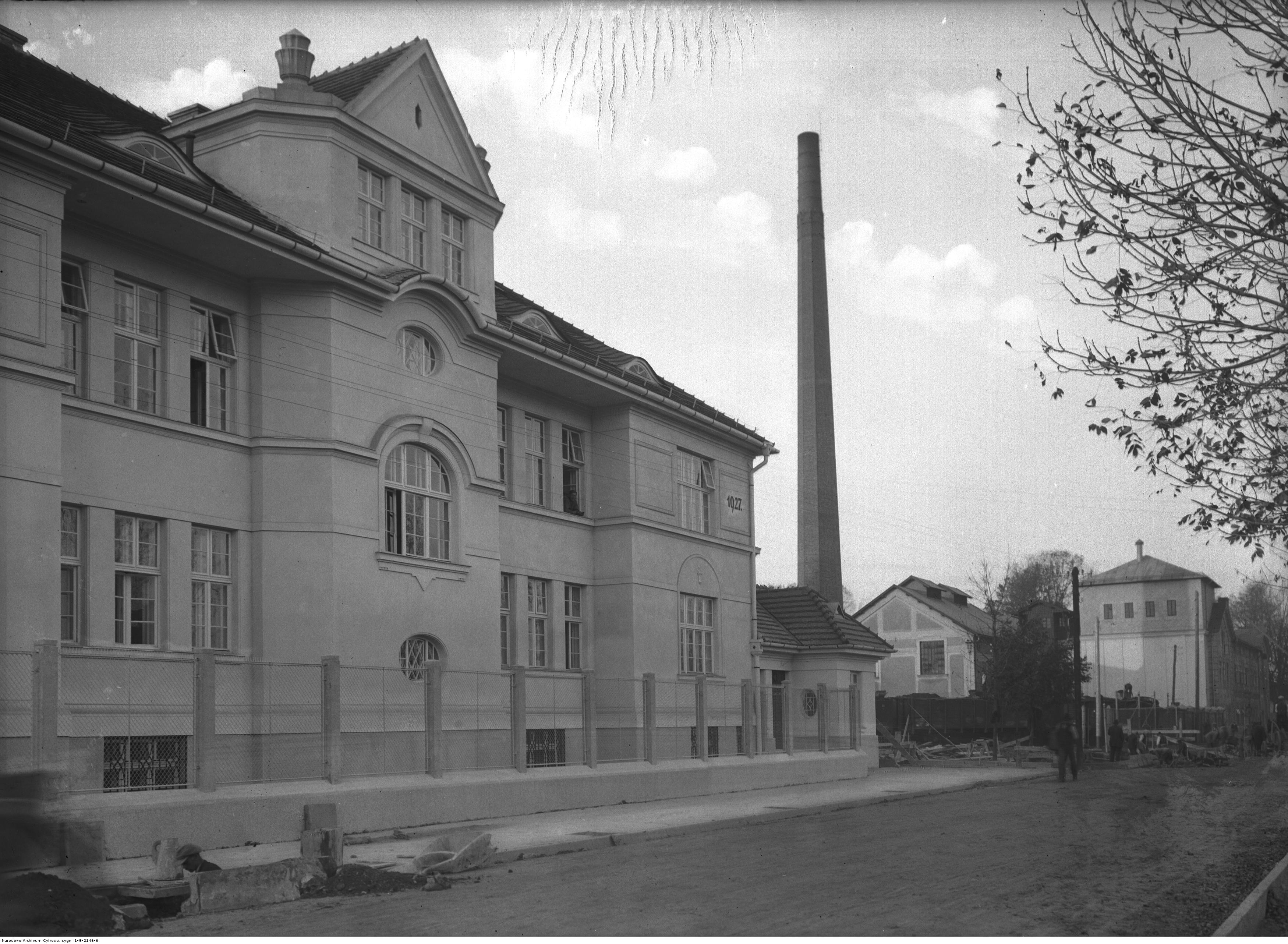
Zabudowania browaru w 1928

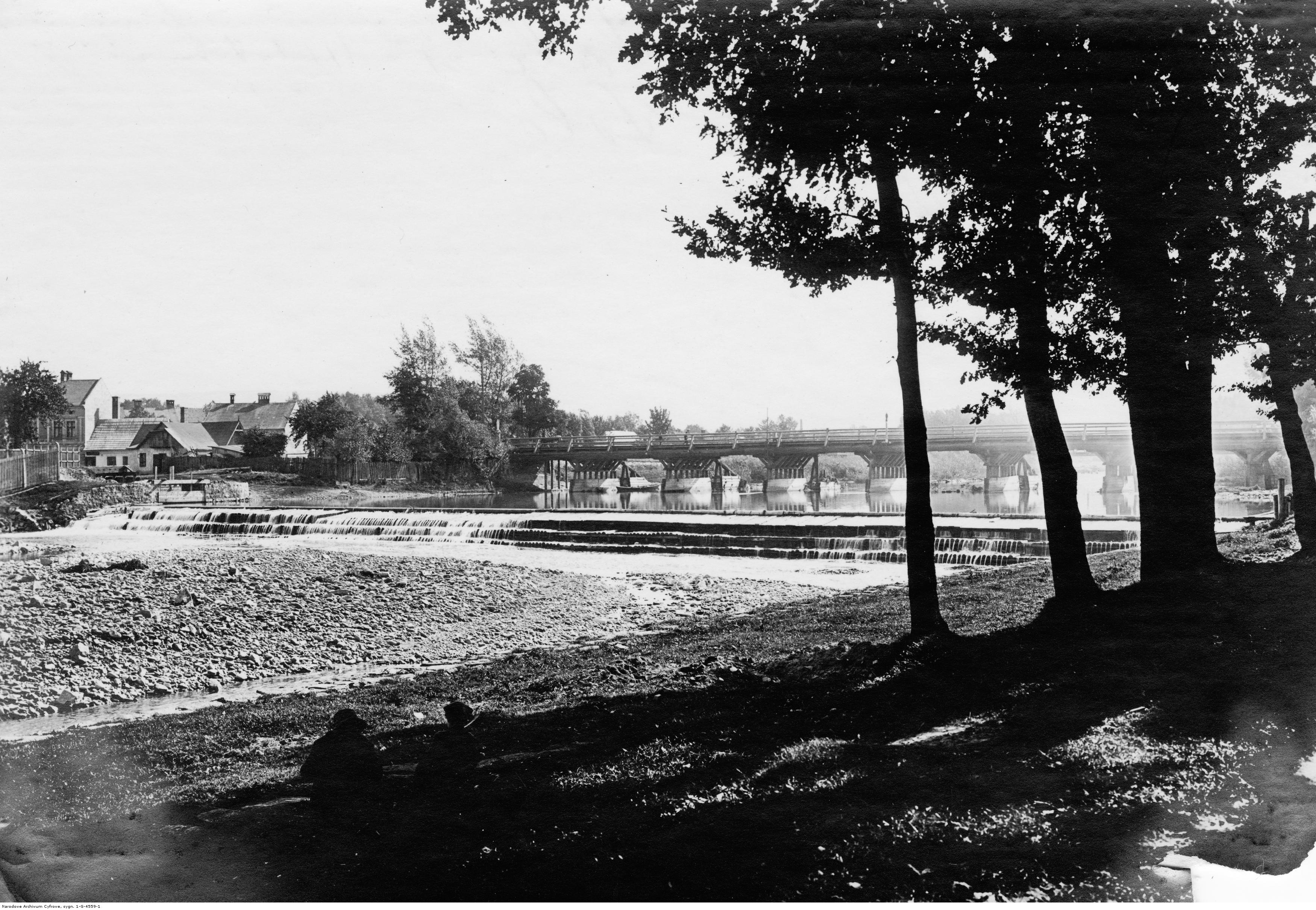
Jaz i drewniany most na Sole pomiędzy Żywcem a Zabłociem

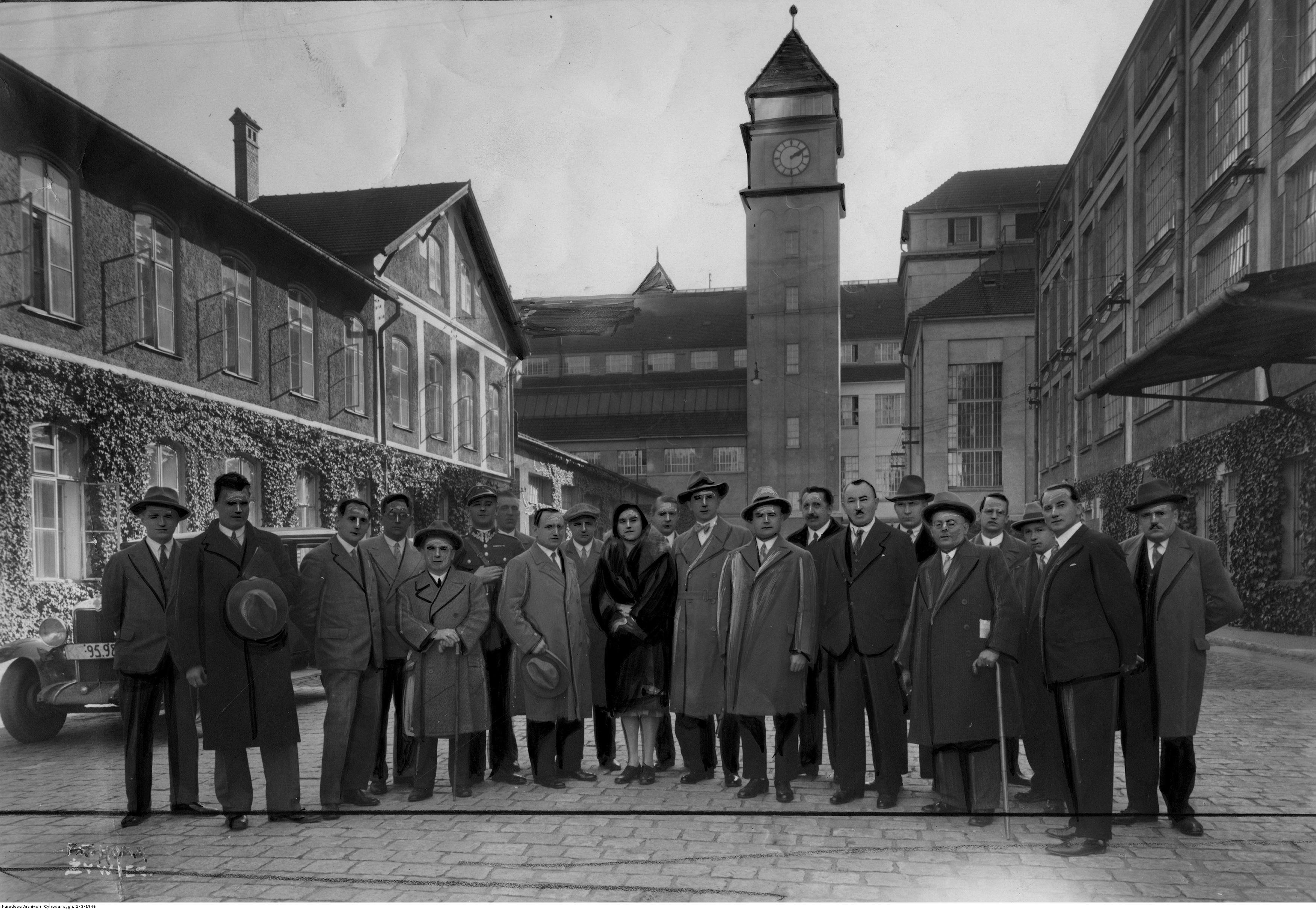
Fabryka papieru „Solali”

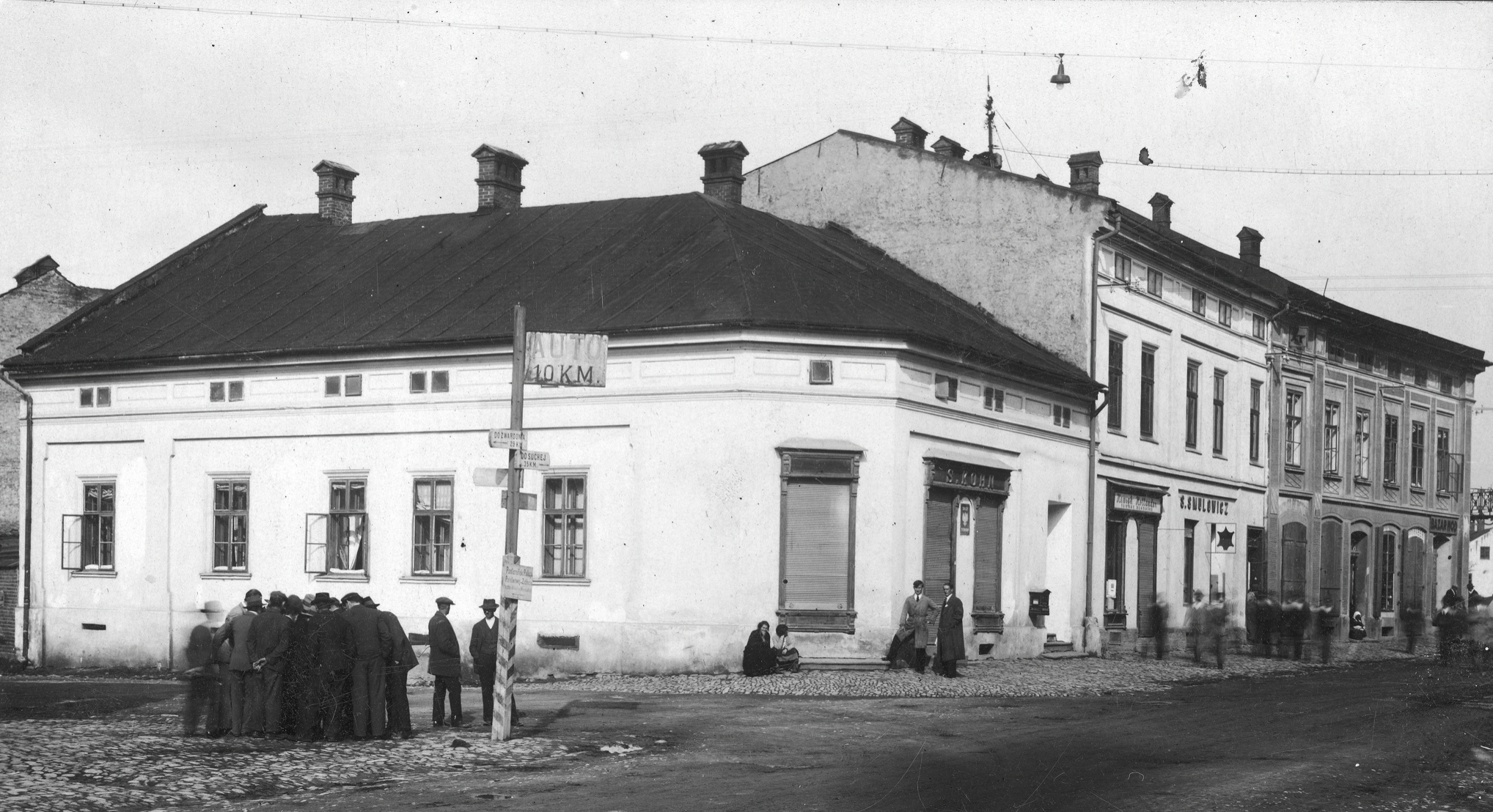
Ulica Józefa Piłsudskiego w 1934

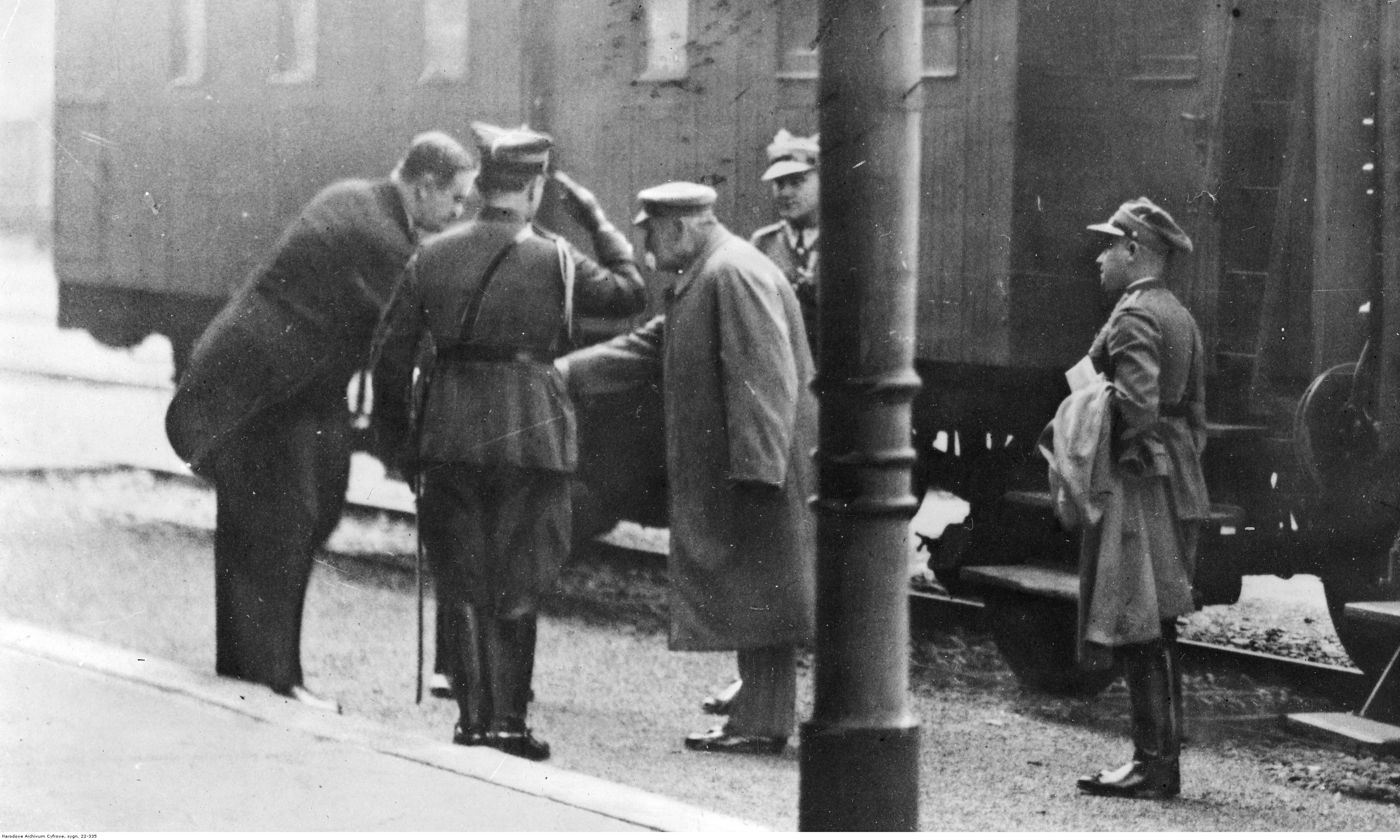
Józef Piłsudski na dworcu w Zabłociu w 1934

Po zakończeniu działań wojennych w Zabłociu powstał oddział Wojska Polskiego, zorganizowany w celu prowadzenia ochrony pogranicza. Zajmował się on nadzorowaniem granicy państwowej polsko-czechosłowackiej od Korbielowa po Wisłę.
W 1919 miały miejsce wybory do Rady Gminy, w skład której weszli wówczas członkowie następujących partii politycznych: Partii Syjonistycznej, Polskiej Partii Socjalistycznej, Chrześcijańskiej Demokracji, Polskiego Stronnictwa Ludowego, Zjednoczenia-Ludowo Narodowego, a także radni z ugrupowania żydów ortodoksyjnych i kilkoro bezpartyjnych.
Po opuszczeniu budynku szkoły przez wojsko rozpoczęto prowadzenie w niej normalnych zajęć. Z powodu braku opału w pierwszym okresie po wojnie była ona jednak czasowo zamykana w miesiącach zimowych. W latach 1922–1932 szkoła była podzielona na placówkę męską im. św. Jana Kantego i szkołę żeńską im. Królowej Jadwigi. Po jej przekształceniu w instytucję koedukacyjną w 1932 nadano jej imię Ignacego Mościckiego.
Ludność Zabłocia w większości pracowała w przemyśle, zarówno w miejscowych zakładach, jak i dojeżdżając do fabryk w Bielsku i Białej Krakowskiej. Tutejsze gospodarstwa rolne były mało wydajne, wobec czego ich właściciele zajmowali się dodatkowo przewozem towarów, jak również pozyskiwaniem żwiru z Soły.
Według stanu na 1921 do działających w Zabłociu zakładów przemysłowych należały: Żywiecka Fabryka Papieru, spółka „Solali” Przemysł Papierniczy, Fabryka Wyrobów Ślusarskich, Budowlanych i Budowy Maszyn Zygmunta Rübnera, zakłady Małopolski Przemysł Futrzany Braci Balitzer, Fabryka Skór i Pasów „Siła”, Fabryka Likierów, Wódek i Rumu Bernarda Fränklera, Pierwsza Krajowa Parowa Fabryka Mydła i Świec Szymona Munka, Parowa Cegielnia Karola Sanetry, Cegielnia Parowa i Wapiennik Otto Schwarza, Wytwórnia Smarów i Artykułów Drogeryjnych Ignacego Patzau, Przetwórnia Owoców i Jagód Fuhrmana, Fabryka Pieców Kaflowych „Zdun”, Wytwórnia Wody Sodowej Kotara Tugendatha i Tartak Parowy Romana Springuta. Fabryki te zatrudniały w sumie ponad tysiąc robotników. Dodatkowo w Pawlusiu działał browar, w którym na początku lat 30. XX wieku pracowało około 300 osób.
Zgodnie z wynikami Pierwszego Powszechnego Spisu Ludności z 1921 Zabłocie liczyło 3654 mieszkańców, z czego 2973 katolików rzymskich, 624 żydów, 53 ewangelików oraz 4 osoby innego wyznania chrześcijańskiego. 3173 osób podało narodowość polską, 388 – niemiecką, 83 – żydowską, a 10 – inną niż wymienione. W 1931 liczba ludności wsi wzrosła do 4975, z czego 3949 mieszkańców było wyznania rzymskokatolickiego, 958 było żydami, a 68 – pozostałych wyznań. Zabłocie rozciągało się wówczas na terenie 609 ha i istniało tu 15 zakładów przemysłowych, 82 sklepy i 30 pracowni rzemieślniczych.
W 1923 roku przy drodze do Bielska powstała Fabryka Dywanów Orientalnych „Persja” założona przez Ernesta Wachsmana i Izydora Fabiszkiewicza. Zatudniała około 100 osób, przeważnie kobiety. W zakładzie tym powstawały dywany oraz poduszki dekoracyjne.
Na terenie miejscowości działalność prowadził klub sportowy. Przy fabryce papieru istniały także prywatne korty tenisowe. Działały robotnicze orkiestry dęte: przy Fabryce Papieru oraz złożona z pracowników kolei. Do funkcjonujących we wsi organizacji należały: Kółko Rolnicze, Ochotnicza Straż Pożarna, Towarzystwo Popierania Budowy Szkół, Towarzystwo Budowy Kościoła, Katolickie Stowarzyszenie Młodzieży Męskiej i Żeńskiej, oddziały Związku Strzeleckiego i Liga Obrony Przeciwlotniczej Państwa. Istniał Związek Ligi Obywatelskiej Kobiet, który otworzył 31 marca 1922 przedszkole zlokalizowane w budynku Urzędu Gminy. Mieszkańcy Zabłocia należeli również do Koła Towarzystwa Szkoły Ludowej w Żywcu oraz w Wieprzu-Pawlusiu. Działał szereg organizacji żydowskich, jak również stowarzyszenia zrzeszające pracowników papierni, które zdominowali przedstawiciele mniejszości niemieckiej i żydowskiej.
Fabryka Papieru w roku 1930 połączyła się z przedsiębiorstwem Papierniczym „Solali”, w wyniku czego powstało przedsiębiorstwo papiernicze Żywiecka Fabryka Papieru „Solali” S.A., obejmujące fabrykę papieru, tektury, zakład przetwórczy, siłownię, tekturownię, drukarnię, litografię i tartak. Do 1939 roku przedsiębiorstwo zatrudniało 850 pracowników, a prezesem zarządu był Ignacy Serog.
Do roku 1934 Zabłocie podobnie jak Sporysz i Isep było gminą jednowioskową. Po powstaniu gmin zbiorowych w 1934 roku, wieś stała się siedzibą gminy Zabłocie, w skład której wchodziły Radziechowy, Lipowa, Słotwina, Leśna, Ostre i Sienna.
W 1935 rozpoczęto budowę kościoła św. Floriana, a samodzielna parafia św. Floriana w Zabłociu powstała w 1948.
W 1938 roku, z inicjatywy działaczy robotniczych, pracowników Żywieckiej Fabryki Papieru powstał klub sportowy „Czarni”.

### II wojna światowa

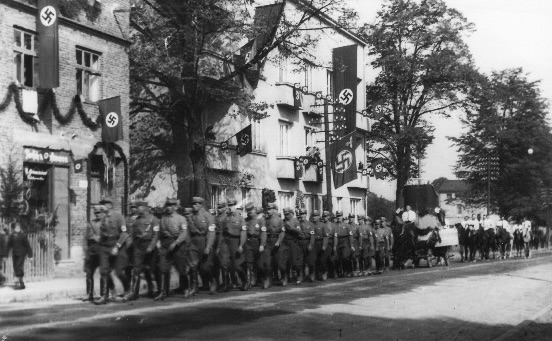
Hauptstrasse w 1940

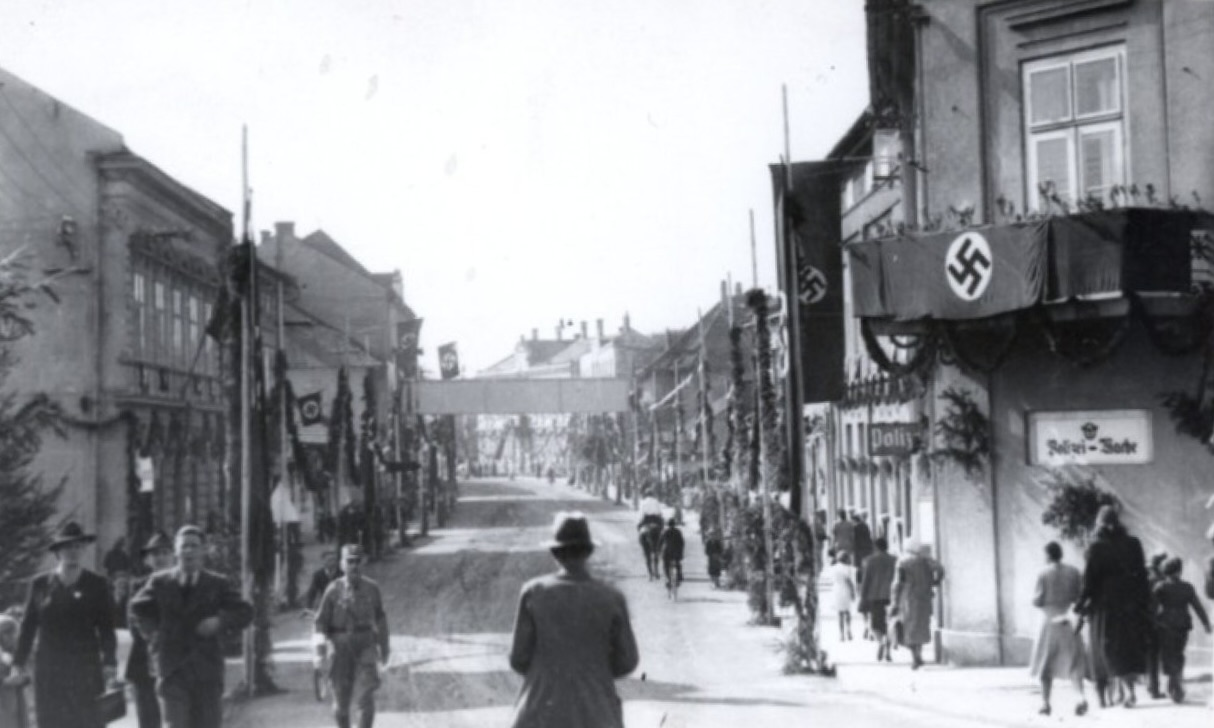
Hauptstrasse w okresie okupacji niemieckiej

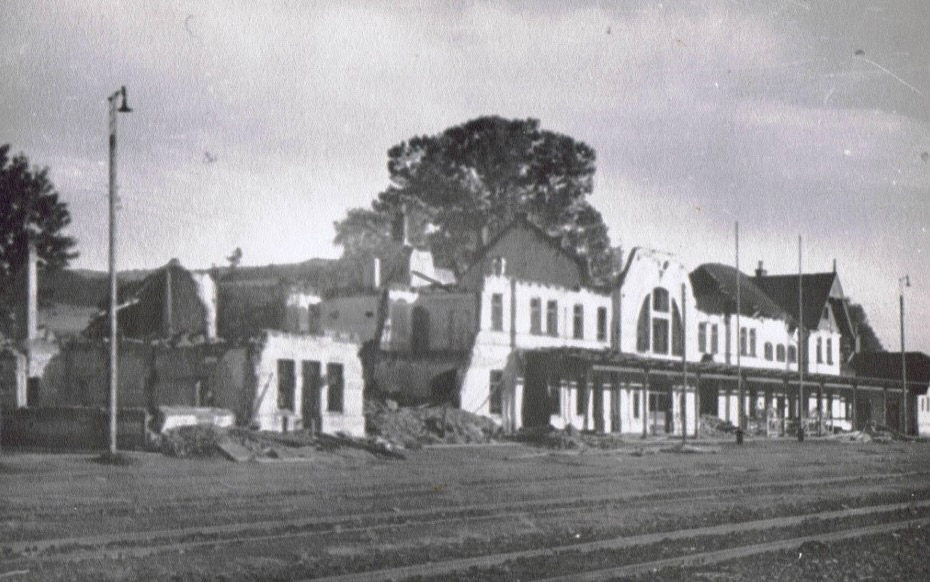
Dworzec kolejowy spalony przez wycofujące się oddziały niemieckie w 1945

3 września 1939 Zabłocie zostało zajęte przez wojska III Rzeszy. Okupanci przejęli wszystkie fabryki i zakłady rzemieślnicze, a ich właścicieli wyrzucili. Zamknięte zostały polskie szkoły i stowarzyszenia, rozpoczęły się też prześladowania ludności żydowskiej, a później jej eksterminacja.
25 października 1939 Niemcy na czas okupacji włączyli Zabłocie do miasta, ale po wyzwoleniu przywrócony został stan sprzed wojny.
We wrześniu 1940 zainaugurowano wysiedlenia ludności w ramach Aktion Saybusch, jak również do pracy przymusowej na terenie Rzeszy oraz Protektoratu Czech i Moraw.
Sytuacja mieszkańców Zabłocia była ciężka, utrudniony był dostęp do żywności, ludność była zmuszana do niewolniczej pracy, czy więziona bez wyroków sądowych. Odbywały się także publiczne egzekucje. Uruchomiona została jedna szkoła powszechna dla dzieci z okolicy, której siedziba często zmieniała lokalizacjęi była przenoszona ze Sporysza do Zabłocia, a następnie do Starego Żywca, a zajęcia w niej prowadzone ograniczały się do nauki czytania i pisania.
W 1944 z inicjatywy Julii Gowin (de domo Pyrzyk) w Zabłociu powstało Przedszkole Gminne, a założycielka została jego pierwszą dyrektorką. Placówka mieściła się w należącym do gminy Zabłocie parterowym, drewnianym budynku przy współczesnej ul. Objazdowej, na terenie obecnej Komendy Powiatowej Państwowej Straży Pożarnej. Dzieci zamieszkałe w rejonie browaru były przywożone do przedszkola kibitką.
W marcu 1945 do Zabłocia zbliżał się front, wobec czego część ludności została ewakuowana i umieszczona w piwnicach i na strychach, a także w stodołach oraz stajniach w fatalnych warunkach sanitarnych. Brakowało żywności, zarekwirowanej przez wojska okupacyjne na cele armii, jak również wody i opału. Zabłocie pozostawało pod ciągłym ostrzałem. Zabici od pocisków byli grzebani na tymczasowym cmentarzu urządzonym na placu przed kościołem św. Floriana. 22 i 23 marca 1945 kilkoro mieszkańców zostało oskarżonych przez Niemców o kradzież proszku do prania z uszkodzonego budynku sklepu, a następnie rozstrzelanych 29 marca przez budynkiem apteki Foltyńskich przy ul. Dworcowej, bez przeprowadzenia uprzednio postępowania dowodowego.
Na początku kwietnia 1945 rozpoczęło się wycofywanie armii niemieckiej. 5 kwietnia ostatnie wychodzące z Zabłocia oddziały okupacyjne wysadziły wszystkie mosty i wiadukty kolejowe, dworzec oraz komin papierni.

### Lata powojenne

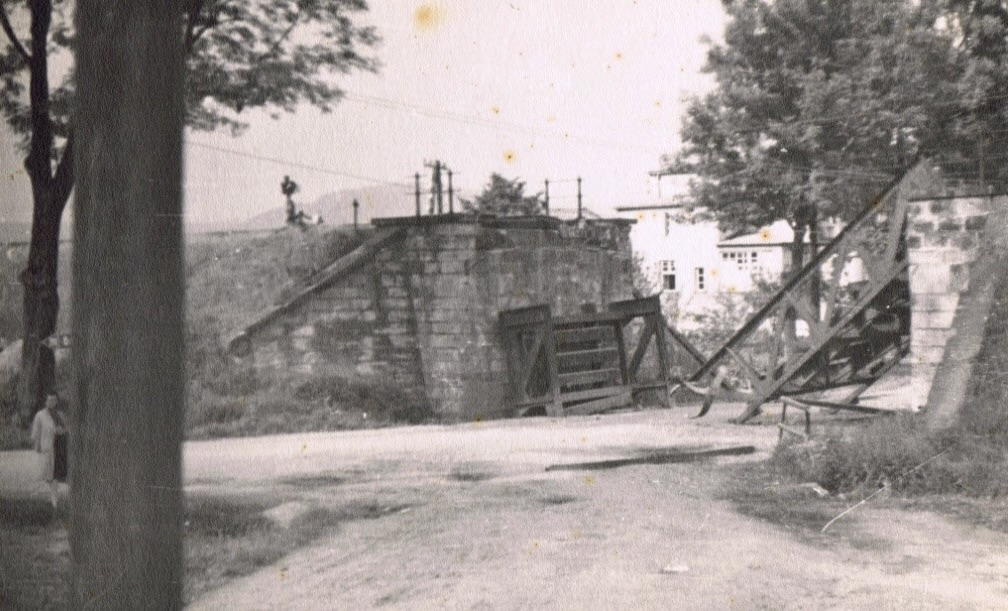
Zniszczony wiadukt kolejowy nad ul. Wesołą w 1945

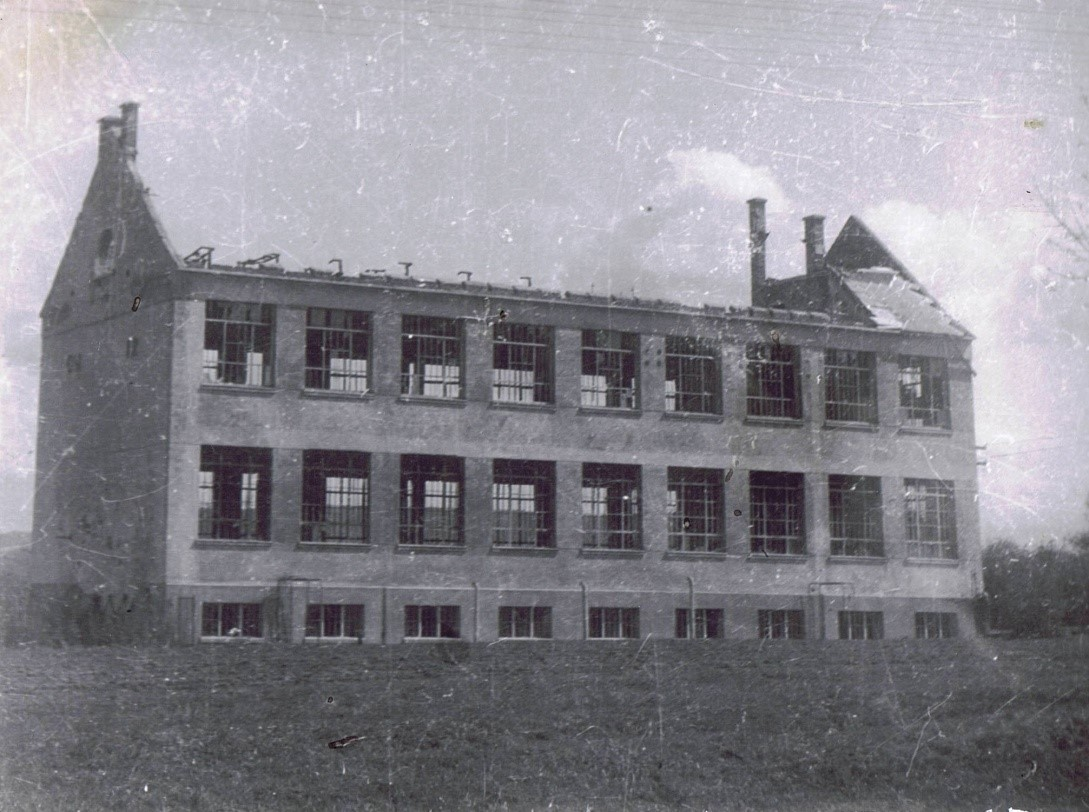
Zrujnowany budynek zakładów „Persja” w 1945

Po opuszczeniu miejscowości przez wojska hitlerowskie, prawie wszystkie znajdujące się na jej terenie budynki były zniszczone w mniejszym lub większym stopniu. Nie działała komunikacja, do Bielska i Białej udawano się pieszo lub furmankami, gazety z Bielską były dostarczane za pomocą roweru. Brakowało koni, ponieważ zostały one w większość zarekwirowane na rzecz niemieckiej armii. W wyniku zniszczenia infrastruktury komunikacyjnej, nadal dotkliwe były braki w zaopatrzeniu w żywność.
Powrócono do przedwojennego podziału administracyjnego, wobec czego z powrotem odłączono Zabłocie od Żywca i reaktywowano gminę Zabłocie.
Zarząd nad miejscowością pełnił komendant wojenny. Tutejsze zakłady przemysłowe pozostawały zajęte przez Armię Czerwoną i zajmowały się produkcją na jej rzecz, jeśli prowadzenie w nich działalności było możliwe z uwagi na brak zniszczeń lub ich mniejszy stopień. Polską administrację na terenie powiatu żywieckiego wprowadzono 28 czerwca 1945.
Rozpoczęła się odbudowa życia gospodarczego i społecznego miejscowości. Nastąpiła nacjonalizacja fabryk. Działalność prowadziła Garbarnia „Siła” oraz Zakład Futrzarski, który włączono do Polskich Zakładów Futrzarskich z siedzibą w Krakowie. Odbudowane zostały zniszczone budynki papierni i wznowiono w niej produkcję, zatrudniając na koniec 1945 już 502 osoby. Zakład ten został upaństwowiony w czerwcu 1947. W 1948 futrzarnia wydzierżawiła żywieckie zakłady „Persja”, gdzie utworzono dział konfekcyjny. Utworzone zostały spółdzielnie zajmujące się sprzedażą artykułów spożywczych i przemysłowych. Pierwszą z nich stała się spółdzielnia „Zespół”, uruchomiona we wrześniu 1945. W okresie tym powstała także spółdzielnia „Kolejarz, prowadząca stołówkę dla pracowników kolei. Przy zakładach piwowarskich utworzono spółdzielnię „Browar”, założona została też spółdzielnia „Razem”. W październiku 1948 wszystkie miejscowe spółdzielnie włączone zostały do Powszechnej Spółdzielni Spożywców „Społem”. Jeszcze w 1945 działalność wznowił Robotniczy Klub Sportowy „Zabłocie”.
Kursowanie pociągów do Bielska przywrócone zostało we wrześniu 1945, a w maju 1946 – w relacji do Suchej. W 1947 powstał komitet na rzecz odbudowy dworca. Zaczęli powracać również wysiedleni przez okupantów mieszkańcy.
3 listopada 1948 Gminna Rada Narodowa zdecydowała o przyłączeniu wsi do Żywca. Prace administracyjne trwały do 1949. Ostatecznie 18 stycznia 1950 Zabłocie na stałe zostało włączone do Żywca razem z gromadami Isep, Kocurów, Sporysz oraz przysiółkiem Pawlusie. W związku z tym obszar miasta wzrósł do 3296,70 ha, a liczba mieszkańców do 16 242 osób. Siedzibą gminy zbiorowej Zabłocie stał się Żywiec. Gmina została zlikwidowana 29 września 1954 roku wraz z reformą wprowadzającą gromady w miejsce gmin, a teren przez nią wcześniej obejmowany wszedł w skład gromady Leśna.
7 listopada 1948 roku poświęcony został działający od 1945 cmentarz parafii św. Floriana w Żywcu.

### Zabłocie jako dzielnica Żywca

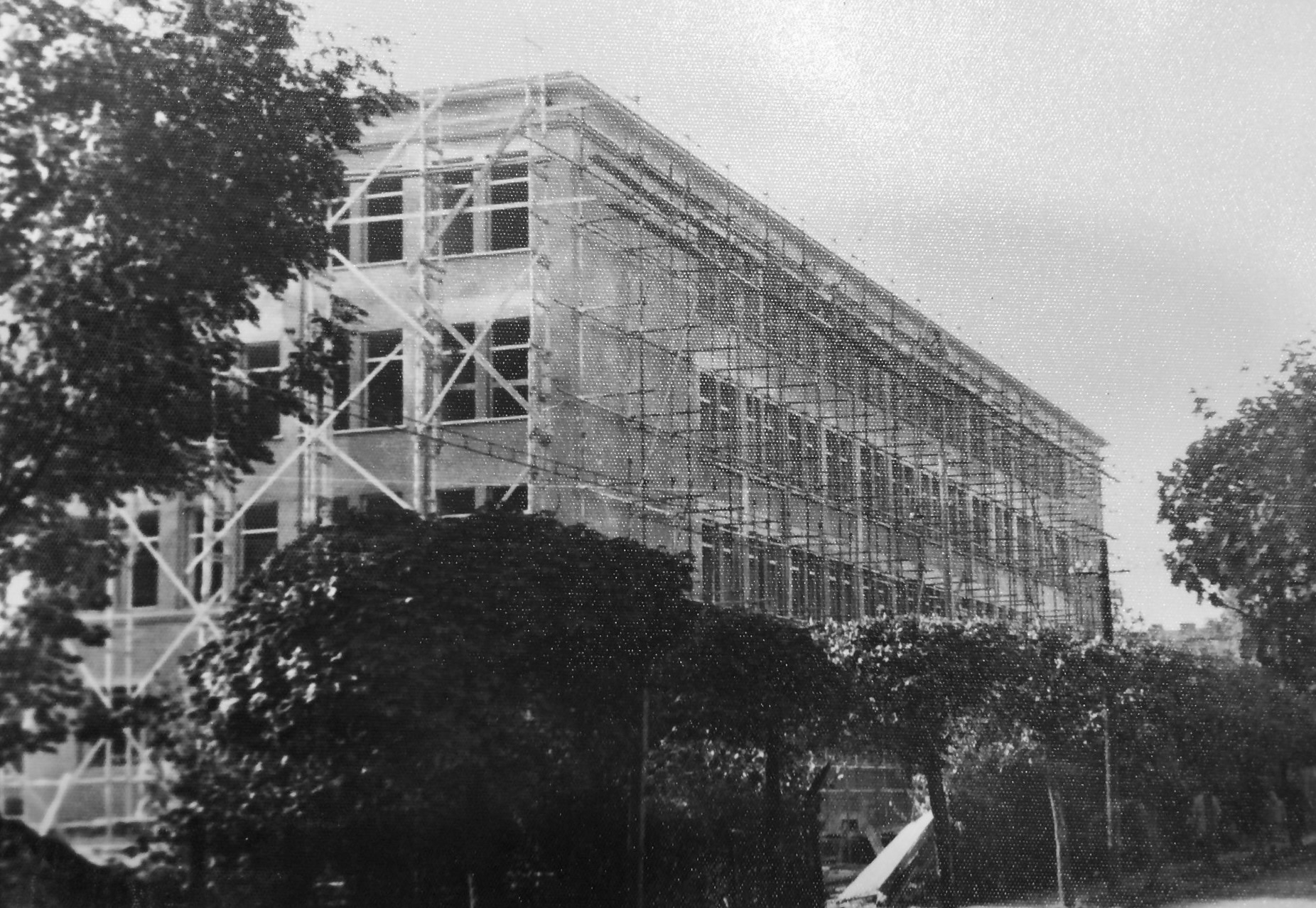
Budowa nowej siedziby Szkoły Podstawowej nr 1 (1961–1964)

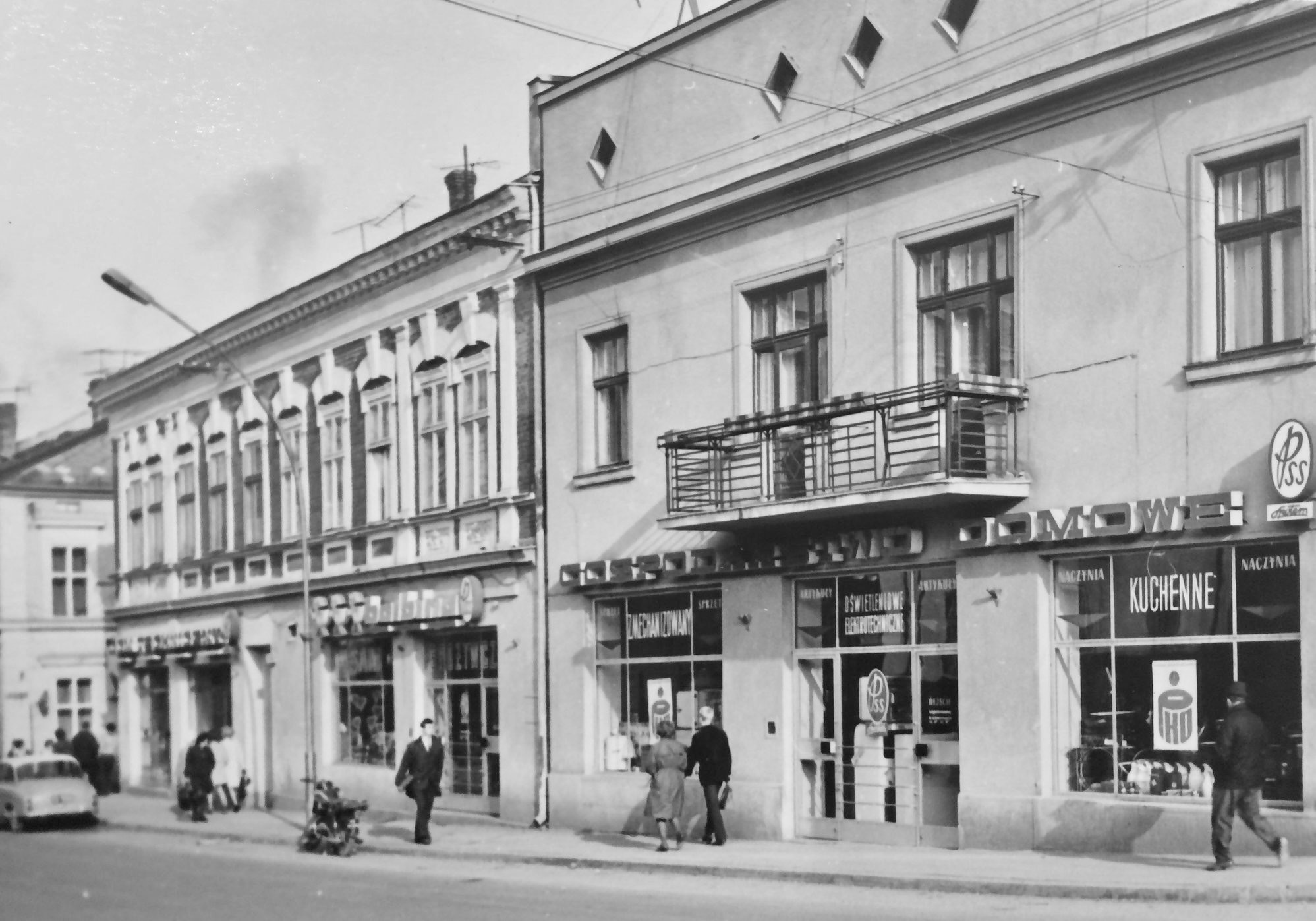
Ulica Juliana Marchlewskiego w 1970

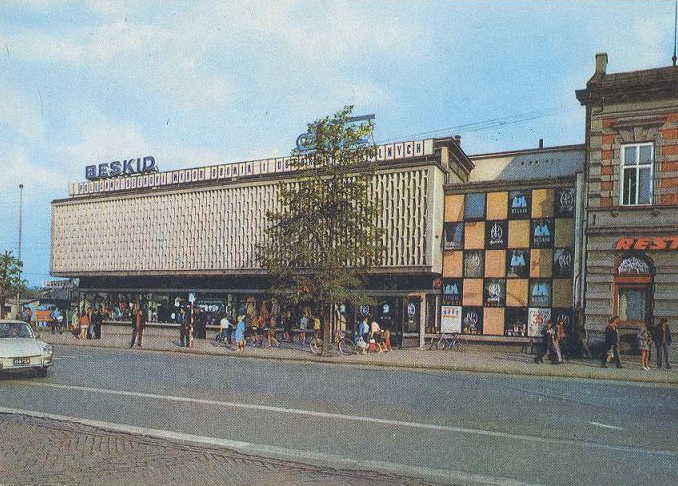
Dom Towarowy „Beskid” w 1972 roku

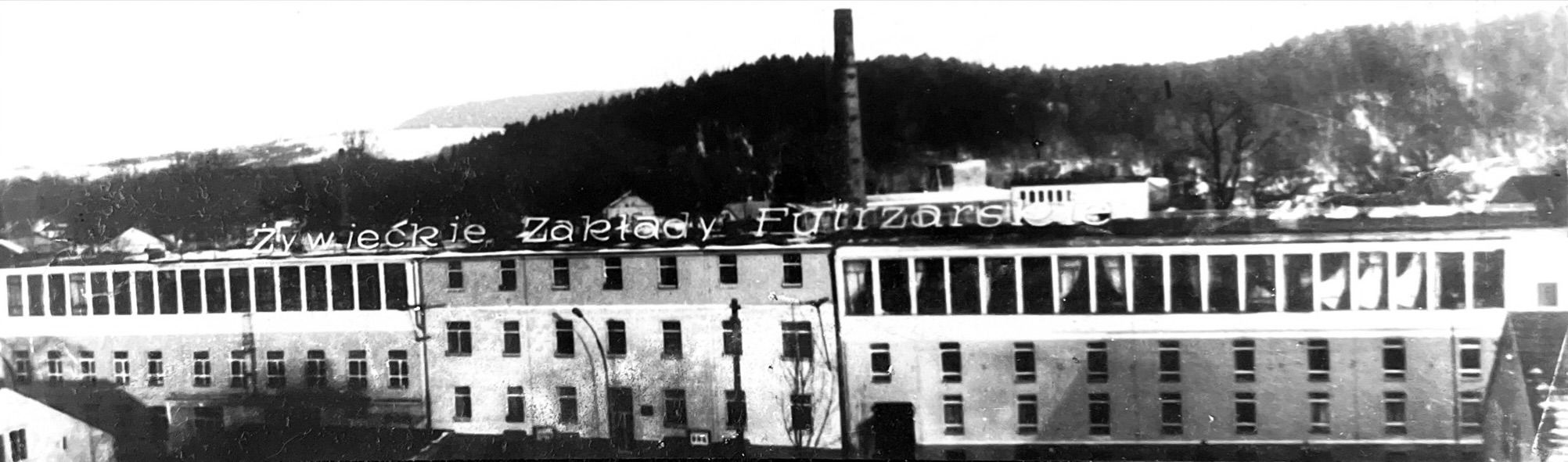
Żywieckie Zakłady Futrzarskie w latach 70. XX wieku

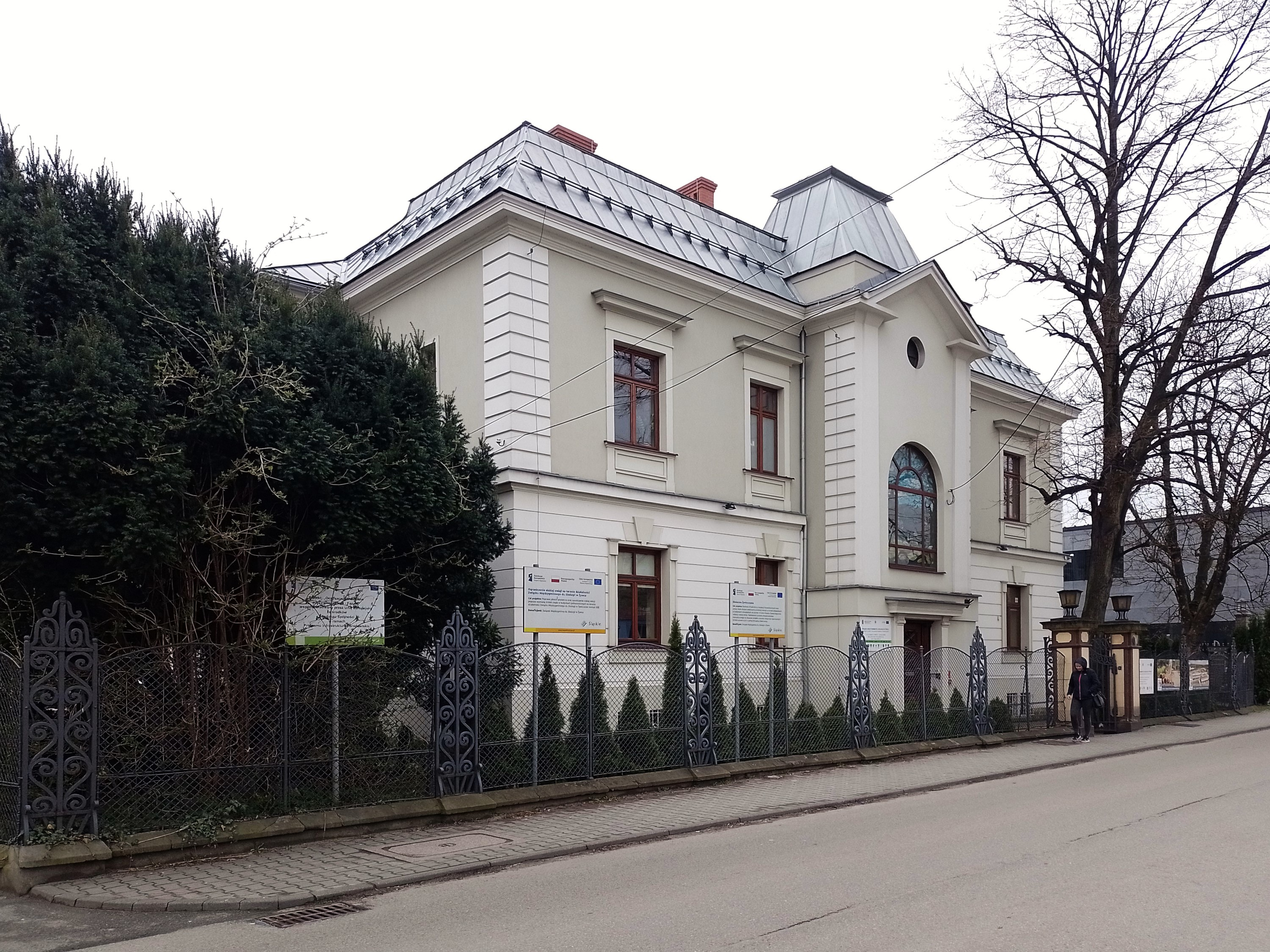
Dawna willa Ignacego Seroga przy ul. ks. Słonki 22, do 1993 mieszcząca przedszkole przyzakładowe fabryki „Solali”

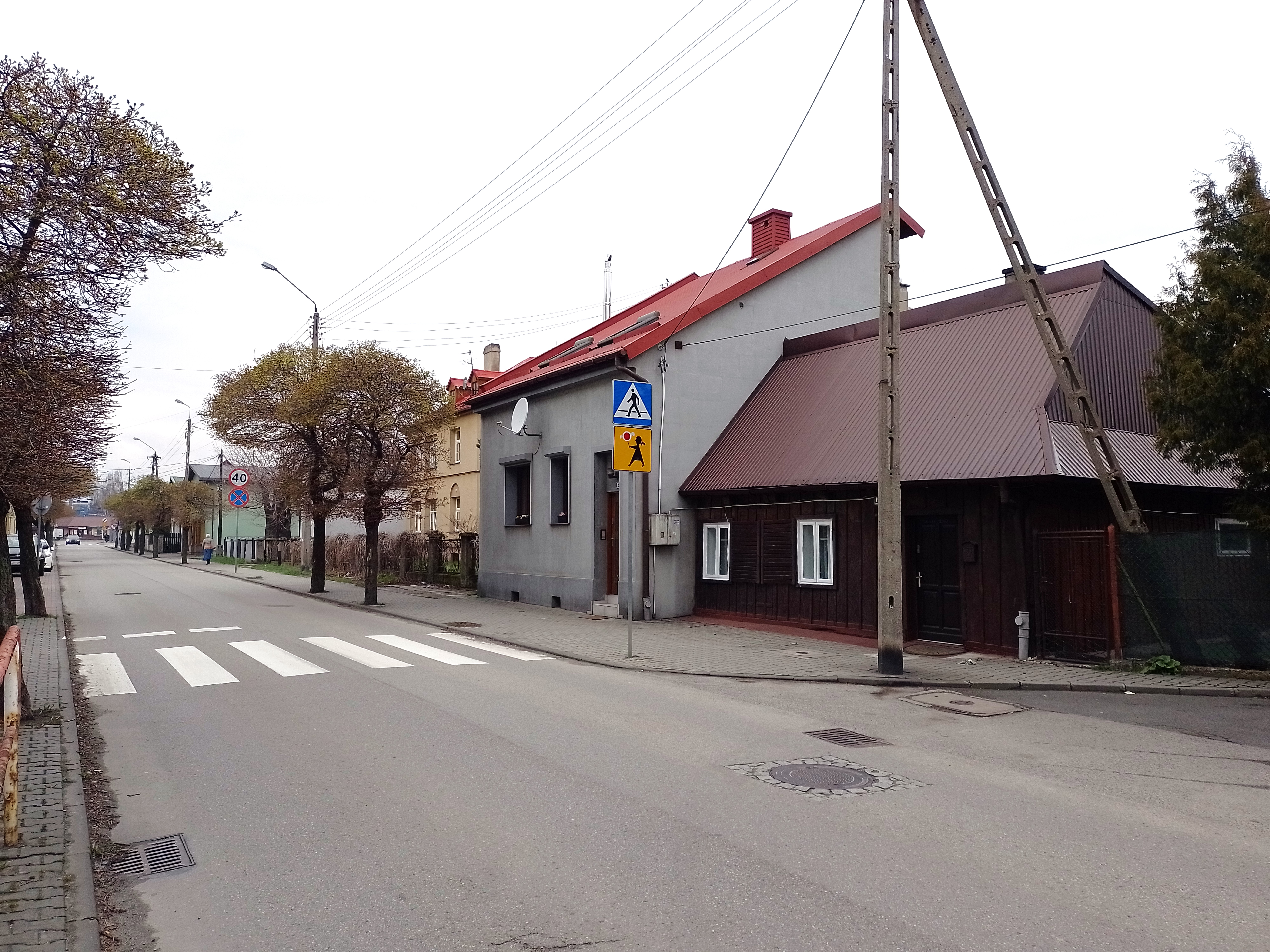
Ulica ks. Słonki

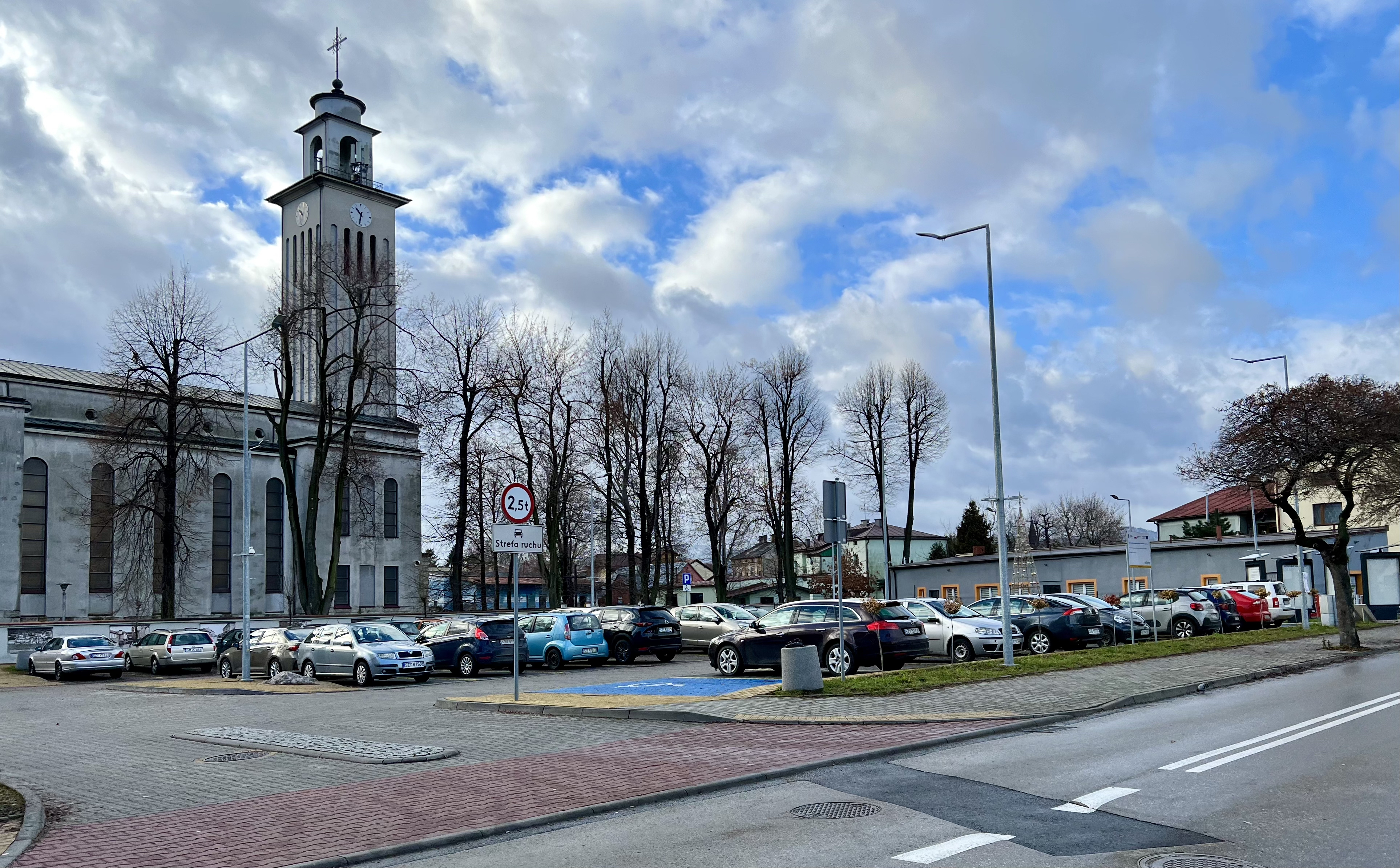
Zintegrowany Węzeł Przesiadkowy przy ul. ks. Słonki, uruchomiony w 2020

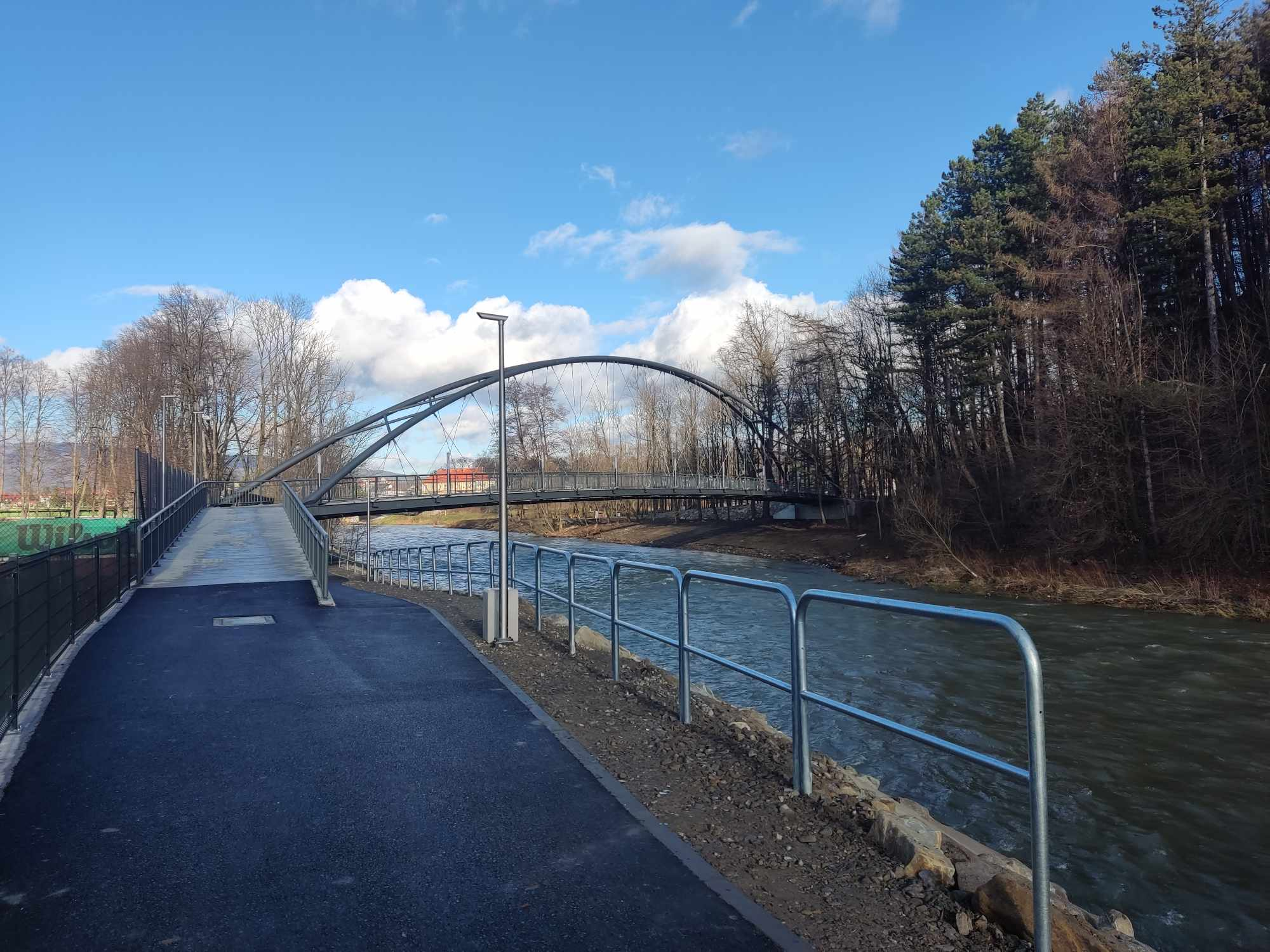
Kładka na Sole łącząca Zabłocie i Sporysz, otwarta 1 stycznia 2024

Wobec włączenia wsi do Żywca, w 1950 dokonano zmian nazw niektórych ulic na jej terenie, powtarzających się na obszarze dotychczas zajmowanym przez miasto. W efekcie ul. Daszyńskiego przemianowano wówczas na ul. Ludwika Waryńskiego, ul. Kościelną na ul. Marii Konopnickiej, ul. Słowackiego na ul. Joachima Lelewela, ul. Batorego na ul. Słoneczną, ul. Betoniarską na ul. Krzywą, ul. Krótką na ul. Zabłocką, ul. Boczną na ul. Jasną, ul. Ogrodową na ul. Sądową, ul. Podwale na ul. Futrzarską i ul. Kolejową na ul. Juliana Marchlewskiego.
Na bazie przedwojennej przetwórni owoców Furhmanna w 1951 roku przy ul. Marchlewskiego powstały Żywieckie Zakłady Przetwórcze „Las”, podległe Zjednoczeniu Leśnej Produkcji Niedrzewnej. Uruchomiono tu produkcję dżemów, syropów, soków i win owocowych.
W 1953 uległa likwidacji miejscowa Zasadnicza Szkoła Papiernicza, a w zajmowanym przez nią dotychczas obiekcie działalność rozpoczęła Szkoła Podstawowa nr 4, jako druga szkoła podstawowa na terenie dzielnicy.
W 1952 przystąpiono do budowy dworca PKS, zarządzanego przez Przedsiębiorstwo Państwowe Komunikacja Samochodowa w Krakowie Oddział w Żywcu. Tymczasowy dworzec powstał na wywłaszczonej działce, należącej wcześniej do Artura i Józefa Munków, zlokalizowanej na placu przed dworcem kolejowym. Docelowy dworzec został wzniesiony na terenie dawnego boiska żydowskiego Klubu Sportowego „Makabi” przy ul. Marchlewskiego, a jego otwarcia dokonano w marcu 1960. 
W 1961 powstało Osiedle Kochanowskiego, stanowiące zespół bloków zakładowych wybudowanych przez Fabrykę Papieru „Solali”.
W 1961 przy ul. Hanki Sawickiej w Zabłociu zainaugurowana została budowa nowej siedziby Fabryki Mebli Stalowych „Wschód” z Zadziela, wsi przeznaczonej pod zalew w wyniku powstania Jeziora Żywieckiego. Otwarcie przedsiębiorstwa w nowej lokalizacji miało miejsce w 1964. Profil działalności po przeniesieniu do Zabłocia skupiono na produkcji wyposażenia szpitalnego.
W 1965 zabłockie przedszkole publiczne zostało przeniesione z dotychczasowej siedziby przy ul. Objazdowej do dawnego budynku Szkoły Podstawowej nr 1 przy ul. Ludwika Waryńskiego, co nastąpiło w związku z uruchomieniem rok wcześniej nowego budynku dla szkoły zlokalizowanego przy tej samej ulicy.
W 1967 przy ul. Ludwika Waryńskiego został udostępniony do użytku budynek Zakładowego Domu Kultury Żywieckiej Fabryki Papieru „Solali”. Obiekt mieścił kino „Papiernik”, bibliotekę oraz pomieszczenia siedziby Zespołu Regionalnego „Gronie”.
Przy Fabryce Sprzętu Szpitalnego w 1968 została powołana szkoła przyzakładowa, prowadząca naukę w zawodach stolarz, ślusarz i tokarz. W latach 80. XX wieku jej siedziba została przeniesiona do budynku Zespołu Szkół Mechaniczno-Elektrycznych. Szkoła przyzakładowa zakończyła funkcjonowanie po 1989.
W 1968 przy ul. Marchlewskiego, naprzeciwko dworca kolejowego, Powszechna Spółdzielnia Spożywców oddała do użytku Spółdzielczy Dom Handlowy „Beskid”. Parter budynku zajmował dział spożywczy, a piętro – przemysłowy. Stanowił on reprezentacyjny obiekt handlowy miasta.
Szkoła Podstawowa nr 4 została zlikwidowana, a w jej budynku przy ul. Marchlewskiego w 1969 uruchomiono 144 Ochotniczy Hufiec Pracy. Był to hufiec stacjonarny, funkcjonujący w oparciu o Powiatowe Przedsiębiorstwo Remontowo-Budowlane, gdzie zatrudnionych było 140 jego junaków. Po budowie nowej centrali hufca zlokalizowanej przy ul. Łącznej, gmach przy ul. Marchlewskiego stał się siedzibą nowo powstałej Szkoły Podstawowej nr 7.
W latach 1970–1974 wybudowane zostało Osiedle PKWN, przemianowane później na Osiedle Zgoda, złożone z domów jednorodzinnych przeznaczonych dla pracowników Browaru w Żywcu.
1 kwietnia 1971 przez dzielnicę rozpoczęła kursowanie pierwsza w historii Żywca linia komunikacji miejskiej na trasie Browar–Świnna.
W 1975 Fabryka Papieru „Solali” uruchomiła przy ul. Tetmajera zakładowy ośrodek wypoczynkowy z 80 miejscami noclegowymi. W ośrodku zlokalizowany był także bar, biblioteka i sala konferencyjna. Działał tu odkryty basen kąpielowy, urządzone zostały tereny sportowe, otwarto kawiarnię oraz piwiarnię. Po roku 1989 ośrodek został zakupiony przez prywatnego inwestora i przekształcony w Pensjonat „Nad Sołą”.
W 1976 ze Starego Zamku w Żywcu do pomieszczeń zajmowanych wcześniej przez komendę Milicji Obywatelskiej przy ul. Marchlewskiego 2 została przeniesiona siedziba Biblioteki Miejskiej. Instytucja działała w tym miejscu do 15 grudnia 2007, kiedy została uruchomiona jej nowa siedziba w kamienicy „Siejba” przy ul. Kościuszki.
W 1981 roku rozpoczęto modernizację ul. Objazdowej i budowę jej nowego odcinka od ul. Hanki Sawickiej do ul. Wesołej.
W dniu 30 czerwca 1990 roku odbyło się uroczyste oddanie do użytku nowej remizy i pomieszczeń biurowych Zawodowej Straży Pożarnej przy ul. Objazdowej. W tym samym roku przy ul. Hanki Sawickiej otwarta została hurtownia materiałów budowlanych „Silesia”
W związku z transformacją ustrojową, w 1991 roku Rada Miejska dokonała zmiany nazw niektórych ulic i osiedli na terenie Zabłocia: ul. Marchlewskiego przemianowano na Dworcową, ul. Waryńskiego na Ks. prałata Stanisława Słonki, Osiedle PKWN na Osiedle Zgoda oraz ul. Hanki Sawickiej na ul. Fabryczną. Rozpoczęta została wówczas również likwidacja lub dzierżawa przedsiębiorstw państwowych, w 1991 działalność zakończyła cegielnia przy ul. Wesołej.
Przy ul. Leśnianka zostało otwarte w 1991 roku przedsiębiorstwo produkcyjne „ALPLA”, będące filią austriackiego koncernu wytwarzającego opakowania z tworzyw sztucznych. W efekcie rozbudowy zakładu, 18 kwietnia 2024 na jego terenie została otwarta nowa hala produkcyjna.
W grudniu 1991 oddano do użytku osiedle mieszkaniowe przy ul. Harenda składające się z trzech bloków przeznaczonych dla pracowników Browaru.
1 kwietnia 1992 przy ul. Fabrycznej otwarty został posterunek Urzędu Celnego.
30 września 1992 roku oddano do eksploatacji ostatni odcinek ulicy Objazdowej ze skrzyżowaniem z ulicą Wesołą, mającej odciążyć ruchliwą ul. Dworcową.
Od 1993 przedszkole przyzakładowe Zakładów Piwowarskich zlokalizowane na Osiedlu Browar-Kolonia zostało przekształcone w placówkę publiczną i rozpoczęło funkcjonowanie jako Przedszkole nr 10. W tym samym roku działalność zakończyło przedszkole przyzakładowe Fabryki Papieru „Solali” przy ul. Słonki.
W 1994 z inicjatywy władz miejskich oraz Zespołu Zakładów Opieki Zdrowotnej w Zabłociu została powołana Praktyka Grupowa Lekarzy Rodzinnych, której gabinety powstały w dawnym budynku Zakładów Futrzarskich przy ul. Dworcowej 23. Przychodnia została otwarta 20 czerwca 1994 jako jedna z pierwszych placówek grupujących lekarzy rodzinnych na terenie kraju. W uroczystości udział wziął minister zdrowia i opieki społecznej Ryszard Jacek Żochowski. W 2003 przychodnia została przeniesiona do nowych pomieszczeń przy ul. Słonki, zajmowanych wcześniej przez Fabrykę Papieru „Solali”.
W marcu 1998 przystąpiono do modernizacji ul. Browarnej. Pierwszy etap prac obejmował remont wiaduktu nad linią kolejową nr 139 oraz powstanie ronda na skrzyżowaniu z ul. Objazdową, następnie przeprowadzona została modernizacja samej drogi. W związku z prowadzoną inwestycją, władze miejskie podpisały umowę na nieodpłatne korzystanie z będącego własnością Polskich Kolei Państwowych tzw. „placu żwirowego” przy ul. Browarnej, który w wyniku przeprowadzonego następnie remontu został przystosowany na dworzec autobusowy komunikacji miejskiej i przekazany Miejskiemu Zakładowi Komunikacyjnemu. Dworzec MZK został uruchomiony jeszcze w 1998, kiedy zostały tu przeniesione linie autobusowe kończące dotychczas bieg na placu parkingowym Przedsiębiorstwa Spedycji Krajowej obok budynku dworca kolejowego przy ul. Dworcowej.
W 2000 w biurowcu przy ul. Leśnianka 73 utworzony został punkt konsultacyjny Wydział Organizacji i Zarządzania Filii Politechniki Łódzkiej w Bielsku-Białej. W pierwszym roku akademickim funkcjonowania (2000/2001) w punkcie prowadzone były studia licencjackie na kierunku zarządzanie i marketing. 1 października 2001 bielska filia Politechniki Łódzkiej została przekształcona w Akademię Techniczno-Humanistyczną, a punkt w Żywcu stał się Zamiejscowym Ośrodkiem Dydaktycznym będącym częścią Wydziału Zarządzania i Informatyki nowej uczelni. W 2002 w żywieckim punkcie studiowało 150 osób w trybie dziennym oraz 250 osób w trybie zaocznym. 
31 października 2005 otwarty został cmentarz komunalny, położony przy ul. Stolarskiej.
9 września 2006 roku w piwnicach browaru uruchomiono Muzeum Browaru Żywiec. Muzeum zajmuje powierzchnię ok. 1650 m². Jego wnętrza odwzorowują proces powstawania piwa w browarze.
1 lutego 2016 uruchomiony został nowy dworzec autobusowy, który powstał na miejscu poprzedniego obiektu otwartego w 1960. Budynek dworca z kasami, poczekalnią i dyspozytornią został połączony z pasażem handlowym, mieszczącym supermarket oraz mniejsze placówki handlowe, usługowe i gastronomiczne. Powstało 12 stanowisk dla autobusów, utworzony tu został również parking na 60 miejsc. Na nowy dworzec z chwilą jego otwarcia przeniesione zostały odjazdy busów kursujących dotychczas z przystanku „Plac PSK”, zlokalizowanego przy budynku dworca kolejowego, a przystanek ten uległ wówczas likwidacji.
W lipcu 2016 przystąpiono do budowy nowej siedziby Przedszkola nr 1, dotychczas działającego przy ul. ks. Stanisława Słonki 4. 10 listopada 2017 placówka została otwarta w nowej lokalizacji przy ul. Tetmajera 77. 
W latach 2013–2015 doszło do budowy nowego mostu na Sole, który zastąpił dotychczasową przeprawę. Do otwarcia mostu doszło 15 października 2015. Zgodnie z uchwałą Rady Miejskiej z dnia 30 listopada 2023 otrzymał on nazwę „Most Jukacy”, a uroczystości związane z jej nadaniem odbyły się 1 stycznia 2024.
Starą siedzibę Przedszkola nr 1 stanowił dawny budynek Szkoły Podstawowej nr 1 przy ul. ks. Stanisława Słonki 4, powstały w XIX wieku dzięki funduszom pozyskanym ze składek mieszkańców Zabłocia i stanowiący najstarszy budynek murowany na terenie dzielnicy. Został on przebudowany w latach 70. XX wieku i doszło wtedy do jego nadbudowy o dodatkową kondygnację. Został on wyburzony w 2019, a na jego miejscu powstał Zintegrowany Węzeł Przesiadkowy, otwarty w październiku 2020. Utworzony został tu parking typu park and ride na 45 samochodów, jak również plenerowa galeria 16 historycznych zdjęć dzielnicy i teren rekreacyjny z ławeczką multimedialną, umożliwiającą wysłuchanie historii Zabłocia oraz ładowanie telefonów komórkowych. Umieszczone tu zostały także gabloty z rozkładami jazdy.
W 2020 zainaugurowany został pierwszy etap budowy osiedla mieszkaniowego Żywieckiego Towarzystwa Budownictwa Społecznego przy ul. Browarnej 66, który obejmował adaptację istniejącego tam budynku, jak również powstanie trzech bloków mieszkalnych. Obiekty te posiadają łącznie 30 mieszkań i zostały udostępnione w 2022.
23 września 2023 na Osiedlu Browar-Kolonia został uruchomiony Żłobek Miejski nr 2, dzielący siedzibę z Przedszkolem nr 10.
1 stycznia 2024 miało miejsce oficjalne otwarcie kładki na Sole łączącej Zabłocie ze Sporyszem, budowanej od 21 sierpnia 2023. W ramach inwestycji powstały również ścieżki pieszo-rowerowe ciągnące się od kładki na Koszarawie w Sporyszu do zabłockiej ul. Tetmajera oraz za boiskiem Czarni Góral do istniejącej kładki na Leśniance.

## Żydzi w Zabłociu

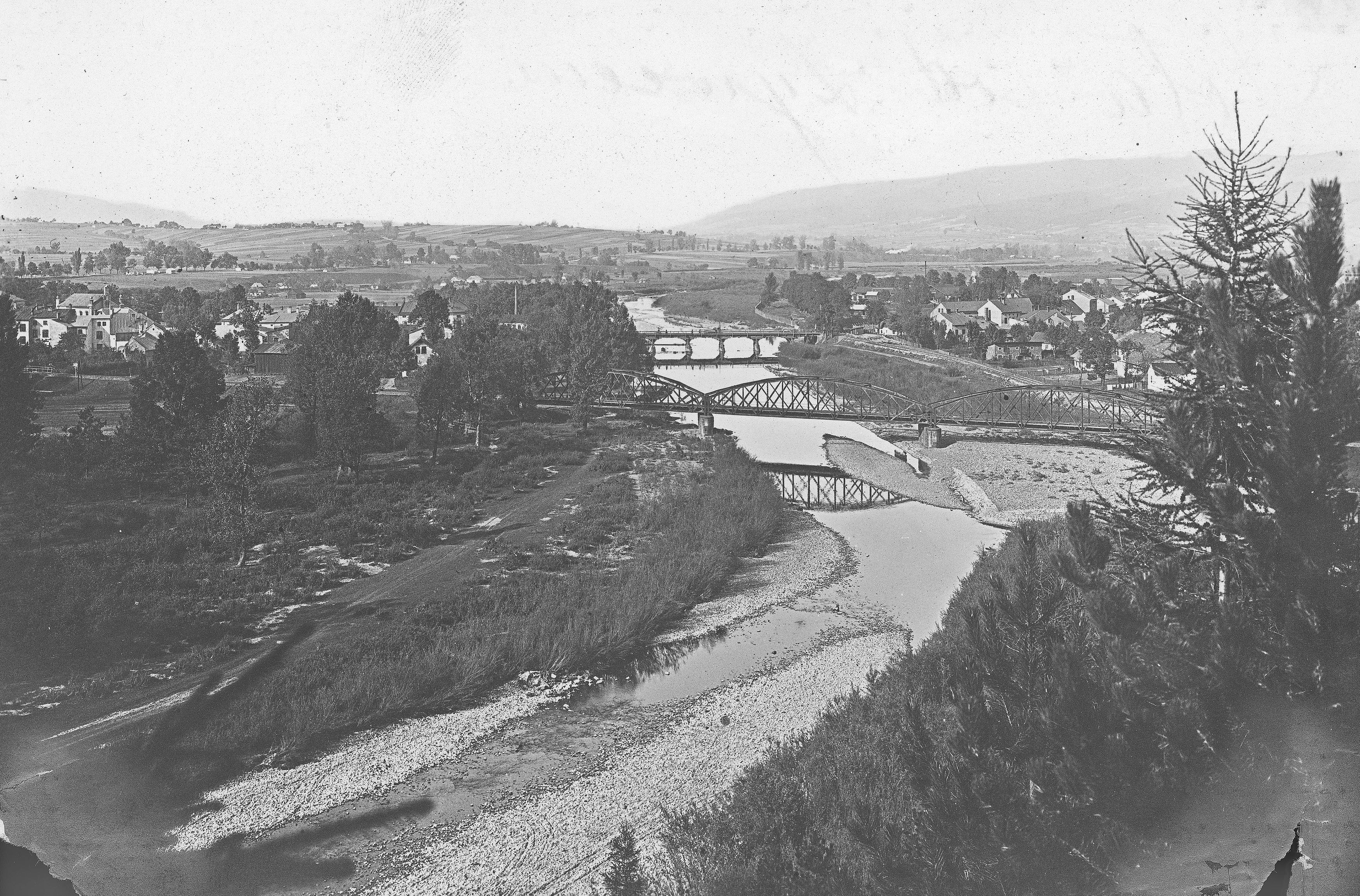
Panorama Żywca i Zabłocia z okresu 1910–1934, po lewej widoczna synagoga

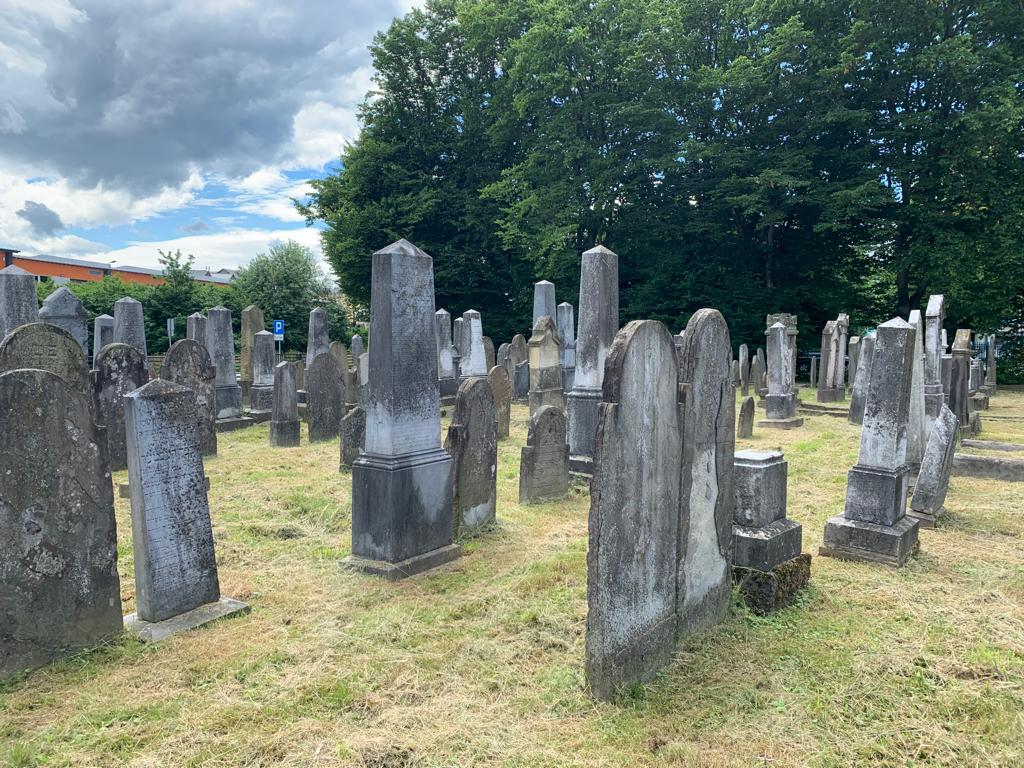
Cmentarz Żydowski

### Historia
Nakazem królowej Konstancji Habsburg z 1629 roku Żydom nie wolno było osiedlać się w Żywcu. Duża społeczność żydowska osiedliła się więc w gminach Sporysz, Isep a przede wszystkim w Zabłociu, gdzie w 1921 r. zamieszkiwało ich 624.
W 1864 została utworzona miejscowa Gmina Wyznaniowa Żydowska, której podporządkowani byli wszyscy Żydzi zamieszkujący powiat żywiecki, a więc miejscowości: Bierna (w tym przysiółek Glemieniec), Brzuśnik, Bystra (razem z osadą Na Bugaju), Cięcina (w tym przysiółki Węgierska Górka i Przeniczyska), Cisiec, Czernichów, Gilowice, Hucisko, Isep, Jeleśnia, Juszczyna, Kamesznica, Kocierz ad Moszczanica, Kocierz ad Rychwałd, Kocoń, Korbielów (z przysiółkiem Kamienna), Koszarawa (z przysiółkiem Bystra), Krzeszów, Krzyżowa, Kuków, Kurów, Lachowice, Las, Leśna, Lipowa, Łękawica, Łodygowice, Łysina, Międzybrodzie, Milówka, Moszczanica (w tym przysiółek Rędzina, Mutne, Nieledwia, Oczków, Okrajnik, Ostre, Pewel Wielka, Pewel Mała (w tym przysiółek Dworzyska), Pewel Ślemieńska, Pietrzykowice, Przyborów, Przyłęków, Radziechowy, Rajcza, Rycerka, Rychwałd, Rychwałdek, Sienna, Słotwina, Sól, Sopotnia Mała, Sopotnia Wielka, Sporysz, Stary Żywiec, Stryszawa, Sucha, Szare, Ślemień, Świnna, Tarnawa, Tresna, Trzebinia, Ujsoły (z przysiółkami Glinka i Złatna), Wieprz (z przysiółkiem Pawlusie), Zabłocie, Zadziele, Zarzecze, Zwardoń, Żabnica, Żywiec. Z jednostek wchodzących w skład gminy jedynie Zabłocie, Sporysz, Isep, Milówka i Rajcza posiadały duże skupiska ludności żydowskiej, w pozostałych miejscowościach zamieszkiwało po kilka bądź kilkanaście rodzin wyznania mojżeszowego. W 1891 z jej obszaru została wydzielona nowa Gmina Wyznaniowa Żydowska w Milówce, która objęła zarząd nad terytorium Milówki, jak również Ciśca, Kamesznicy, Rajczy, Rycerki, Soli, Szarego, Ujsół i Żabnicy. W przeciwieństwie do macierzystej jednostki nie posiadała własnego rabina, lecz była obsługiwana przez kolejnych rabinów zabłockich, natomiast na miejscu powołano funkcję zastępcy rabina, którą pełnił asesor Aron Schauzer. Zabłocki rabin obsługiwał również podległy gminie wyznaniowej z siedzibą w Milówce dom modlitwy zlokalizowany w Rajczy, który został urządzony w domu rodziny Konhauzerów. W 1900 na terenie zabłockiej Gminy Wyznaniowej mieszkało 1778 Żydów, z czego 194 w Suchej. Do około 1914 liczba ta przekroczyła 2000.
Gmina Wyznaniowa Żydowska w Zabłociu była jedną z najlepiej działających pod względem organizacyjnych tego typu jednostek na obszarze Galicji Zachodniej.
Do 1872 stanowisko rabina w Zabłociu pełnił Joel Szarf, a następnie do 1888 był to Zybliger Icchak Ha-Kochen. Po nim sprawował je do 1902 Michael Kohn, a kolejnym, ostatnim w jej historii rabinem został Nachman Hirsz Bau. Co cztery lata wybierana była ponadto rada wyznaniowa, licząca co najmniej ośmiu członków. Rada zajmowała się kwestiami religijnymi, szkolnymi, skarbowymi i charytatywnymi. Gmina otrzymywała środki na swoje funkcjonowanie z obowiązkowych podatków od wiernych, pieniędzy zarobionych dzięki prowadzeniu rzeźni rytualnej oraz opłat cmentarnych.
Rabin gminy, Nachman Hirsz Bau, zajmował się nauczaniem religii w Gimnazjum im. Mikołaja Kopernika w Żywcu.
Gmina zajmowała się nie tylko sprawami wyznaniowymi, lecz także działalnością edukacyjną i społeczną. Centrum życia żydowskiego Zabłocia znajdowało się na granicy z lewobrzeżną częścią Żywca, pomiędzy ulicą Główną i Wesołą a torami kolejowymi. W XIX wieku powstała na tym terenie Synagoga Tempel, posiadająca architekturę zbliżoną do Synagogi Tempel w Krakowie. W 1874 otwarto tu także prywatną szkołę wyznaniową, początkowo kształcącą w języku niemieckim. Od czasu odzyskania niepodległości przez Polskę nauczanie prowadzone było w języku polskim i szkoła decyzją Kuratorium Oświaty w Krakowie uzyskała uprawnienia szkoły publicznej. W 1929 powstał również żydowski Dom Ludowy, w którym znajdowała się sala widowiskowa mieszcząca 500 miejsc i biblioteka z czytelnią. Dom Ludowy był miejscem organizowania uroczystości, wykładów, zebrań i przedstawień. Ponadto działało przedszkole. Środki finansowe na działanie tych instytucji pochodziły ze składek członków gminy wyznaniowej. W 1925 na terenie Zabłocia funkcjonowało również pięć żydowskich domów modlitwy. Wśród nich działał chasydzki sztybel. Za budynkiem Żydowskiej Szkoły Powszechnej umiejscowione były jatki prowadzone przez przedstawicieli żydowskiej biedoty. W głębi ul. Wesołej znajdował się dom rabina Hermana Baua. Prawie wszystkie budynki znajdujące się przy obecnej ul. Dworcowej były własnością Żydów.
W obiekcie zlokalizowanym obok synagogi mieściła się rzeźnia rytualna, w której przez całe dwudziestolecie międzywojenne ubój prowadził rzeźnik Radym Feuer, zatrudniony przez gminę wyznaniową. Przychody z działalności rzeźni były obok podatku wyznaniowego jednym ze źródeł przychodu gminy żydowskiej.
Na terenie gminy wyznaniowej z siedzibą w Zabłociu działalność prowadziła także prywatna szkoła wyznaniowa w Suchej Beskidzkiej, w której z czasem prowadzono pięć klas. W Suchej dział żydowski dom modlitwy, utworzono tam również stanowisko asesora – zastępcy rabina z Zabłocia.
Ludność żydowska na terenie gminy zajmowała się przede wszystkim handlem oraz rzemiosłem. W samym Zabłociu Żydzi pozostawali także właścicielami zakładów przemysłowych, takich jak Fabryka Artykułów Drogeryjnych i Smarów Seweryna Patzaua, Fabryka Chemiczna „Zabłocie”, Fabryka Skór „Siła”, czy Fabryki Papieru „Solali”. Współwłaścicielami prowadzonych przez Żydów zakładów byli niejednokrotnie Polacy, Niemcy oraz Czesi. Żydzi posiadali kontakty handlowe zarówno w regionie, jak i w innych krajach. Posiadali związki z finansistami z Bielska, będącego znaczącym ośrodkiem włókienniczym, co przyczyniło się do powstania kilku zabłockich fabryk. Dobra sytuacja ekonomiczna zabłockiej społeczności żydowskiej miała również wpływ na architekturę powstałych tu budynków. Pozytywna koniunktura gospodarcza wspólnoty spotykała się jednak z niechęcią do jej członków wśród mieszkańców sąsiedniego Żywca.
Do znanych żydowskich przedsiębiorstw w Zabłociu należały także: restauracja Huga i Maxa Bergerów „Pod Góralem”, Przetwórnia Owoców i Jagód Furhmana, cegielnia Schwartza, hotel „Munk”, drukarnia Ferbera, restauracja Moritza, sklep kolonialny w kamienicy Tugenthata, sklep papierniczy sióstr Kohn, piekarnie Anfrichta i Hechcera. Działał również warsztat ślusarski i sklep żelazny Kościelnickiego, skład drewna Romana Spinguta, skład węgla Rittera, zakład produkcji wody sodowej Thugentardta, fabryka likierów Glasnerów i Bernarda Frankela, zakład produkcji cukierków Ordera, firma transportowa „Feorester”.
Do lat 20. XX wieku na miejscową społeczność żydowską największy wpływ miały idee judaizmu ortodoksyjnego i ruchy asymilacyjne, które głosiły potrzebę integracji z Polakami. Od tego czasu większe oddziaływanie uzyskała koncepcja syjonizmu, której przeciwstawiała się mniejszość konserwatywna i ultraortodoksyjna, której członkowie wywodzili się z klasy średnio usytuowanej finansowo i biedoty.
Wraz z odzyskaniem przez Polskę niepodległości, wzrosła liczba członków zaangażowanych w ruch syjonistyczny. Znaczny odsetek jej działaczy stanowiła młodzież, kupcy, rzemieślnicy oraz zamożni członkowie miejscowej społeczności żydowskiej, jak Seweryn Patzau, do którego należała wytwórnia drogeryjna i smarów, Hugo Berger prowadzący restaurację „Pod Góralem”, a także Zygfryd Balitzer kierujący zakładami futrzarskimi, czy mieszkający tu prawnicy i lekarze. Najprężniej działającą organizacją syjonistyczną była „Akiba”. Prężny rozwój syjonizmu na tych terenach związany był z aktywnymi kontaktami z społecznością żydowską Krakowa oraz oddziaływaniem pobliskiego Bielska, stanowiącego ośrodek syjonistyczny. W wyborach 15 sierpnia 1929 ugrupowanie syjonistyczne osiągnęło tu większość mandatów. Podobny wynik wyborów uzyskało ono w 1932 i 1936.
W Zabłociu działał szereg żydowskich organizacji kulturalnych, politycznych, sportowych i młodzieżowych. Należały do nich między innymi: założone w 1921 Zjednoczenie Kupców i Handlarzy „Unitas”, powstałe w 1922 Stowarzyszenie Żydowskich Rękodzielników i uruchomiony w 1926 Związek Młodzieży Skautowej „Akiba”. W 1926 rozpoczęło działalność Żydowskie Towarzystwo Gimnastyczno-Sportowe „Makabi”, które w 1921 otwarło boisko zlokalizowane na terenie współczesnego dworca autobusowego. Od 1931 funkcjonowało także Stowarzyszenie Biblioteki Żydowskiej, w 1934 powstał Związek Żydów Uczestników Walk o Niepodległość, a w 1936 – Syjonistyczna Partia Pracy „Hitachdut”, działające również pod nazwą Stowarzyszenie Syjonistyczne „Hitachdut”. Działały również Stowarzyszenie „Agudat Ailosow”, Stowarzyszenie „Haszadar – Przedświt”, Stowarzyszenie „Bnej Syjon”, Stowarzyszenie Kobiet „WISO”, Obywatelskie Zrzeszenie Syjonistyczne.
Społeczność żydowska angażowała się w liczne akcje kulturalne, edukacyjne, sportowe i charytatywne prowadzone wspólnie z polską większością, jak również zamieszkałymi tu Czechami oraz Niemcami.
W 1924 z pomocą organizacji syjonistycznych z Bielską miała miejsce w Zabłociu pierwsza zorganizowana emigracja do Palestyny. Wyjazdy były kontynuowane w latach 30. XX wieku – wielu członków miejscowej społeczności żydowskiej wyemigrowało do Palestyny w 1937.
Po rozpoczęciu okupacji niemieckiej podczas II wojny światowej wieś Zabłocie została włączona do Żywca razem z okolicznymi miejscowościami Isep i Sporysz, również zamieszkałymi przez mniejszość żydowską. Rozpoczęły się prześladowania Żydów, a następnie większość ludności wyznania mojżeszowego deportowano do getta w Suchej Beskidzkiej i stamtąd do obozu zagłady Auschwitz-Birkenau. Synagoga została zburzona przez Niemców w 1943.
W 1945 do Zabłocia powrócili członkowie pojedynczych rodzin żydowskich. Przywrócenie działalności Żydowskiej Gminy Wyznaniowej nie było możliwe z uwagi na dekret nowych władz państwowych z 26 lutego 1946, który mówił o nieprzewidywaniu dalszego funkcjonowania gmin wyznaniowych oraz przejściu ich dawnego majątku na rzecz skarbu państwa. Kamienice i inne obiekty należące do żydowskich właścicieli zostały przez władze państwowe obsadzone nowymi lokatorami, często przedstawicielami najniższych warstw społecznych. W 1946 na terenie całego powiatu do wyznania mojżeszowego przyznawało się 26 osób. W 1950 były to już jedynie 3 osoby. Niektórzy z przedstawicieli dawnej społeczności żydowskiej, głównie z obawy przed antysemityzmem, dokonali zmiany religii, najczęściej na wyznanie rzymskokatolickie.
Współcześnie obszar miasta Żywiec jest objęty działalnością przez Gminę Wyznaniową Żydowską w Bielsku-Białej, która prowadzi opiekę nad cmentarzem żydowskim w Zabłociu.

### Żydowski Dom Ludowy
7 października 1927 odbyło się zebranie Zarządu Gminy Wyznaniowej, na którym zdecydowano o budowie Domu Ludowego. Budynek został otwarty w 1929 i stał się centrum kulturalnym społeczności. W 1929 powstało Towarzystwo Żydowskiego Domu Ludowego, mające na celu utrzymanie instytucji. Jego prezesem mianowano lekarza S. Taflowicza, zastępcą prezesa został adwokat W. Konne, a sekretarzem towarzystwa powołano R. Nehmera, prawnika ze Sporysza.
W gmachu Domu Ludowego znajdowało się audytorium na 500 osób. Działała tu także biblioteka, czytelnia, sala dla zebrań stowarzyszeń i kół zainteresowań. Odbywały się tu m.in. zgromadzenia członków Klubu Sportowego „Makabi”, czy zebrania organizowane wspólnie z chrześcijanami. Miały miejsce wykłady i przedstawienia teatralne, zarówno przyjezdnych grup, jak i prowadzonego przy Domu Ludowym kółka dramatycznego. Organizowano obchody uroczystości, jak dziesięciolecie „Akiby”. W latach 30. XX wieku uruchomiono salę z projektorem, gdzie wyświetlane były filmy.

### Żydowska Szkoła Powszechna w Zabłociu

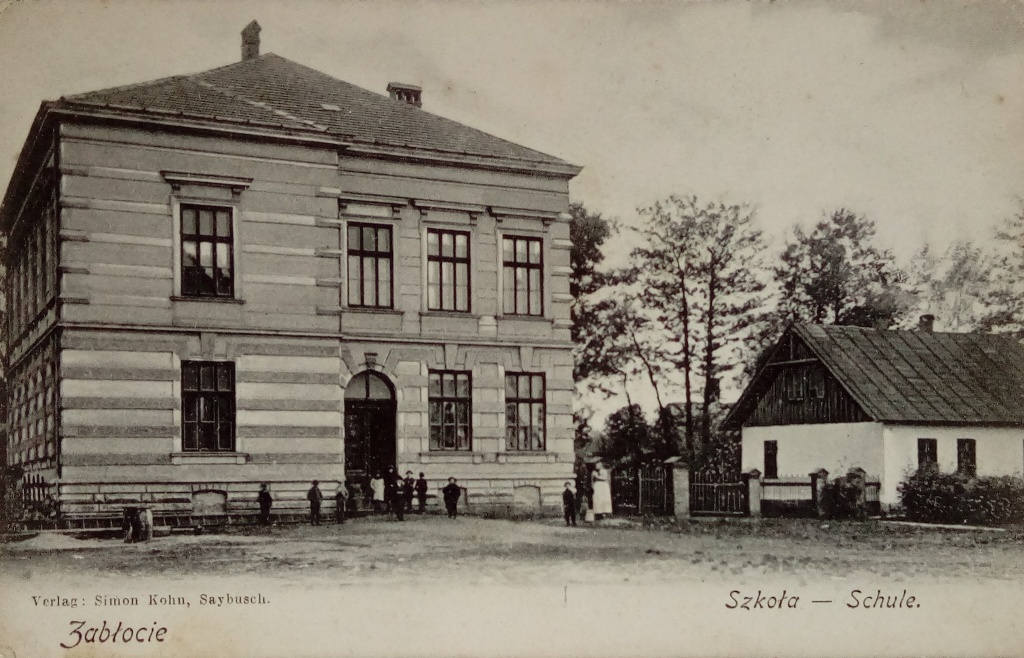
Żydowska Szkoła Powszechna w Zabłociu

W 1857 w budynku sąsiadującym z synagogą została uruchomiona żydowska szkoła powszechna jako Prywatna Szkoła przy Gminie Wyznaniowej w Zabłociu ad Żywiec. Szkołą w 1900 kierował jeden z nauczycieli, Emil Schutz. Placówka zatrudniała ponadto innych czterech świeckich nauczycieli, byli to Abe Dreyfuss, Salomea Landau, Franciszka Probst, Aniela Wohlisch, jak również nauczyciela religii Majera Rosenthala. Była to trzyklasowa placówka koedukacyjna. Posiadała delegata do okręgów rad szkolnych w osobie dr Joachima Blumenfelda. 2 września 1924 na stanowisko kolejnego kierownika został powołany Mateusz Birbaum, wykształcony w Wiedniu i Stanosławowie, jednocześnie pełnił funkcję nauczyciela religii.
Funkcjonowanie szkoły było od początku finansowane ze środków gminy wyznaniowej. Pierwotnie zajęcia odbywały się w języku niemieckim, a po odzyskaniu przez Polskę niepodległości – w polskim. Od 1926 wprowadzono w niej ministerialny program nauczania dla szkół powszechnych. Według stanu na 1926 uczyło się w niej 60 uczniów, z czego 50 wyznania mojżeszowego. Nauczaniem zajmowało się wówczas czterech nauczycieli, a 30 sierpnia 1927 do grona pedagogicznego dołączył także Michał Lerner, zajmujący się wykładaniem Pisma Świętego i języka hebrajskiego.
Od roku szkolnego 1930–1931 placówka uzyskała uprawnienia szkoły publicznej, nadane początkowo tymczasowo i potwierdzone od kolejnego roku szkolnego dzięki zabiegom przewodniczącego gminy wyznaniowej, W. Glasnera.
Mateusz Birbaum został zwolniony z kierowania szkołą 16 października 1931 decyzją zarządu gminy wyznaniowej z uwagi na nieprawidłowości w prowadzeniu księgowości przez placówkę i defraudacje. Tymczasowe kierownictwo objęła wówczas Salomea Landau jako najstarsza stażem nauczycielka.
W związku z tragiczną sytuacją finansową gminy żydowskiej, spowodowaną ogólnym kryzysem gospodarczym w Polsce w tym okresie, w 1932 działająca wówczas jako pięcioklasowa szkoła została zredukowana do trzech klas. Wprowadzono też ograniczenia kadrowe, jedynie dwóch nauczycieli zatrudniano na pełny etat.
W 1933 Mateusz Birbaum został przywrócony na stanowisko kierownika szkoły, co odbyło się za zgodą Kuratorium Oświaty w Krakowie. Z uwagi na poprawę sytuacji majątkowej gminy, 22 maja 1933 otrzymała ona zezwolenie na uruchomienie przedszkola. Wsparcie w powołaniu nowej placówki udzieliło mu zabłockie Stowarzyszenie Kobiet Żydowskich „WISO”. Przyjęta została wówczas również nowa nauczycielka szkoły powszechnej, Berta Rozenzweig, pochodząca z Krakowa.
W 1934 szkoła była już placówką sześcioklasową. Rok później nastąpiło zwiększenie ilości godzin nauczania języka polskiego. W kolejnych latach zarząd gminy wyznaniowej postanowił o mianowaniu kierowniczką szkoły dotychczasową nauczycielkę Menthalową, która jednak nie zgodziła się z tą decyzją, wobec czego kierownikiem ogłoszono J. Bergmana. Z postanowieniem nie zgodził się dotychczasowy kierownik Mateusz Birbaum, który odwołał się od tej decyzji, w efekcie pozostając na czele placówki do końca jej funkcjonowania. Birbaumowi szkoła zawdzięcza także utrzymanie praw szkoły publicznej w następnych latach.
Według statystyki na dzień 25 stycznia 1938 do szkoły uczęszczało 135 uczniów, z czego 57 chłopców i 78 dziewcząt. 128 z nich było wyznania mojżeszowego, a 7 – katolickiego. Była to wówczas placówka siedmioklasowa. Uczniowie z klas V-VII korzystali także z pracowni fizyczno-chemicznej udostępnionej im przez Szkołę Podstawową nr 1 w Żywcu. Miały miejsce również zajęcia koła przyrodniczego prowadzonego przez nauczycielkę Gilewską. Szkoła posiadała salę gimnastyczną oraz bibliotekę, w której zgromadzono 832 woluminy. Prowadzone było dożywianie uczących się w niej dzieci, posiłki były wydawane 48 z nich. Po ukończeniu nauki w szkole powszechnej, uczniowie kontynuowali naukę w gimnazjach oraz innych szkołach średnich, jak Gimnazjum im. Mikołaja Kopernika w Żywcu.
Na miejscu szkoły mieści się współcześnie budynek Zespołu Szkół Budowlano-Drzewnych

### Cheder
Dla dzieci z rodzin ultraortodoksyjnych, które nie chciały posyłać swojego potomstwa do gminnej szkoły z uwagi na obawę przed syjonizmem, utworzony został cheder, będący oddziałem szkoły powszechnej. Nauczyciele prowadzący w nim naukę były tymi samymi pedagogami co w szkole powszechnej, siedziba chederu znajdował się również w tym samym budynku. Dla dzieci z chederu wprowadzony został program z większą ilością godzi nauki języka hebrajskiego oraz religii.

### Stowarzyszenia i organizacje żydowskie

#### Partie i stowarzyszenia polityczne
Na obszarze zabłockiej gminy wyznaniowej działalność prowadziły partie polityczne. Pierwszą nich stanowiła ultraortodoksyjna partia Agudat Israel, nazywana również Scholomej Emunej Isroel z siedzibą główną w Krakowie, która posiadała tutaj filię. Do jej członków należeli miejscowi chasydzi. Z czasem traciła ona jednak na poparciu z uwagi na jej porażkę na polu zwalczania syjonizmu. Drugą partią była umiarkowana Mizrachi, która posiadała bardziej charakter stowarzyszenia kulturalno-religijnego, kładącego nacisk na wielką rolę religii w zachowaniu żydowskiej tożsamości, jednak łączące je z syjonistyczną ideą budowy państwa żydowskiego na terenie Palestyny. Tak jak syjoniści, członkowie Mizrachi propagowali używanie odrodzonego języka hebrajskiego. Działała również lewicowa Żydowska Partia Socjaldemokratyczna, która weszła następnie w skład Bundu. Przez cały okres jej funkcjonowania na tym terenie należało do niej zawsze poniżej 30 członków, toteż jej oddziaływanie było marginalne.
Nie zważając na dzielące je różnice, miejscowe żydowskie partie polityczne podczas wyborów parlamentarnych w 1922 otworzyły wspólną koalicję pod nazwą „Związek Narodowo-Żydowski”, który otrzymał tu 395 głosów i nie uzyskał z tego terenu mandatu do Sejmu. W kolejnych wyborach w 1928 ugrupowania również wystartowały wspólnie, otrzymując w powiecie podobny wynik co w poprzednim głosowaniu. Sytuacja powtórzyła się podczas wyborów w 1930.
Obywatelskie Zrzeszenie Syjonistyczne miało na celu propagowanie syjonistycznego programu bazylejskiego. Prowadziło ono działalność oświatową i kulturalną. Jego siedzibą był Kraków, a w Zabłociu utworzona została filia, mieszcząca się na I pierze budynku nr 257. Filia posiadała początkowo około 50 członków, a jej prezesem był Zygmunt Balitzer, właściciel Fabryki Skór.

#### Stowarzyszenia rzemieślnicze, kupieckie i przemysłowe
Do organizacji działających wśród kupców i przemysłowców należało Stowarzyszenie Żydowskich Kupców Powiatu Żywieckiego, którego siedziba mieściła się w Zabłociu. Jego prezesem był Józef Schwartz, wiceprezesem Pijesz Goldberg, a sekretarzem – Szymon Goldschmied. Powstało ono w celu wsparcia interesów żydowskiego kupiectwa i przemysłu. Zajmowało się także prenumerowaniem czasopism, prowadzeniem konferencji, wystosowywaniem wspólnych pism do władz powiatu i państwa, prowadzeniem bezpłatnej doradczej i informacyjnej kancelarii w zakresie handlowo-przemysłowym, udzielaniem pożyczek i dotacji. W 1929 przez Stowarzyszenie Żydowskich Kupców został uruchomiony Żydowski Bank Kooperacyjny, stanowiący jedną z najważniejszych instytucji tego typu na terenie powiatu. Bank w 1935 otworzył kasę pożyczkową.
Działało Stowarzyszenia Żydowskich Kupców i Handlarzy z siedzibą główną w Zabłociu i filią w Suchej.
31 marca 1920 powstało Zjednoczenie Kupców i Handlarzy „UNITAS” zajmujące się rozprowadzaniem towarów na terenie Zabłocia. Jego pierwszym prezesem był Zygmunt Lamensdorf.
Z uwagi na korzysta sytuację ekonomiczną, 3 maja 1922 powstało Stowarzyszenie Rękodzielnictwa Żydowskiego „Szamel Umonim”, którego siedziba znajdowała się w kamienicy Blumfeldów w budynku nr 179. Organizacja ta skupiała rzemieślników i kupców w celu ich edukacji, ze szczególną uwagą na czeladników, jak również organizację życia towarzyskiego oraz opiekę nad członkami, w tym medyczną. Utworzyła fundusz dla wdów, sierot oraz jego członków, którzy utracili pracę. Prowadził także bibliotekę.

#### Stowarzyszenia kobiece
We wrześniu 1927 uruchomione zostało Izraelskie Stowarzyszenie Pań i Panien „Chnusas Kalu”, a jego pierwszą prezeską została Helena Horschlowicz. Organizacja ta zajmowała się samokształceniem i wspólną pracą jego członkiń, jak również ich wsparciem finansowym.
13 stycznia 1930 zainaugurowana tu została także działalność Stowarzyszenia Kobiet „WISO” (Women’s International Zionist Organization). Miało ono na celu prowadzenie wsparcia dla żydowskich kobiet, jak również zbiórkę pieniędzy na rzecz ofiar rzezi dokonanej w tamtych okresie na Żydach w Izraelu przez Arabów. Filią organizacji w Zabłociu (jego siedziba główna mieściła się w Krakowie) przewodziła Salomea Landau, nauczycielka miejscowej szkoły żydowskiej. W 1931 liczba członkiń filii wynosiła około 200.

#### Stowarzyszenia charytatywne
Najstarszymi nieprzerwanie działającymi organizacjami dobroczynnymi były tu powstałe 27 sierpnia 1897 Stowarzyszenie Dobroczynne Kobiet Żydowskich oraz założone w 1898 Stowarzyszenie Pielęgnowania Chorych i Ubogich Izraelitów. W 1918 wznowiono funkcjonowanie stowarzyszenia Chewra Kadisza (założonego 27 maja 1909) oraz Gemilat Chasudim (uruchomionego w 1910). Organizacje te prowadziły swoją działalność na całym terenie Gminy Wyznaniowej Zabłocie, włączając okolice Suchej.
24 maja 1919 powstał Żydowski Związek Dobroczynny w Zabłociu, którego prezesem był Maurycy Feliks. Początkowo swoją działalnością obejmował jedynie tę miejscowość, jednak następnie objął zasięgiem także Isep z uwagi na wchłonięcie tamtejszej siostrzanej organizacji. Wypłacał on dotacje pieniężne, organizował opiekę medyczną i potrzebę leki. Zajmował się także udzielaniem nieoprocentowanych pożyczek dla biednych rzemieślników i zakładów przemysłowych.
24 kwietnia 1924 działalność rozpoczęło stowarzyszenie „Tiferet Bahunim”, mające na celu wsparcie finansowe i udzielanie nieoprocentowanych pożyczek niezamożnym członkom wspólnoty, organizowanie bezpłatnych noclegów, jak również naukę języka polskiego i hebrajskiego, krzewienie literatury oraz znajomości żydowskiej historii.
Z uwagi na trudności gospodarcze na terenie powiatu do w pierwszych dwóch dziesięcioleciach XX wieku, działalność organizacji charytatywnych została ograniczona. Poza wypłacaniem świadczeń zajęto się również organizacją miejsc pracy dla biednych Żydów. Ubodzy i bezrobotni zbierali się na terenie Ispu przy pracowni zegarmistrzowskiej Klipsteina (ul. Kościuszki), gdzie byli wybierani do pracy dorywczej przez pracodawców.
Sytuacja finansowa zabłockiej społeczności żydowskiej uległa poprawie wraz z otwarciem tam w 1919 Fabryki Artykułów Drogeryjnych i Smarów prowadzonej przez Ignacego Seweryna Pauza. Dzięki wzrostowi dochodów możliwa była większa pomoc materialna dla niezamożnych, jak również początek rozwoju kulturalnego miejscowości. Pomyślna sytuacja gospodarcza w latach 20. XX wieku doprowadziła do rozwoju działalności organizacji żydowskich. Umożliwiło to także rozszerzenie aktywności Stowarzyszenia dla Pielęgnacji Chorych i Wspierania Ubogich na Rajczę, Ujsoły i Jeleśnię.
4 maja 1924 powołano Stowarzyszenie Dobroczynności w Zabłociu. Zajmowało się ono podobną działalnością jak Stowarzyszenie Rękodzielnictwa Żydowskiego „Szamel Umonim”. Dodatkowo skupiało się na propagowaniu wśród jego członków znajomości literatury. Było ono jednak dużo mniej aktywne, w związku z czym w 1928 nastąpiło jego przeorganizowanie.

#### Chewra Kadisza
Działało tu także stowarzyszenie Chewra Kadisza, którego filię w 1929 otwarto również w Milówce. Organizacja ta prowadziła opiekę nad grobami żydowskimi na terenie cmentarzy w Zabłociu i Milówce oraz zajmowała się prowadzeniem czynności pogrzebowych. Jego członkowie towarzyszyli umierającym podczas śmierci, aby ci nie odchodzili w samotności. Następnie wylewali całą wodę znajdującą się w pobliżu zmarłego, gdyż uważali, że jest skalana przez anioła śmierci. Zajmowali się obmyciem ciała i przygotowaniem go do pochówku, jak również nadzorem nad prawidłowym przebiegiem pogrzebu.

## Zabytki

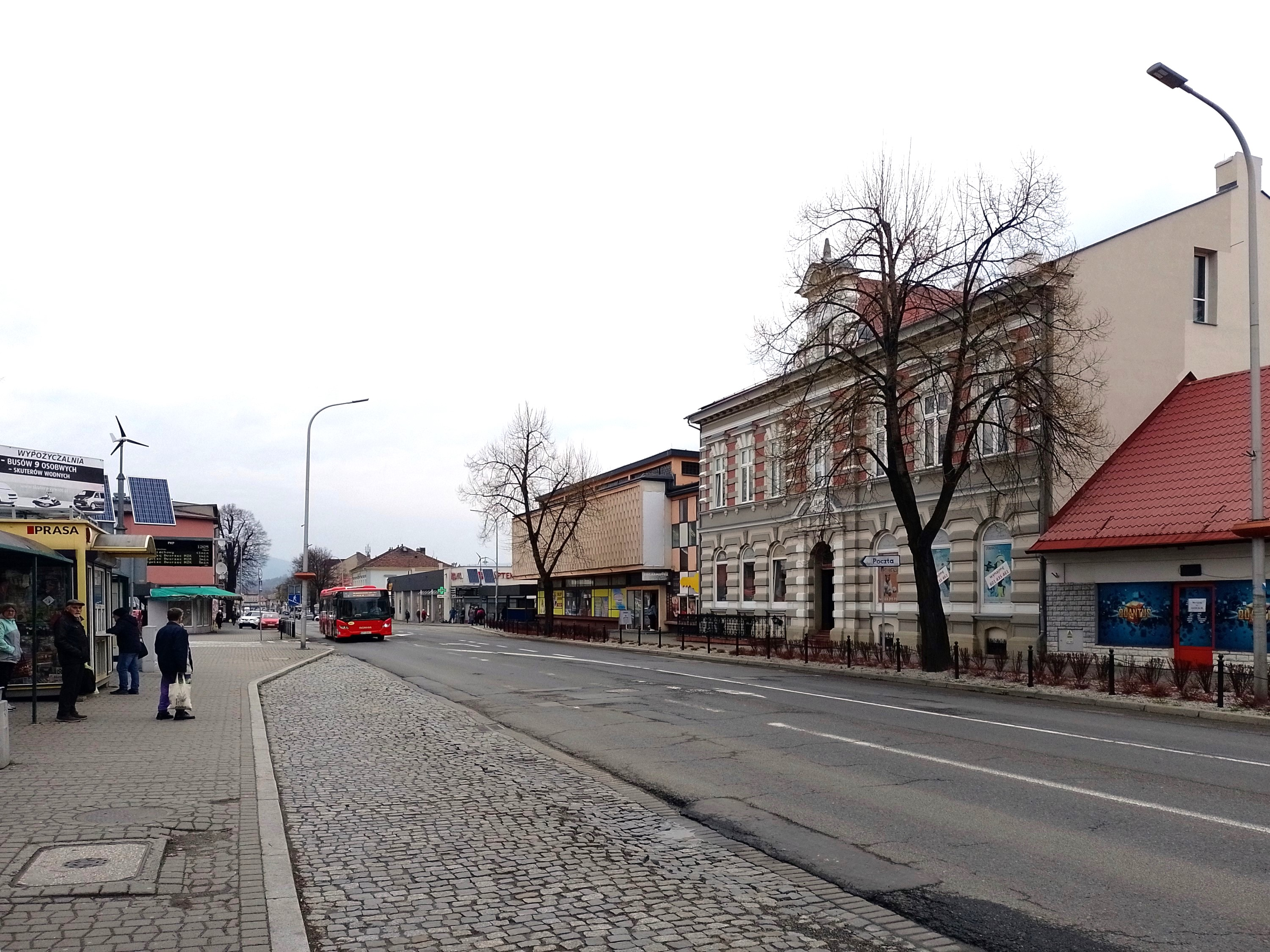
Ulica Dworcowa z kamienicą nr 49

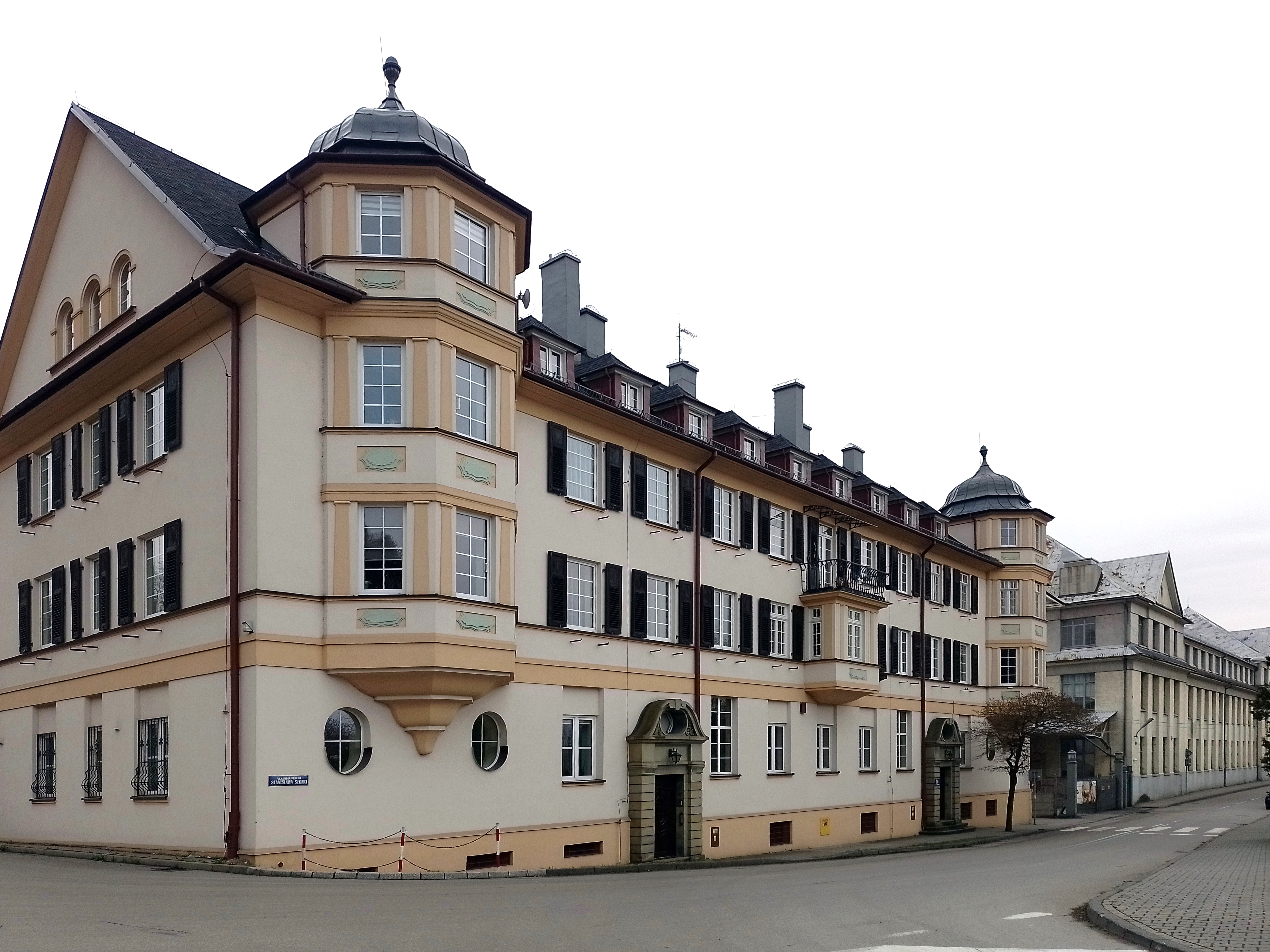
Kamienica przy ul. Słonki 26

Do zabytków na terenie dzielnicy wpisanych do rejestru Wojewódzkiego Urzędu Ochrony Zabytków w Katowicach należą:
- kamienica przy ul. Dworcowej 49[152]
- cmentarz żydowski przy ul. Stolarskiej[152].

Ponadto w wojewódzkiej ewidencji zabytków znajdują się obiekty z terenu dzielnicy niewpisane do rejestru, objęte ochroną konserwatorską. Należą do nich: kościół św. Floriana wraz z znajdującą się przy nim figurą Marii, budynek dworca kolejowego, gmach przychodni kolejowej, wieża ciśnień i budynek kolejowy obok dworca, willa „Wanda” przy ul. Browarnej 78, zabudowania browaru, budynki papierni, zakład Spółdzielni „Jedność” przy ul. Rzeźniczej, siedziba dawnych zakładów „Persja” przy ul. Wesołej, kaplica na cmentarzu rzymskokatolickim przy ul. Stolarskiej, kapliczka zlokalizowana obok dworca kolejowego, figura Chrystusa Nazareńskiego przy ul. Browarnej, kapliczka przy ul. Jasnej, kolumnowa kapliczka przy ul. Wesołej na granicy z Pietrzykowicami, dwa krzyże przy ul. Wesołej.
Do wojewódzkiej ewidencji zabytków wpisane są ponadto zabytkowe budynki mieszkalne i użytkowe zlokalizowane przy ul. Armii Krajowej, ul. Bielów, ul. Bielskiej, ul. Browarnej, ul. Długiej, ul. Dworcowej, ul. Futrzarskiej, ul. Garbarskiej, ul. Jasnej, ul. Kabaty, ul. Kolejowej, ul. Konopnickiej, ul. Księdza Prałata Stanisława Słonki, ul. Krzywej, ul. Lelewela, ul. Leśnianka, ul. Ludnej, ul. Łącznej, ul. Łęgowej, ul. 1 Maja, ul. Mleczarskiej, ul. Mochnackiego, ul. Nimasów, ul. Piaskowej, ul. Podtorze, ul. Półkole, ul. Przemysłowej, ul. Rolniczej, ul. Rzeźniczej, ul. Sadowej, ul. Słonecznej, ul. Sportowej, ul. Wałowej, ul. Wąskiej, ul. Wesołej, ul. Wyzwolenia, ul. Zabłockiej i na Osiedlu Browar-Kolonia.

## Turystyka

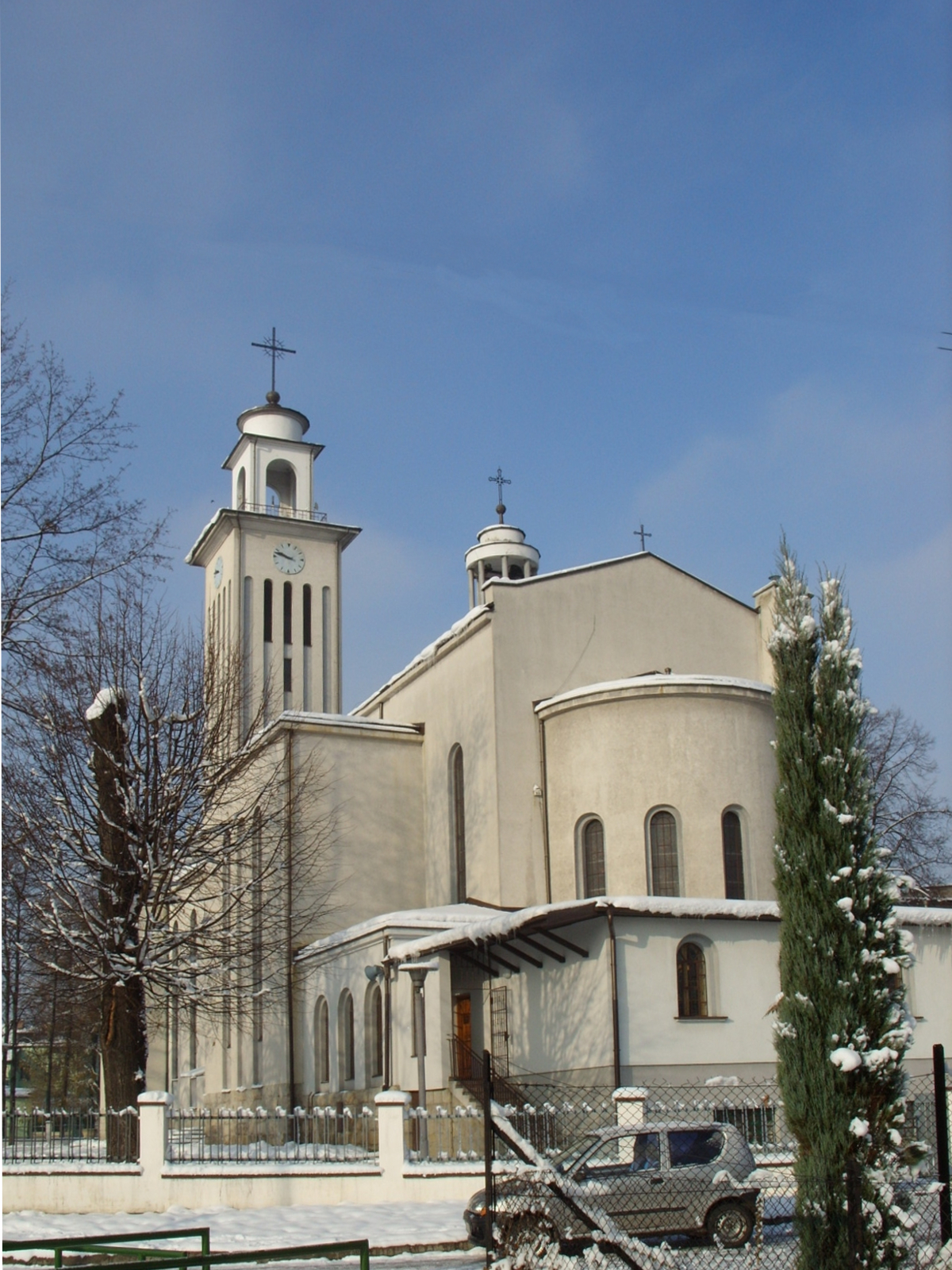
Kościół św. Floriana zlokalizowany na Szlaku Jukacy

### Szlaki turystyczne
Przez dzielnicę przebiegają dwa nizinne szlaki turystyczne:
- Szlak Właścicieli Miasta Żywca – prowadzi z dworca kolejowego przez Park Zamkowy, wzgórze Grojec do Browaru[154].
- Szlak Żywiec – Grojec – Browar – rozpoczyna się na Rynku, następnie prowadzi przez Park Zamkowy na Grojec, a stamtąd do Browaru[155].

### Szlak Zabytków Techniki
Zabłocie leży na Szlaku Zabytków Techniki Województwa Śląskiego. Obiektami leżącymi na tymże szlaku są Browar i Muzeum Browaru Żywiec.

### Zabłockie Szlaki
W dzielnicy Zabłocie wyznaczono kilka tematycznych tras spacerowych w ramach programu „Zabłockie szlaki do Browaru i nie tylko”:
- Szlak Galicyjski – ścieżka ukazująca galicyjskie dziedzictwo w Zabłociu. Trasa zaczyna się przy Moście Jukacy i prowadzi przez ulicę Dworcową, następnie obok dawnej Fabryki Papieru oraz stacji kolejowej do cmentarza żydowskiego[158].
- Szlak Jukacy – szlak upamiętniający tradycję ludową „dziadów żywieckich”, rozpoczynający się przy browarze, biegnący ulicami Browarną i Dworcową do Mostu Jukacy, a dalej ulicą Wesołą do dawnej cegielni[159].
- Szlak Piwny – trasa związana z działalnością browaru żywieckiego. Wiedzie od ujęcia wody na Leśniance, przez zabudowania browaru, a następnie prowadzi u stóp Grojca do miejscowości Wieprz[160].
- Szlak Siutrorzy – ścieżka poświęcona tematowi wydobycia żwiru rzecznego. Rozpoczyna się przy dawnym żwirowisku na Sole i prowadzi przez teren betoniarni do ramp kolejowych przy dworcu[161].
- Szlak Sportowy – trasa łącząca obiekty sportowe Zabłocia. Zaczyna się przy Moście Jukacy, następnie prowadzi do boiska do siatkówki plażowej nad Sołą, potem przez boisko klubu „Soła”, korty tenisowe, kompleks „Orlik”, stadion klubu „Góral 1956 Żywiec”, plażę nad Leśnianką do kładki nad tym potokiem[162].
- Szlak Węgierski – nawiązuje do dawnej osady „Na Węgrach” w okolicach dzisiejszej ulicy Pawlusie. Łączy on betoniarnię, przydrożny krzyż na Pawlusiu oraz kładkę na Leśniance[163].

### Velo Soła
Przez dzielnicę przebiega otwarta 10 sierpnia 2024 ścieżka rowerowa „Velo Soła”, łącząca Żywiec z Rajczą. Prowadzi ona tu wzdłuż rzeki Soły, a następnie przechodzi na stronę Śródmieścia, biegnąc dalej wzdłuż brzegu Jeziora Żywieckiego.

## Kultura

### Jukace

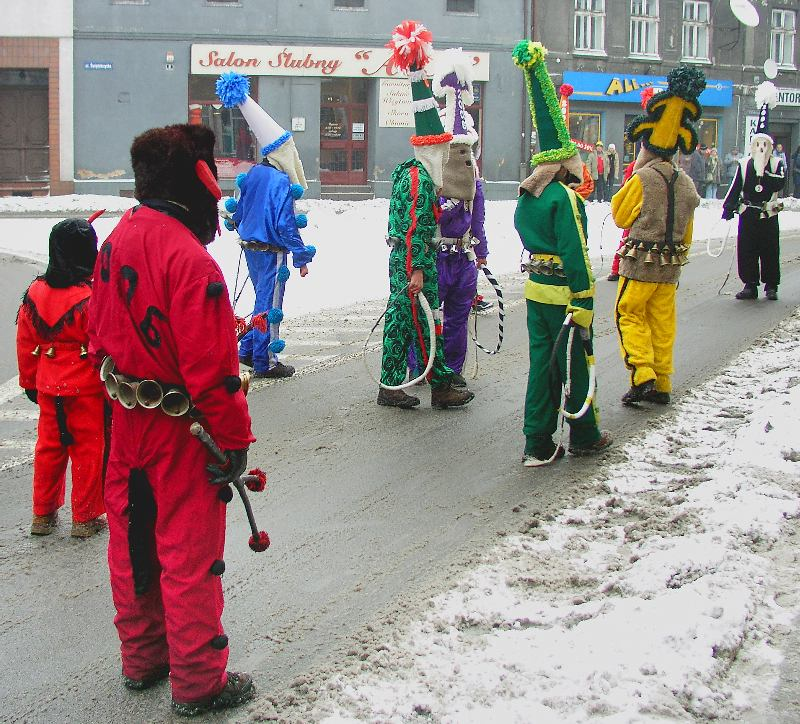
Jukace

Na terenie dzielnicy odbywa się tradycyjny obrzęd noworoczny jukacy (jukocy, dziadów żywieckich). Sięga on XVII wieku i związany jest z legendą o przestraszeniu wojsk szwedzkich podczas wojny polsko-szwedzkiej przez miejscowych kolorowo ubranych górali strzelających z batów i dzwoniących dzwoneczkami. Na pamiątkę tych wydarzeń od wieczora 31 grudnia do popołudnia 1 stycznia kolędują zamaskowani i ubrani w specjalne stroje mieszkańcy Zabłocia. Do lat 30. XX wieku nie mogli oni przechodzić na ówczesne terytorium miasta Żywiec. Jukace biorą udział w Przeglądzie Zespołów Kolędniczych i Obrzędowych „Żywieckie Gody”.

### Klub „Papiernik”

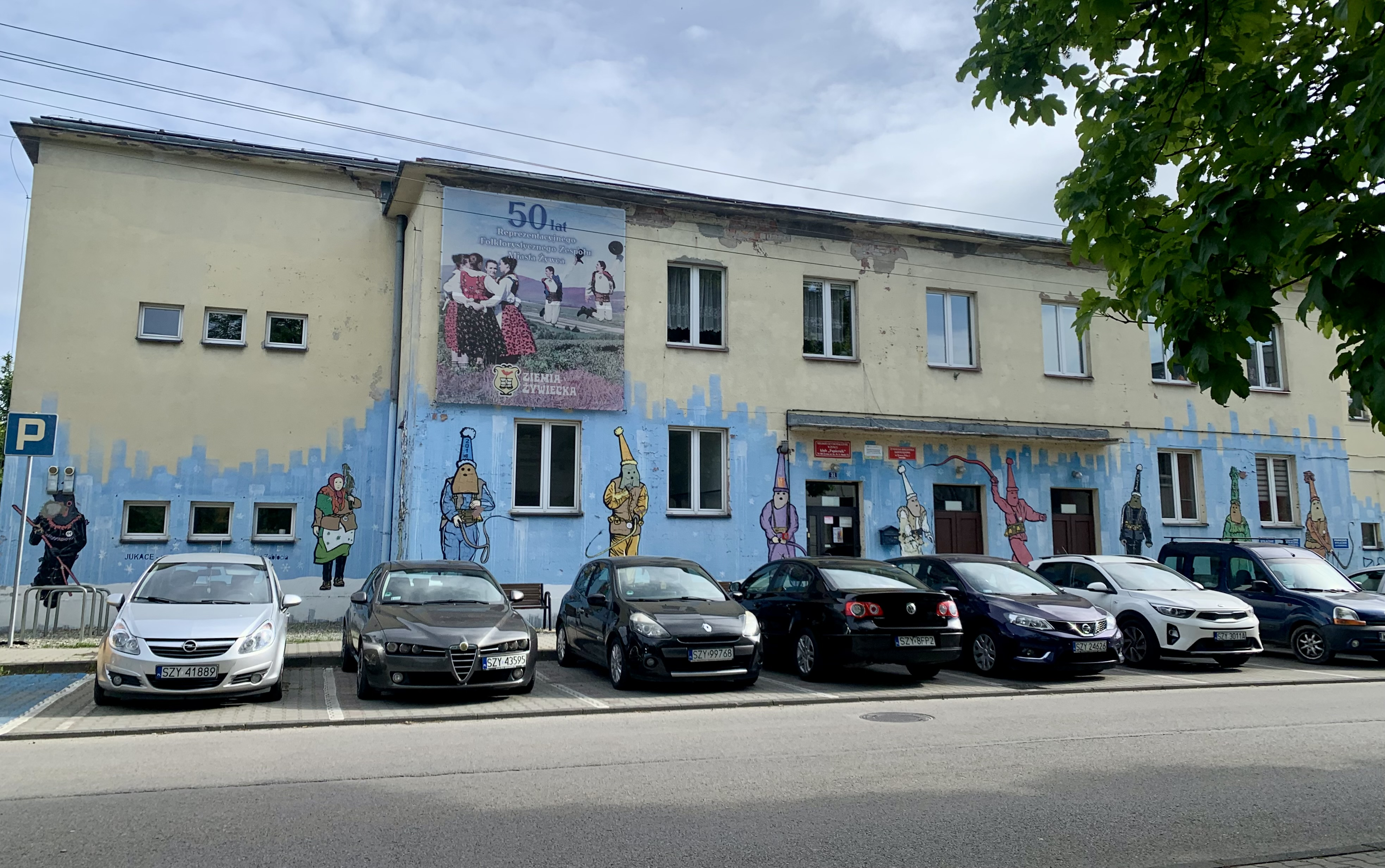
Klub „Papiernik”

W 1967 roku w dzielnicy oddany został do użytku Zakładowy Dom Kultury Żywieckiej Fabryki Papieru „Solali”. Znajdowało się tam kino „Papiernik”, biblioteka oraz pomieszczenia siedziby Zespołu Regionalnego „Gronie”. W latach 90. XX w. bibliotekę, kino i zespół zlikwidowano.
Zakładowy Dom Kultury Fabryki Papieru został następnie przekształcony w Klub „Papiernik”, który pozostaje filią Miejskiego Centrum Kultury. Jego siedziba mieści się przy ul. Księdza Prałata Stanisława Słonki 31. Odbywają się w nim zajęcia taneczne i sportowe dla dzieci oraz dorosłych, kursy językowe, zajęcia artystyczne, działa grupa folklorystyczna oraz dziecięca filatelistyczna. Mają tu też miejsce spotkania Klubu Senior+.

### Muzeum Browaru Żywiec

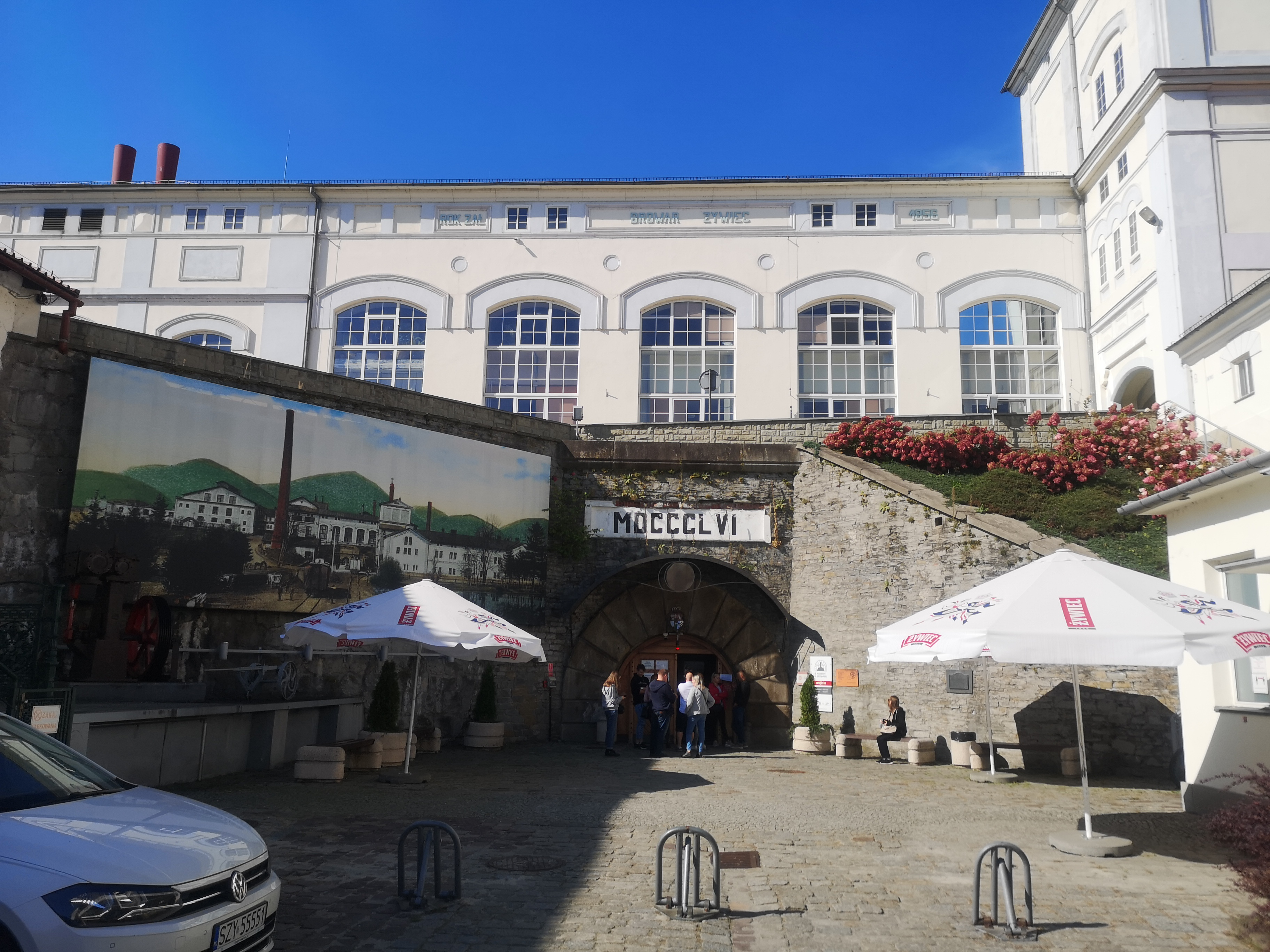
Muzeum Browaru Żywiec

W 2006 uruchomione zostało Muzeum Browaru Żywiec, prezentujące historię zakładu oraz wytwarzanego w nim piwa. 

### Zespół Pieśni i Tańca „Ziemia Żywiecka”
Reprezentacyjny Zespół Pieśni i Tańca miasta Żywca „Ziemia Żywiecka” został powołany w 1971 przy Żywieckiej Fabryce Sprzętu Szpitalnego „Famed”. W 1973 miał miejsce jego pierwszy występ podczas Tygodnia Kultury Beskidzkiej. Początkowo nosił nazwę Zespołu Żywieckiej Fabryki Sprzętu Szpitalnego „Famed”, zmienioną w 1975 na „Sędzioły”. W latach 70. i 80. XX wieku występował na festiwalach i przeglądach, zdobywając liczne nagrody. W styczniu 1982 zespół wszedł w struktury Miejskiego Centrum Kultury, uzyskując obecną nazwę. Do jego repertuaru należą tańce górali żywieckich, mieszczan i rzemieślników żywieckich, tańce krakowsko-zaborowskie, lubelskie, rzeszowskie, łowickie oraz narodowe, jak polonez i mazur (taniec). Siedziba zespołu mieści się w budynku klubu „Papiernik”.

### Zespół Pieśni i Tańca „Żywczanie”
Zespół powstał w 1997 i do 2003 działał pod nazwą „Mała Ziemia Żywiecka”. Działa jako zespół dziecięcy przy Stowarzyszeniu Miłośników Folkloru „Żywiecczyzna” w siedzibie klubu „Papiernik”. Prezentuje muzykę, zabawy, tańce i przyśpiewki górali żywieckich.

### Biblioteka
8 grudnia 2016 ponownie otwarto bibliotekę w Zabłociu, mieszczącą się w budynku klubu „Papiernik” i działającą wcześniej do lat 90. XX wieku. Stanowi ona filię nr 1 Żywieckiej Biblioteki Samorządowej.

## Edukacja
Na terenie dzielnicy Zabłocie znajdują się następujące placówki edukacyjne:

### Przedszkola
- Przedszkole nr 1 przy ul. Kazimierza Tetmajera 77[177] – uprzednio działało w budynku zlokalizowanym przy ul. Słonki 4 i stanowiącym starą siedzibę Szkoły Podstawowej nr 1. W 2016 przy ulicy Kazimierza Tetmajera 77 rozpoczęto budowę nowego gmachu dla przedszkola[178][179], dokąd zostało przeniesione w 2017. Jego poprzedni budynek został zburzony, a na jego miejscu powstał zintegrowany węzeł przesiadkowy, który został oddany do użytku w 2020[180].
- Przedszkole nr 10 na Osiedlu Browar-Kolonia 44[177] – zostało uruchomione 1 września 1956 jako przedszkole przyzakładowe Zakładów Piwowarskich, a od 1 lipca 1993 rozpoczęło działalność jako przedszkole publiczne[76][181], współfinansowane przez browar i miasto Żywiec, z pierwszeństwem w rekrutacji dla dzieci pracowników zakładu. 7 kwietnia 2009 obiekt wraz z gruntem przekazany został miastu, a rekrutacja do placówki odbywa się od tej pory na standardowych zasadach[181]. 23 września 2023 w budynku zajmowanym przez przedszkole funkcjonowanie rozpoczął również Żłobek Miejski nr 2[103][181].
- Niepubliczne Przedszkole „Aniołkowo” na Osiedlu Browar-Kolonia 7a[177] – zainaugurowało działalność w październiku 2011 w zaadaptowanym na cele przedszkolne dawnym budynku mieszkalnym[182].

Do 1993 przy ul. Słonki 22 funkcjonowało także przedszkole przyzakładowe Fabryki Papieru „Solali”.

### Szkoły podstawowe

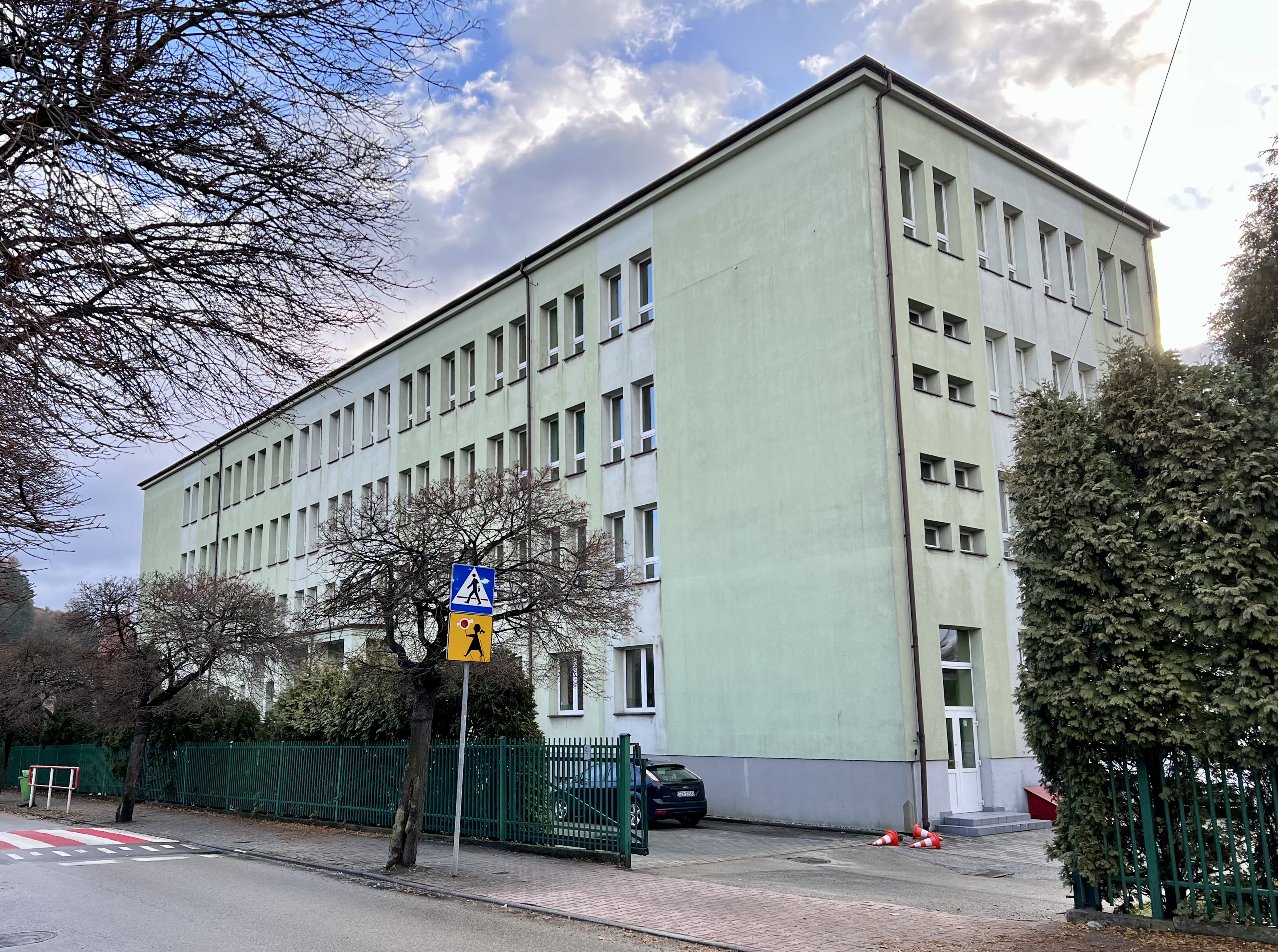
Szkoła Podstawowa nr 1

- Szkoła Podstawowa nr 1 im. Wojska Polskiego przy ul. Księdza Prałata Stanisława Słonki 14 – została otwarta 11 września 1899 jako Szkoła im. Cesarza Franciszka Józefa I, zatrudniająca początkowo 4 nauczycieli, a jej pierwszym kierownikiem został Michał Klimond. W 1913 budynek szkoły został rozbudowany o kolejne 7 sal. W trakcie I wojny światowej budynek został zajęty na szpital wojskowy, mieścił także dyrekcję kolei. W 1918 siedzibie szkoły została przywrócona pierwotna funkcja, a placówce w 1928 nadano nowe imię Jana Kantego. W 1929 w szkole miała miejsce wizyta prezydenta Ignacego Mościckiego, którego imię otrzymała w 1932. W latach II wojny światowej instytucja została zamknięta, a nauka odbywała się w jednej klasie urządzonej w kamienicy Munka przy ul. Dworcowej. W 1945 funkcjonowanie szkoły zostało przywrócone i rozpoczęła ona działalność jako siedmioklasowa Szkoła Powszechna nr 3 Żywiec–Zabłocie, a po przyłączeniu Zabłocia do Żywca w 1950 stała się Szkołą Podstawową nr 1. 31 lipca 1961 szkoła otrzymała od Żywieckiej Fabryki Papieru działkę pod budowę nowej siedziby. Prace ukończono w 1964, wtedy też została przeniesiona do nowego obiektu[60][183][184] z 15  salami lekcyjnymi[185] i otrzymała imię Ludowego Wojska Polskiego, zmienione w 1999 na Wojska Polskiego[60][183]. W dotychczasowej siedzibie szkoły działalność rozpoczęło przedszkole, świetlica dworcowa dla młodzieży szkolnej i szkolne schronisko młodzieżowe, a także utworzono tam pomieszczenia magazynowe dla Wydziału Oświaty Prezydium Powiatowej Rady Narodowej[185].

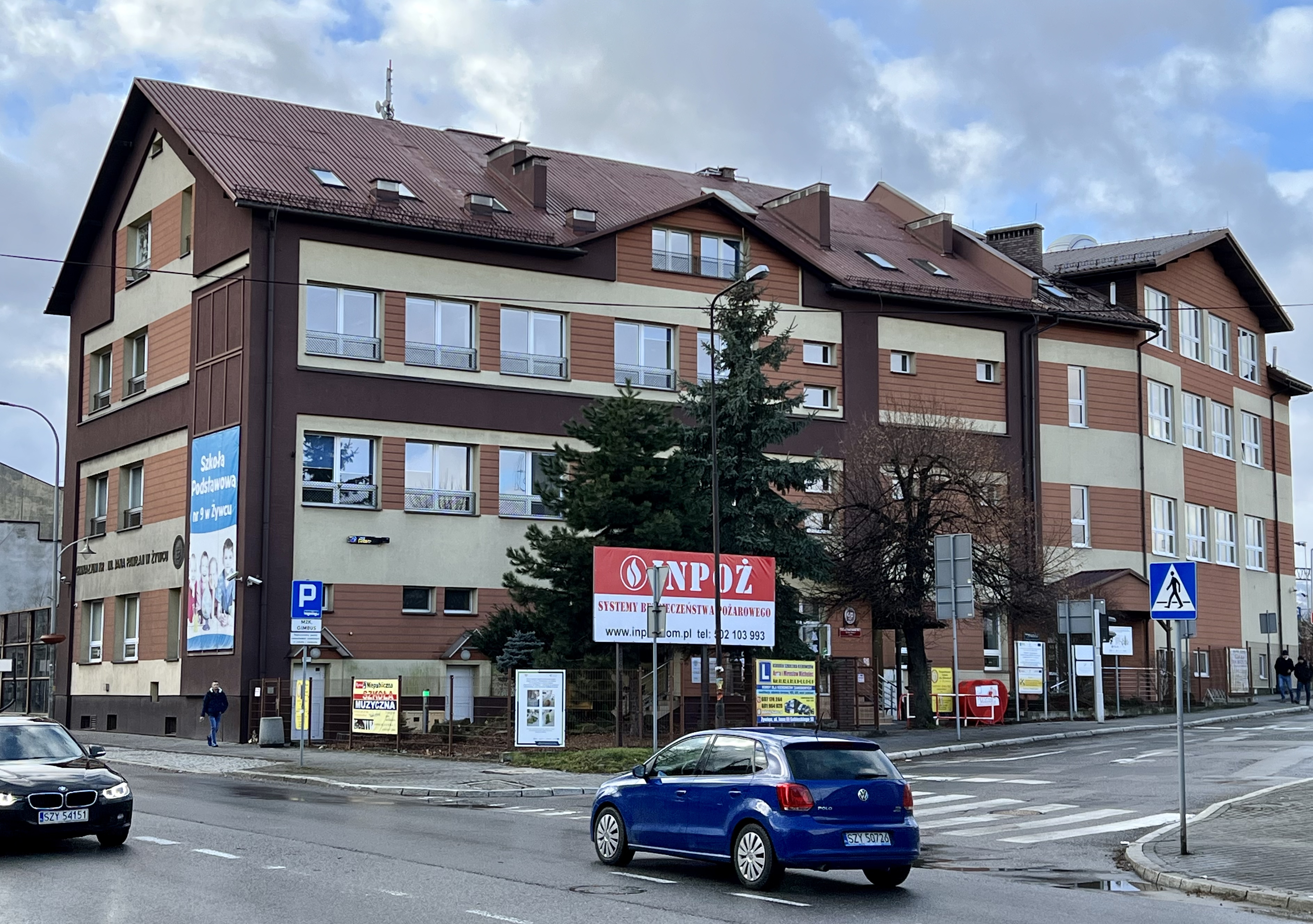
Szkoła Podstawowa nr 9

- Szkoła Podstawowa nr 9 w Żywcu przy ul. Dworcowej 26 – współczesną siedzibę Szkoły Podstawowej nr 9 początkowo zajmowała Zasadnicza Szkoła Papiernicza, która została zlikwidowana w 1953, a w budynku powstała wówczas Szkoła Podstawowa nr 4[53][62]. Po jej zamknięciu w 1969 obiekt został przekształcony na siedzibę Ochotniczego Hufca Pracy, a następnie po jego przeniesieniu na ul. Łączną budynek ten został rozbudowany oraz zmodernizowany i we wrześniu 1988 uruchomiana tu została Szkoła Podstawowa nr 7[62][64][186]. 1 września 1999 rozpoczęta została likwidacja szkoły, w związku z czym od roku szkolnego 1999/2000 nie były prowadzone tu nabory do klas pierwszych[187]. Placówka zakończyła funkcjonowanie 19 czerwca 2001[186] i została formalnie zamknięta 31 sierpnia 2001[187]. Uczniowie młodszych klas uczęszczający do Szkoły Podstawowej nr 7 razem z ich dotychczasowymi wychowawcami zostali przeniesieni do Szkoły Podstawowej nr 1[186]. Na podstawie uchwały Rady Miejskiej z 11 marca 1999 z dniem 1 września 1999 w gmachu otwarte zostało Gimnazjum nr 1, funkcjonujące równolegle ze Szkołą Podstawową nr 7[188], w którym po likwidacji szkoły podstawowej pracę rozpoczęli jej pozostali nauczyciele. Po zamknięciu Szkoły Podstawowej nr 7 gimnazjum przejęło całość budynku przy ul. Dworcowej[186]. Na podstawie uchwały Rady z dnia 30 sierpnia 2004 od 1 września 2004 gimnazjum otrzymało imię Jana Pawła II[188]. Funkcjonowało ono do 31 sierpnia 2017[189], a do budynku we wrześniu 2017 została przeniesiona Szkoła Podstawowa nr 9 z Podlesia[190].

### Szkoły średnie

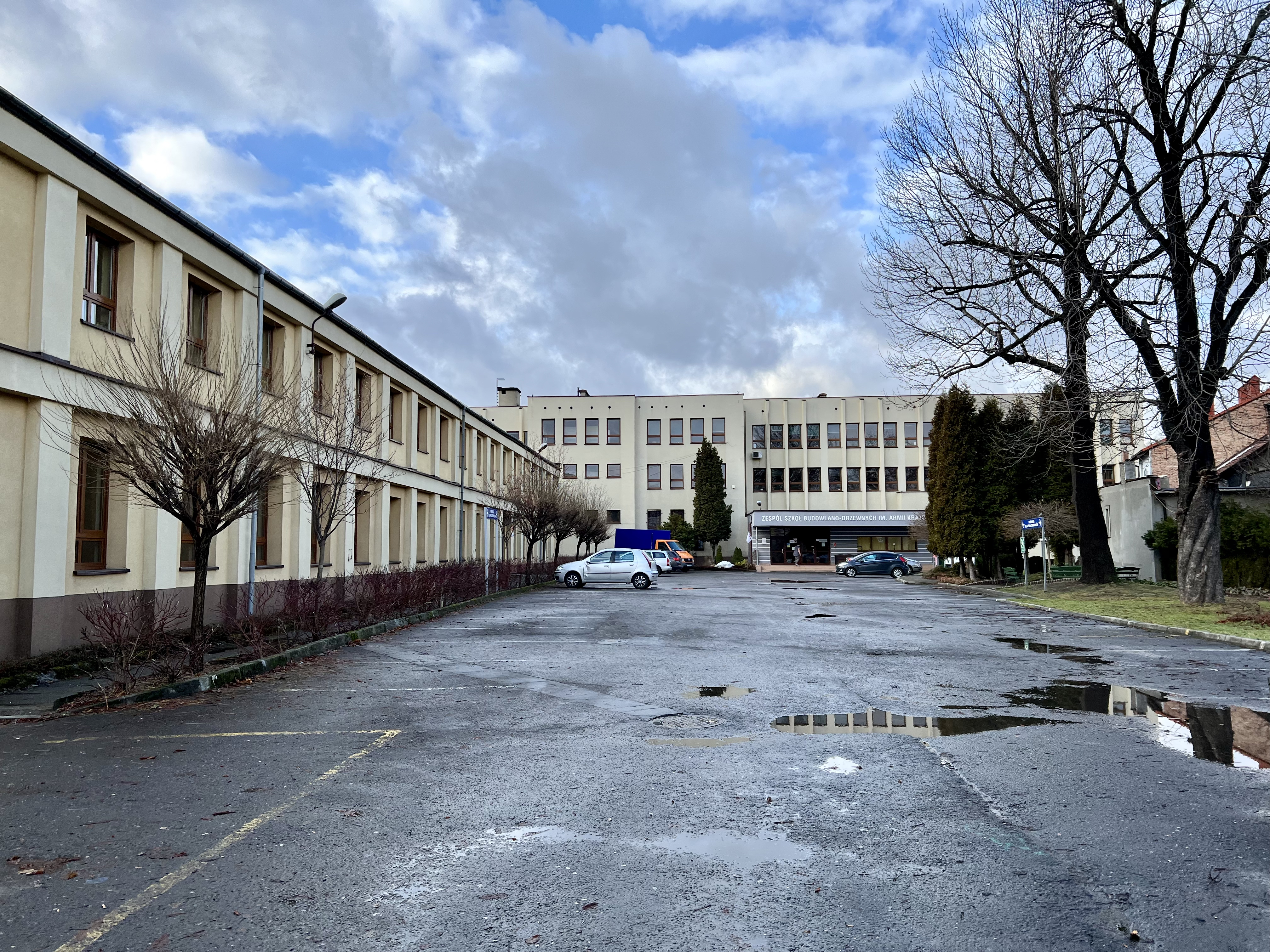
Zespół Szkół Budowlano-Drzewnych

- Zespół Szkół Budowlano-Drzewnych im. Armii Krajowej przy ul. Szkolnej 2 – powstała 1 września 1887 jako Krajowa Szkoła Przemysłowa Dla Stolarstwa i Zabawek. W 1897 dokonano zmiany nazwy na Uzupełniająca Szkoła Przemysłowa. Do 1914 roku szkoła kształciła tylko chłopców. W 1925 roku dokonano kolejnej zmiany nazwy szkoły Publiczna Szkoła Zawodowa Dokształcająca. Od 1947 roku szkoła prowadziła kształcenie w 2 systemach: dziennym oraz wieczorowym. Szkoła od 1956 roku prowadziła naukę młodzieży w 50 zawodach. Dokonano też zmiany nazwy szkoły na Zasadniczą Szkołę Zawodową, natomiast w 1975 roku przekształcono ją w Zespół Szkół Budowlano-Drzewnych[191].
- Niepubliczna Szkoła dla Dorosłych w Żywcu przy ul. Dworcowej 26 – jej siedziba mieści się w budynku Szkoły Podstawowej nr 9[192]. W ramach placówki działa liceum ogólnokształcące oraz szkoła policealna[193].

## Przemysł

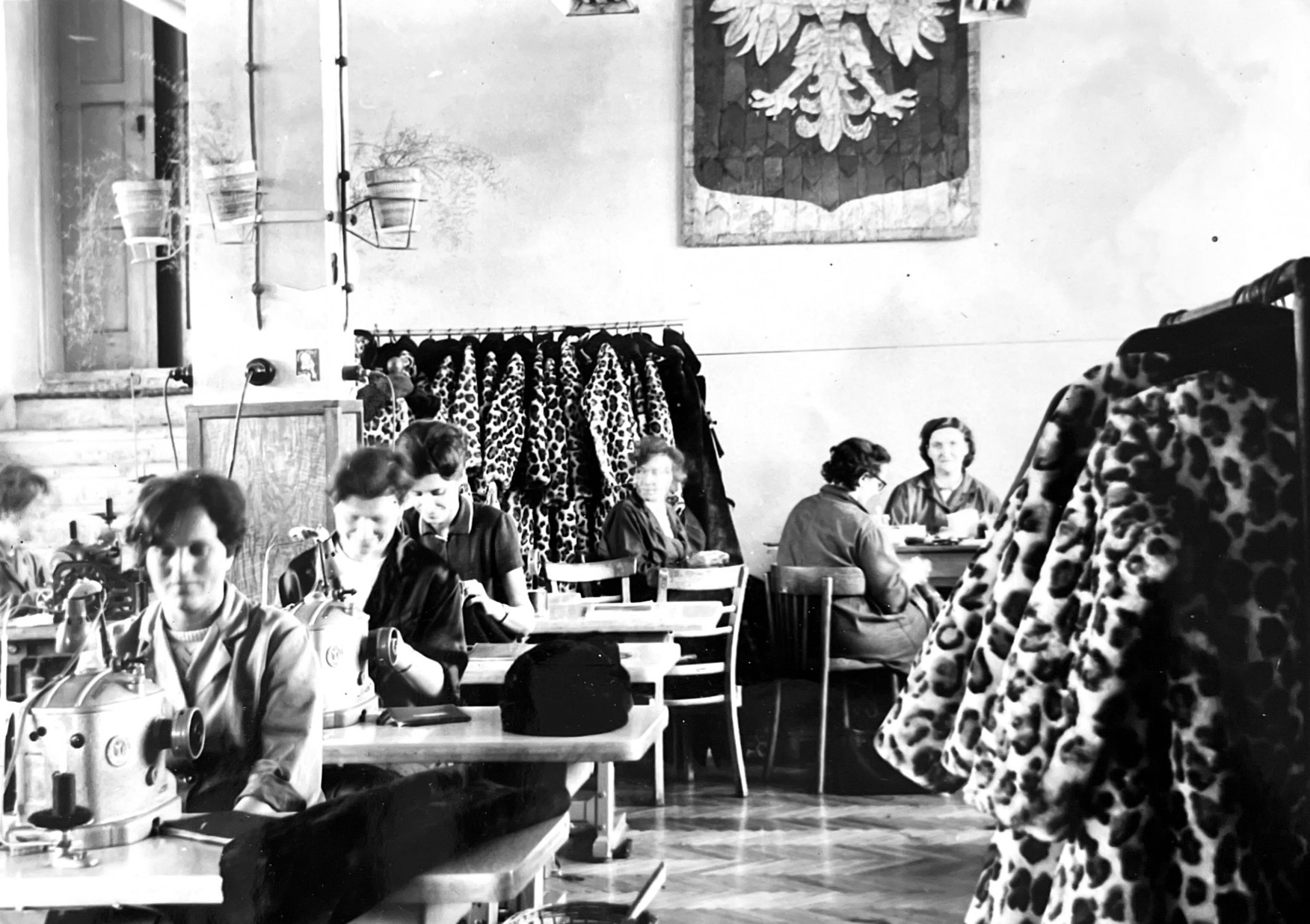
Krajalnia Żywieckich Zakładów Futrzarskich, lata 1974–1978

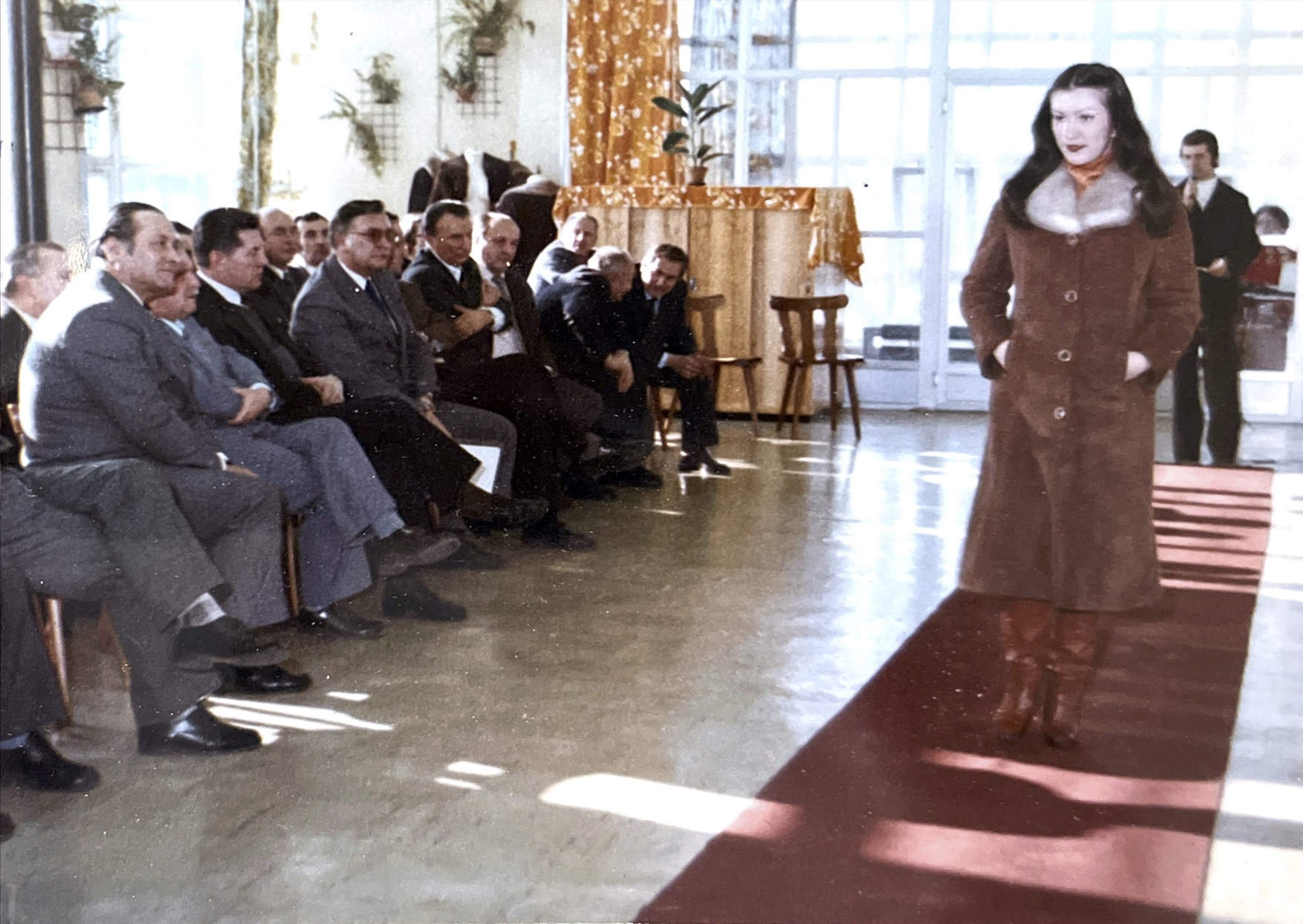
Konferencja w Żywieckich Zakładach Futrzarskich, lata 1974–1978

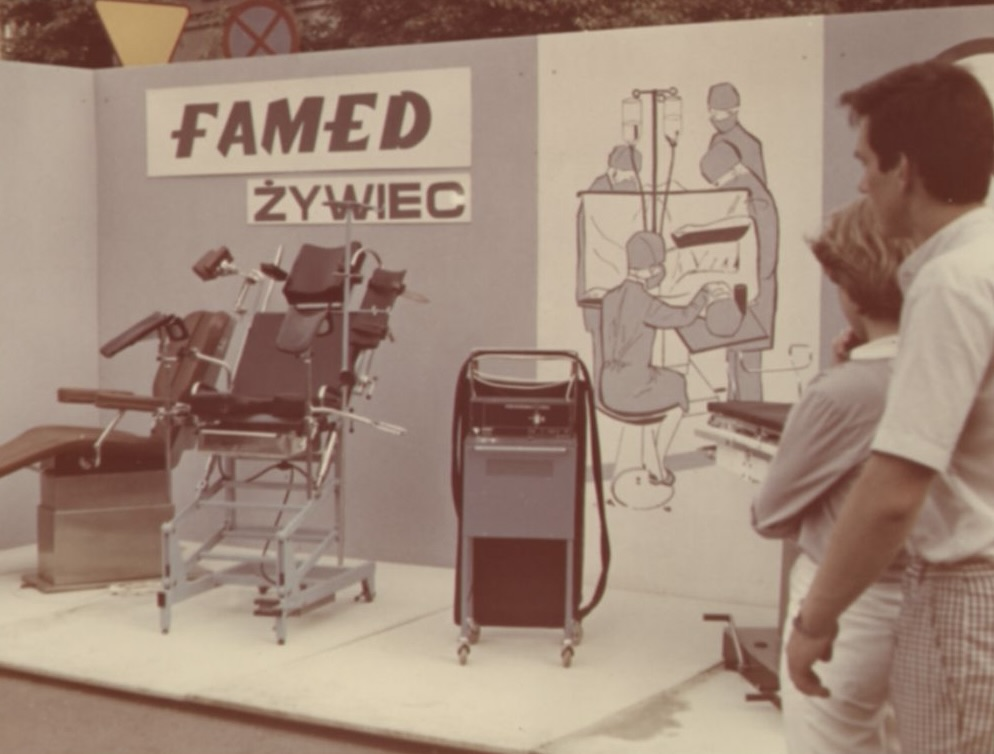
Wystawa zakładów „Famed” podczas Telewizyjnego Turnieju Miast 2 czerwca 1986

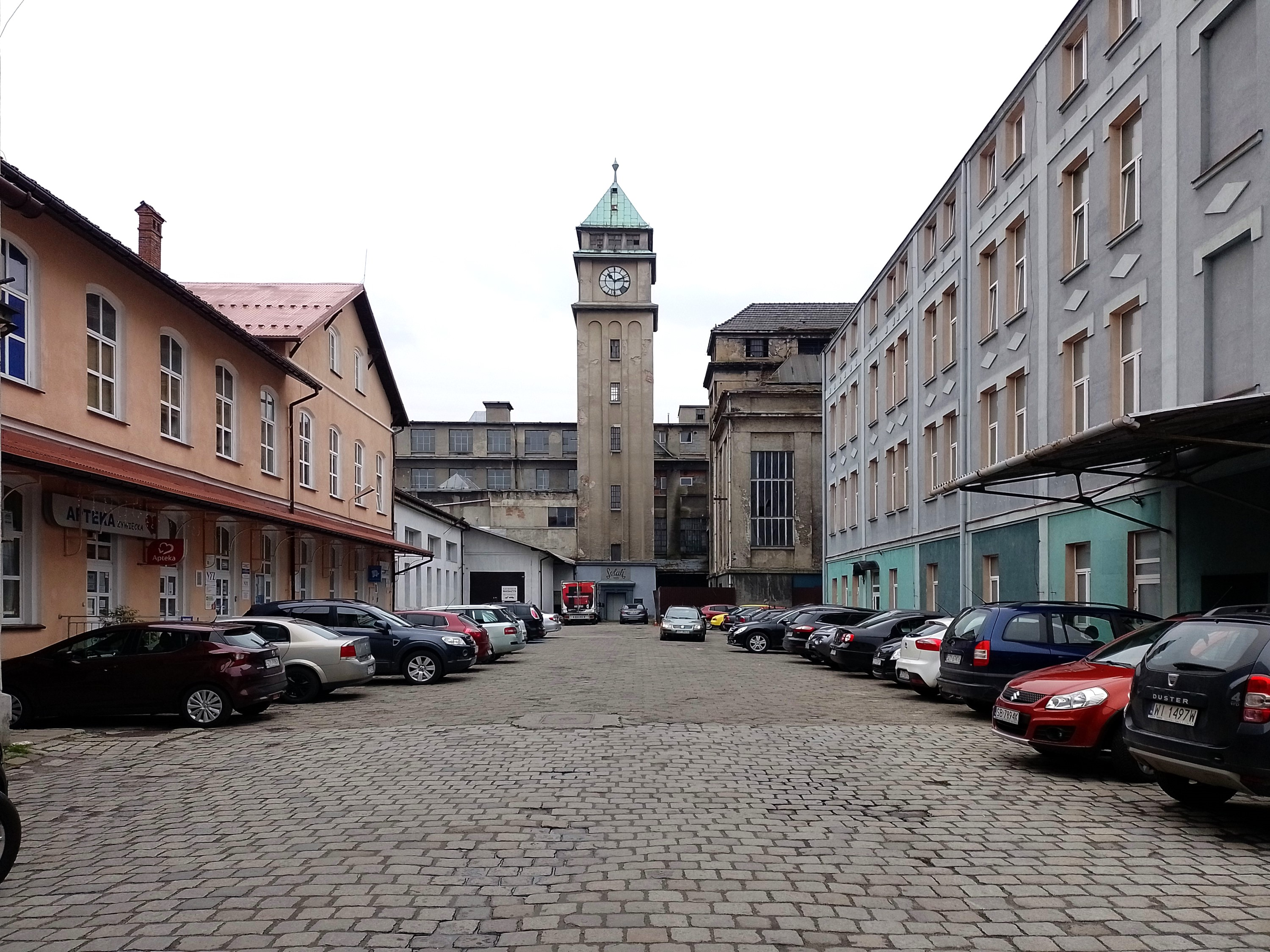
Dawna papiernia „Solali”

Pierwsze fabryki przemysłu lekkiego w Zabłociu powstały w XIX wieku. Najstarszym zakładem była założona w 1819 „Fabryka Mydła i Świec” Szymona Munka, następnie w 1837 otwarto fabrykę sukna, przeniesioną później do Żywca, a w jej dotychczasowej siedzibie produkcję rozpoczęła mieszcząca się wcześniej w Żywcu manufaktura papiernicza, późniejsza Fabryka Papieru „Solali”. 
W 1856 został zarejestrowany Arcyksiążęcy Browar w Żywcu, który rozpoczął produkcję rok później.
Następnie powstawały kolejne zakłady przemysłowe, których właścicielami były głównie osoby pochodzenia żydowskiego. W 1931 działalność prowadziło już w Zabłociu 15 dużych fabryk, takich jak: Fabryka Wyrobów Ślusarskich Rübnera, Małopolski Przemysł Futrzany braci Balitzer, Fabryka Skór i Pasów „Siła” Straussa i Grossa, Fabryka Likierów, Wódek i Rumu Fränkla, Pierwsza Krajowa Parowa Fabryka Mydła i Świec Munka, Przetwórnia Owoców i Jagód Fuhrmana, cegielnia, czy tartak.
Fabryka Skór i Pasów „Siła” Strauss i S-ka powstała w 1921. Jej właścicielem pozostawał Neuman, a dyrektorem – Urf. Fabryka przerabiała około 150 skór tygodniowo. Traciła jednak płynność finansową, brakowało jej również wykwalifikowanych robotników. Działalność pośród pracowników zakładu prowadziła Polska Partia Socjalistyczna, która w 1925 i 1929 zorganizowała tu strajki. Prowadziła także obchody Święta Pracy. W 1929 zatrudnione tu były 123 osoby. Zła kondycja fabryki była powodem kolejnych konfliktów z załogą przedsiębiorstwa, co doprowadziło do zwolnienia dotychczasowego dyrektora Ulfa w 1930. Wówczas w spółkę z właścicielem weszła rodzina Herzbergów, jednak nie spowodowało to zakończenia sporów z pracownikami. W 1932 robotnicy zakładu wzięli udział w proteście i marszu na Starostwo Powiatowe, stłumionym przez oddziały policji, która otworzyła ogień do zgromadzonych, w wyniku czego kilku z nich poniosło śmierć. Herzbergowie wydzierżawili zakład w 1936. 
W okresie 1929–1933 w Zabłociu przy ul. Objazdowej dzięki wykupie działającej tam dotychczas firmy „Ceramik” Józefa Färbera powstała Fabryka Pieców Kaflowych „Zdun” zajmująca się wytwarzaniem wyrobów ceramicznych, będąca drugim zakładem powstałej w 1904–1906 firmy Mikuszewskich produkującej kafle ceramiczne, piece i ich wyposażenie, mieszczącej się w Starym Żywcu. Zakład w Zabłociu zajmował się wytwarzaniem kafli i ceramiki budowlanej.
Po rozpoczęciu okupacji niemieckiej w 1939 garbarnia została przejęta przez nową administrację i oddana nowemu właścicielowi o nazwisku Moll. Stanowisko jej kierownika do 1942 sprawował Kruber. Wtedy została ona przekazana niemeickim osadnikom przybyłym tu z terenu Rumunii. Produkcja była kontynuowana, nie wprowadzano jednak unowocześnień i inwestycji. W styczniu 1945 siedziba Zakładów Garbarskich została zniszczona podczas walk o wyzwolenie miasta.
Po II wojnie światowej wszystkie miejscowe zakłady zostały upaństwowione. Nowe fabryki były lokalizowane przede wszystkim w Zabłociu – po włączeniu wsi do Żywca zdecydowano o ich lokowaniu w zachodniej części miasta, na skutek czego położono podwaliny pod powstanie tam strefy przemysłowej.
Do wznowienia produkcji garbarni w warunkach prowizorycznych doszło jeszcze w 1945. Przedsiębiorstwo zostało wówczas znacjonalizowane i stało się częścią Krakowskich Zakładów Garbarskich, należących do Zjednoczenia Przemysłu Garbarskiego. Kierownikiem fabryki został w 1949 Jerzy Bratro, pełniący tę funkcję do 1981. W okresie 1947–1949 doszło do rozbudowy zakładu, powstała wówczas nowa stacja transformatorowa, wybudowano zbiornik na wodę technologiczną, ługownię i budynek socjalny. W 1950 miała miejsce rozbudowa głównego budynku przedsiębiorstwa, utworzono wtedy nowy magazyn. W latach 1948–1952 nastąpiło unowocześnienie wyposażenia, dokonano wtedy zakupu czechosłowackich maszyn do produkcji skór podeszwowych. 
Na bazie dawnej fabryki maszyn braci Wróblów powstały zakłady „Ponar”, które w latach 60. XX wieku rozpoczęły wyrób pras, a następnie od 1968 profil wytwórczości zmieniono na produkcję wtryskarek.
Działające od 1923 zakłady produkcji dywanów „Persja” zostały przejęte przez Spółdzielnię Rękodzieła Ludowego i Artystycznego „Pilsko", prowadząc wytwórczość do lat 90. XX wieku.
Od 1 stycznia 1950 zakłady kaflarskie zostały znacjonalizowane i weszły w skład Spółdzielni Pracy Kaflarzy i Zdunów. W okresie 1985–1986 zostały one zwrócone dawnym właścicielom, którzy po kilku latach sprzedali obiekt i na miejscu zakładu po 1990 działalność rozpoczęła piekarnia.
25 maja 1950 do Zabłocia została przeniesiona siedziba Spółdzielni Inwalidów „Jedność” z Żywca z racji przejęcia przez nią w dzierżawę Zabłockiej wytwórni past i kitów przy ul. Kolejowej (współcześnie ul. Dworcowa) oraz wynajęcia przy niej nowych lokali biurowych. 1 czerwca 1950 spółdzielnia ta przejęła również wytwórnię past przy ul. Garbarskiej, natomiast w styczniu 1952 uruchomiła tartak w Jeleśni, a miesiąc później – tartak w Żabnicy. Po opuszczeniu przez Żywieckie Zakłady Futrzarskie budynku dawnej rzeźni w Zabłociu wraz z końcem marca 1952 przez Spółdzielnię „Jedność” uruchomione tam zostały zakłady metalowe, a w pierwszym półroczu 1954 dodatkowo również blacharski punkt usługowy. Dokonano także otwarcia dwóch kiosków piwnych, jak również kiosku mieszanego w Żywcu oraz w Żabnicy. W okresie tym zatrudnione pozostawały 133 osoby. Kolejne obiekty po dawnej rzeźni zostały oficjalnie przekazane spółdzielni 1958 przez Prezydium Miejskiej Rady Narodowej, powstał tam Zakład Chemiczny nr 3. 
W 1952 doszło do połączenia Zakładów Garbarskich „Siła” w Żywcu i Fabryki Wyrobów Skórzanych w Łodygowicach w Żywieckie Zakłady Garbarskie. Stan taki utrzymywał się do 1958, a od 1959 stały się one częścią Południowych Zakładów Przemysłu Skórzanego „Chełmek”. W 1962 oddano do użytku zakładową oczyszczalnię ścieków, natomiast w 1965 działalność rozpoczęła przychodnia lekarska. Miało miejsce wprowadzanie nowych technologii produkcji. Według stanu na 1986 zakłady zatrudniały około 250 pracowników. W latach 1981–1993 stanowisko ich dyrektora pełnił Zbigniew Bornstedt. 
W latach 1961–1964 w Zabłociu została wybudowana nowa siedziba działającej od 1921 Fabryki Mebli Stalowych „Wschód”, mieszczącej się wcześniej w Zadzielu. Od 1947 zakład wyspecjalizował się w produkcji wyposażenia szpitalnego i jako „Famed Żywiec” stał się wiodącym krajowym producentem łóżek szpitalnych i stołów operacyjnych.
W 1964 Spółdzielnia „Jedność” zatrudniła lekarza, dentystę i pielęgniarkę. Prowadziła również punkty usługowe, takie jak zakład fryzjerski, krawiecki, szlifowania kryształów, malarski, fotograficzny, elektroinstalacyjny, a także punkt gazownictwa bezprzewodowego. Z czasem nastąpiły przekształcenia profilu działalności przemysłowej spółdzielni na mniej uciążliwe dla jej niepełnosprawnych członków, wobec czego odchodziła ona od produkcji metalowej i drzewnej, rozwijając działalność w branży chemicznej. W 1969 w Zakładzie Chemicznym nr 2 uruchomiła oddział pracy chronionej, w którym przy produkcji lepów na muchy zatrudnionych zostało 42 pracowników. Rozwijała również pracę w systemie nakładczym, w latach 70. XX wieku utworzyła pawilon pracy nakładczej przy ul. Kabaty, późniejszy Zakład Chemiczny nr 4. W 1991 spółdzielnia uruchomiła sklep firmowy przy ulicy Dworcowej 18. W 1992 Spółdzielnia „Jedność” stała się zakładem pracy chronionej. W 2000 prowadziła głównie produkcję chemii gospodarczej oraz mas kablowych i impregnatów dla branży energetycznej. Jej sztandarowym produktem były środki czystości pod marką „Helios”. Wytwarzała płyny do mycia naczyń, do mycia szyb, do prania i płukania tkanin, a także emulsje do mebli i podłóg, żele do toalet, proszki do szorowania i prania, pastę BHP, mydła w płynie, rozpuszczalnikowe pasty do podłóg, jak również wodne i stałe pasty do obuwia. Posiadała wówczas Zakład Chemiczny nr 1 przy ul. Garbarskiej (zajmujący się wytwarzaniem past do obuwia i do podłóg), Zakład Chemiczny nr 3 przy ul. Rzeźniczej oraz Zakład Chemiczny nr 4 przy ul. Kabaty (zatrudniający głównie osoby niepełnosprawne intelektualnie, pracujące przy prostych pracach montażowych). Przy ul. Kabaty zlokalizowany został również oddział produkcji opakowań tekturowych. 
Żywieckie Zakłady Futrzarskie, które były następcą założonej w 1919 futrzarni Balicerów, w październiku 1947 stały się częścią utworzonego wówczas przedsiębiorstwa „Polskie Zakłady Futrzarskie” z siedzibą w Krakowie. Produkcja żywieckiego zakładu rozwijała się, w związku z czym dokonano nabycia sąsiadującej z nim działki ze znajdującą się tam halą fabryczną, która została przystosowana do potrzeb fabryki. W połowie 1948 Żywieckie Zakłady Futrzarskie wynajęły obiekt przedwojennej Fabryki Dywanów Orientalnych „Persja”, gdzie umieszczono oddział konfekcji. Kolejne roboty związanych z modernizacją zakładu i jego rozbudową prowadzono w okresie 1948–1950. Zatrudniał on wówczas około 300 pracowników i został pierwszą na terenie kraju fabryką dokonującą uszlachetniania skór baranich i wytwarzającą z nich następnie produkty konfekcyjne. Największy rozwój Zakłady Futrzarskie notowały w latach 70. i 80. XX wieku. Jeszcze w 1968 w wyroby zakładu ubrana był polska kadra olimpijska na Zimowych Igrzyskach Olimpijskich. Według stanu na 1979 fabryka zatrudniała 700 pracowników i stanowiła jedną z największych na terenie miasta. Produkowano tu futra, płaszcze welurowe, błamy, kurtki welurowe, czapki, galanterię futrzarską i inne wyroby. W jej siedzibie działały futrzarskie warsztaty szkolne, w których doskonalili się uczniowie Zespołu Szkół Budowlano-Drzewnych. W 1978 postanowiono o budowie kolejnego zakładu fabryki, zlokalizowanego przy ul. Leśnianka, którego powstawanie ciągnęło się jednak przez kolejne lata. W 1989 w związku z ciążącymi z tego powodu na zakładzie kredytami, zakłady futrzarskie straciły płynność finansową. Na mocy postanowienia ministra przemysłu i handlu z 20 grudnia 1991 powołany został zespół przygotowawczy do spraw likwidacji przedsiębiorstwa, które zostało postawione w stan likwidacji z dniem 1 kwietnia 1992, a do 1993 zwolnionych zostało 833 pracowników. 15 marca 1995 ogłoszona została upadłość fabryki. Jej dawne budynki zostały przekształcone do pełnienia funkcji handlowej. 
W 1990 doszło do usamodzielnienia się żywieckiej garbarni od przedsiębiorstwa z siedzibą w Chełmku i powstały wówczas Beskidzkie Zakłady Garbarskie „Bestan”. W latach 1993–1998 funkcję ich dyrektora zaczął sprawować Piotr Bożek. Wobec zerwania więzi kooperacyjnych, zatrudnienie w zakładzie zostało zredukowane do 150, a następnie do 100 pracowników. W czerwcu 1998 decyzją wojewody bielskiego nad przedsiębiorstwem został powołany zarząd komisaryczny, a komisarzem ustanowiono Jana Szuryna z Bielska-Białej, który doprowadził do sprzedaży budynku administracyjnego i socjalnego na rzecz firmy „Komes”. 7 września 1999 zarząd komisaryczny został zakończony, a Wydział Gospodarczy Sądu Rejonowego w Bielsku-Białej ogłosił upadłość zakładu. Zwolnieni zostali wszyscy jego pracownicy, a syndykiem masy upadłościowej został Tadeusz Flaman. Dokonane zostało umorzenie upadłości, co nastąpiło dzięki sprzedaży firmy Bogdanowi Macierzyńskiemu i Marcinowi Kędrackiemu, którzy zatrudnili pracowników i rozpoczęli tu garbowanie skór nawierzchniowych. Pozostający własnością „Komesu” dawny budynek administracyjny i socjalny został wydzierżawiony, znajdowała się w nim siedziba nim przychodni lekarskiej „Medicus”.
W 2012 Spółdzielnia „Jedność” ogłosiła upadłość. Jej zakład przy ul. Garbarskiej 8 został w 2014 przejęty przez przedsiębiorstwo „Politan”, które kontynuowało tu produkcję chemii gospodarczej i środków czystości, w tym produktów „Helios”. Następnie działalność została przeniesiona do dawnego Zakładu nr 3 przy ul. Rzeźniczej 18–19.
Współcześnie do największych współcześnie działających na terenie dzielnicy zakładów należą: Browar w Żywcu, fabryka maszyn „Ponar”, fabryka sprzętu szpitalnego „Famed Żywiec”, zakłady Hutchinson Poland, czy Sews-Cabind. Rozwinięta jest również działalność wytwórcza w mniejszych przedsiębiorstwach. Na terenie Zabłocia znajduje się tzw. „dzielnica przemysłowa”, rozlokowana na obszarze ulic Fabrycznej, Łącznej, Stolarskiej i Przemysłowej.
Przy ul. Kabaty znajduje się wysypisko śmieci.

### Browar w Żywcu

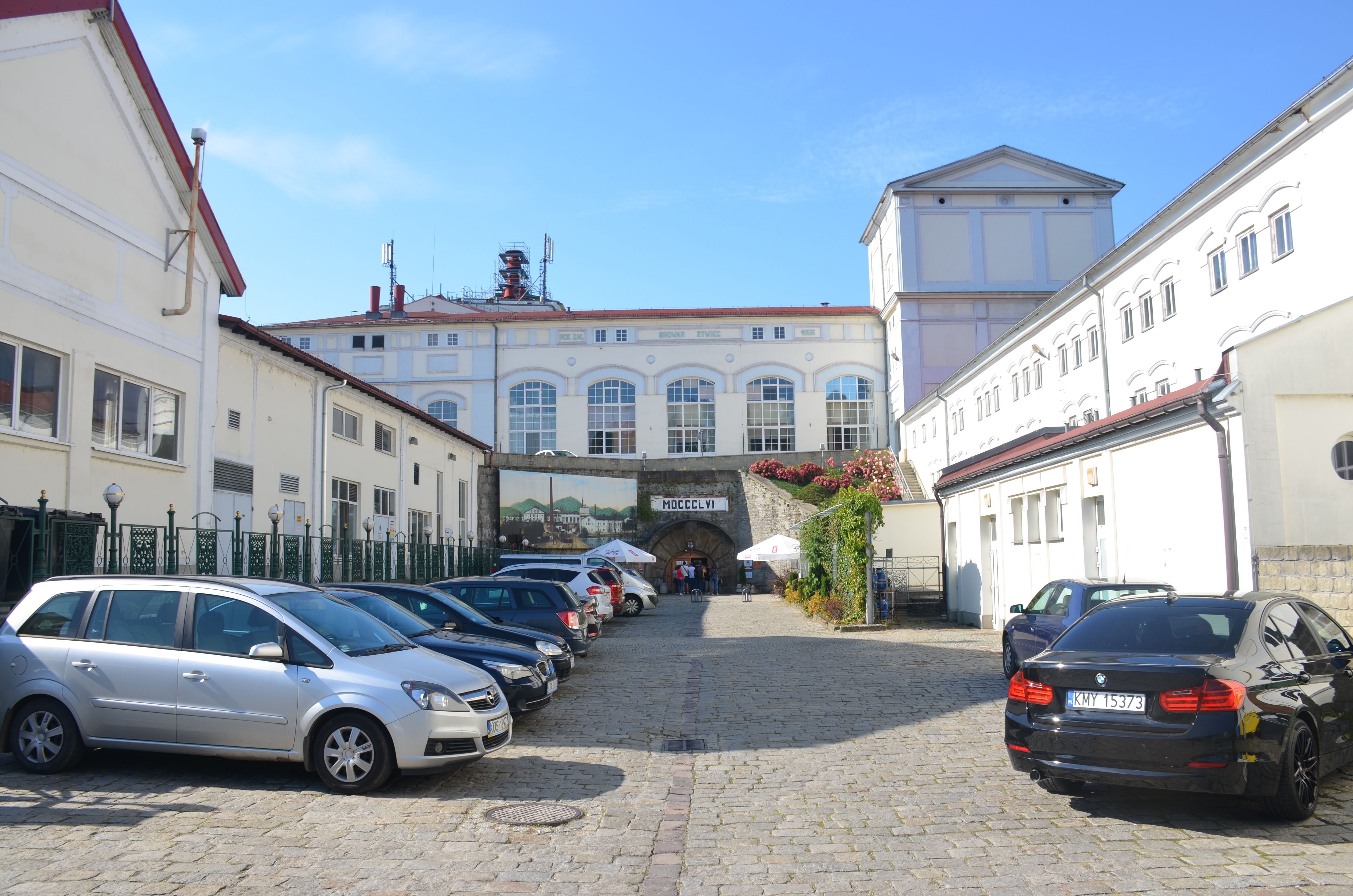
Browar w Żywcu

W Zabłociu przy ul. Browarnej znajduje się browar założony w 1856 roku przez arcyksięcia Albrechta Fryderyka Habsburga. Jednym z głównych powodów budowy zakładu w sercu Kotliny Żywieckiej był nieograniczony dostęp do czystej górskiej wody, wypływającej spod masywu Skrzycznego. Browar w Żywcu zlokalizowano na terenie dóbr żywieckich, będących już wówczas, od ponad 30 lat, w rękach cesarskiej rodziny Habsburgów. Decyzja o założeniu nowoczesnego browaru fabrycznego, wykorzystującego siłę energii parowej oraz najnowsze zdobycze nauki w zakresie fermentacji, była niezwykle trafna. Już dwanaście lat po założeniu browar żywiecki wysunął się na pierwsze miejsce wśród 260 browarów działających w Galicji. Pod koniec XIX wieku najsławniejszymi markami piw żywieckich były: Cesarskie, Eksportowe, Marcowe, Piwo Lagrowe oraz piwa specjalne: Porter i Ale.
W ciągu ubiegłego półwiecza Żywiec zdobył wiele nagród w międzynarodowych konkursach i festiwalach piwnych, m.in. w Kolonii, Paryżu, Brukseli, Norymberdze, Londynie, Rzymie, Luksemburgu, Genewie, Lizbonie, Chicago, za wysoką jakość i niepowtarzalny smak. Na światowych rynkach od kilkudziesięciu lat pozycjonuje się go jako piwo, którego sekret kryje się w krystalicznie czystej wodzie z polskich gór. W 2006 roku marka Żywiec stanowiła 58% eksportu polskich piwnych marek.

## Handel

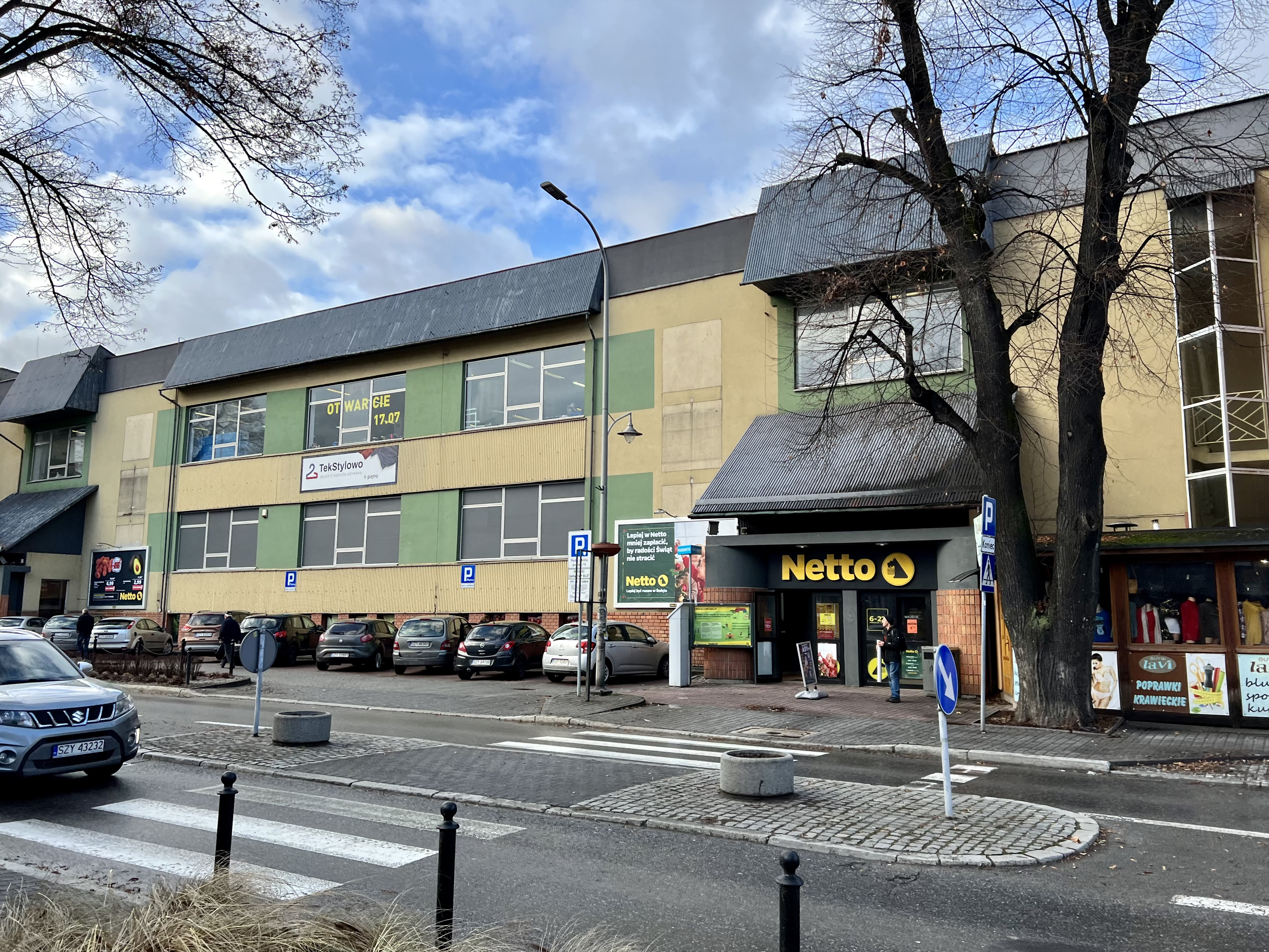
Supermarket przy ul. Dworcowej 42

Większość sklepów i lokali usługowych znajduje się przy ulicy Dworcowej, która stanowiła reprezentacyjny ciąg komunikacyjny w Zabłociu.
W 1968 przy ul. Marchlewskiego przez Wojewódzką Spółdzielnię Spożywców „Społem” uruchomiony został Spółdzielczy Dom Handlowy „Beskid”, który od lat 90. XX wieku pozostaje wynajmowany pod prywatną działalność handlową.
Kolejny dom towarowy na terenie Zabłocia zlokalizowany jest przy ul. Dworcowej 42. Jego operatorem pozostawała sieć handlowa „Savia”, powstała w 1991 i przejęta przez Grupę Tesco w listopadzie 1995, jednak należące do niej uprzednio placówki w dalszym ciągu funkcjonowały pod dawnym szyldem do 1 września 2011, kiedy przyjęły nazwę „Tesco Supermarket”. W wyniku zaprzestania działalności na terenie Polski przez sieć Tesco, w obiekcie przy ul. Dworcowej 42 od 2021 działalność prowadzi supermarket „Netto”.
Budynek dworca autobusowego przy ulicy Dworcowej wzniesiony w miejscu starej płyty dworca PKS połączony jest z supermarketem sieci „Biedronka” oraz niewielkimi lokalami handlowymi i usługowymi. Ponadto przy ulicy Wesołej funkcjonuje centrum handlowe „Wesoła 71”, mieszczące kolejny supermarket „Biedronka”, centrum ogrodnicze oraz punkty handlowe. Ponadto 25 października 2014 przy ul. Wesołej 92 uruchomiony został wielkopowierzchniowy sklep budowlano-ogrodniczy Merkury Market.

## Straż pożarna

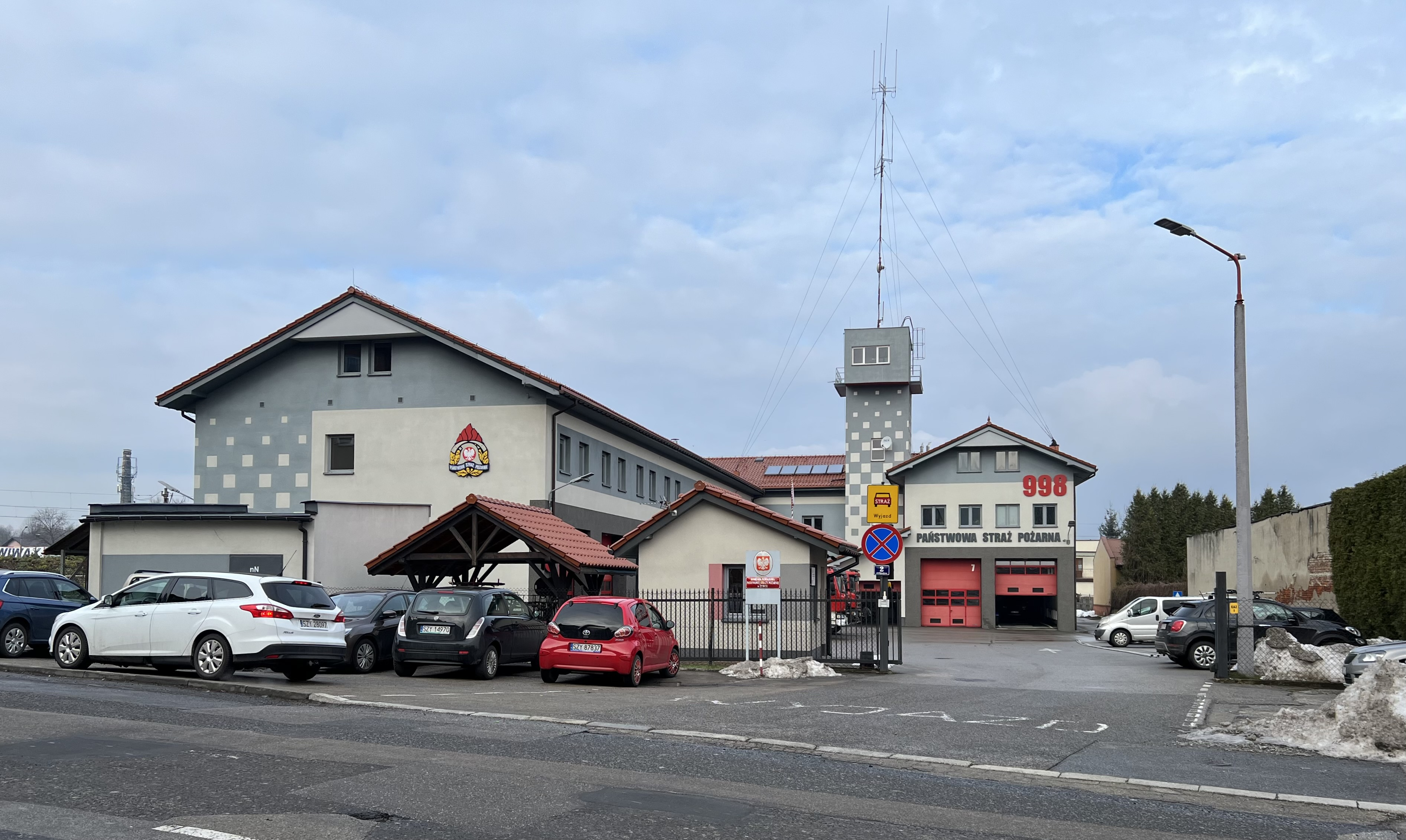
Komenda Powiatowa Państwowej Straży Pożarnej

W sierpniu 1898 w Zabłociu powołano Towarzystwo Ochotniczej Straży Pożarnej, na bazie którego w 1911 utworzono Ochotniczą Straż Pożarną w Zabłociu. Po przyłączeniu miejscowości do Żywca w 1951 weszła ona w skład Żywieckiego Oddziału Powiatowego Straży Pożarnej.
1 stycznia 1968 w Żywcu decyzją Prezydium Wojewódzkiej Rady Narodowej w Krakowie powołana została Zawodowa Straż Pożarna, której siedzibą stał się budynek remizy przy ul. Kościuszki, współdzielonej z Ochotniczą Strażą Pożarną Żywiec-Śródmieście. Stanowisko komendanta Zawodowej Straży Pożarnej objął ppor. pożarnictwa Czesław Pruski. W momencie utworzenia jednostka razem z Komendą Powiatową skupiała 23 strażaków, a w pierwszym roku działalności uczestniczyli oni w akcjach ratowniczo-gaśniczych dotyczących 101 pożarów. W 1971 żywieccy strażacy wzięli udział w gaszeniu pożaru w rafinerii w Czechowicach-Dziedzicach.
W 1972 kategoria żywieckiej jednostki Zawodowej Straży Pożarnej została podwyższona do trzeciej. Wzrosła liczba etatów oraz wprowadzono trzecią zmianę służbową. W 1975 nastąpiła zmiana kategoryzacji, w związku z czym jednostka w Żywcu uzyskała kategorię „B”, a służbę podczas każdej ze zmian pełnił pluton. W wyniku przeprowadzonej wówczas reformy administracyjnej w Polsce żywiecka jednostka została podporządkowana Komendzie Wojewódzkiej Straży Pożarnych w Bielsku-Białej.
W wyniku niewłaściwych warunków w budynku zajmowanym przez Zawodową Straż Pożarną przy ul. Kościuszki uzyskana została działka przy ul. Sienkiewicza, gdzie planowano wzniesienie nowej remizy. Przygotowana została dokumentacja techniczna budynku, a jego powstanie zaplanowano na lata 1975–1976. Z powodów sytuacji polityczno-ekonomicznej w tamtym okresie budowa remizy przy ul. Sienkiewicza była wielokrotnie odkładana w czasie, a ostatecznie do powstania obiektu nie doszło.
W 1984 przystąpiono do rozbudowy siedziby Ochotniczej Straży Pożarnej Żywiec-Zabłocie przy ul. Objazdowej 2. Postanowiono o ulokowaniu powiększonym budynku również jednostki Zawodowej Straży Pożarnej z ul. Kościuszki. Do otwarcia nowej remizy doszło 30 czerwca 1990, a w obchodach udział wzięli m.in. Komendant Główny Straży Pożarnych generał Andrzej Stefanowski oraz generałowie Feliks Dela i Zbigniew Meres. Podczas uroczystości żywieckiej Zawodowej Straży Pożarnej został przekazany również sztandar, ufundowany przez mieszkańców miasta oraz pobliskich gmin.
W nowym budynku powstało ponad 50 pomieszczeń, gdzie ulokowano stanowisko kierowania, pomieszczenia biurowe, aulę, świetlicę, pokoje dla strażaków, łazienki, kuchnię, jadalnię, siłownię i zaplecze techniczne. Obiekt wyposażony został w osiem podwójnych boksów garażowych. W sąsiedztwie budynku zlokalizowano budynki magazynowe, stację paliw i wartownię, jak również wspinalnię do ćwiczeń wysokościowych.
W 1991 jednostka zmagała się ze znacznymi problemami finansowymi. Nie wystarczało funduszy na sprzęt i środki gaśnicze, odzież dla strażaków, ogrzewanie budynku remizy, a chwilowo także na paliwo do wozów bojowych.
1 lipca 1992 Komenda Rejonowa Straży Pożarnych i Zawodowa Straż Pożarna w Żywcu zakończyły funkcjonowanie, a w ich miejsce zostały powołane Komenda Rejonowa Państwowej Straży Pożarnej i Jednostka Ratowniczo-Gaśnicza Państwowej Straży Pożarnej.
W 1997 udostępniony został następny budynek, w którym znalazły miejsce kolejne magazyny oraz garaże.

## Religia

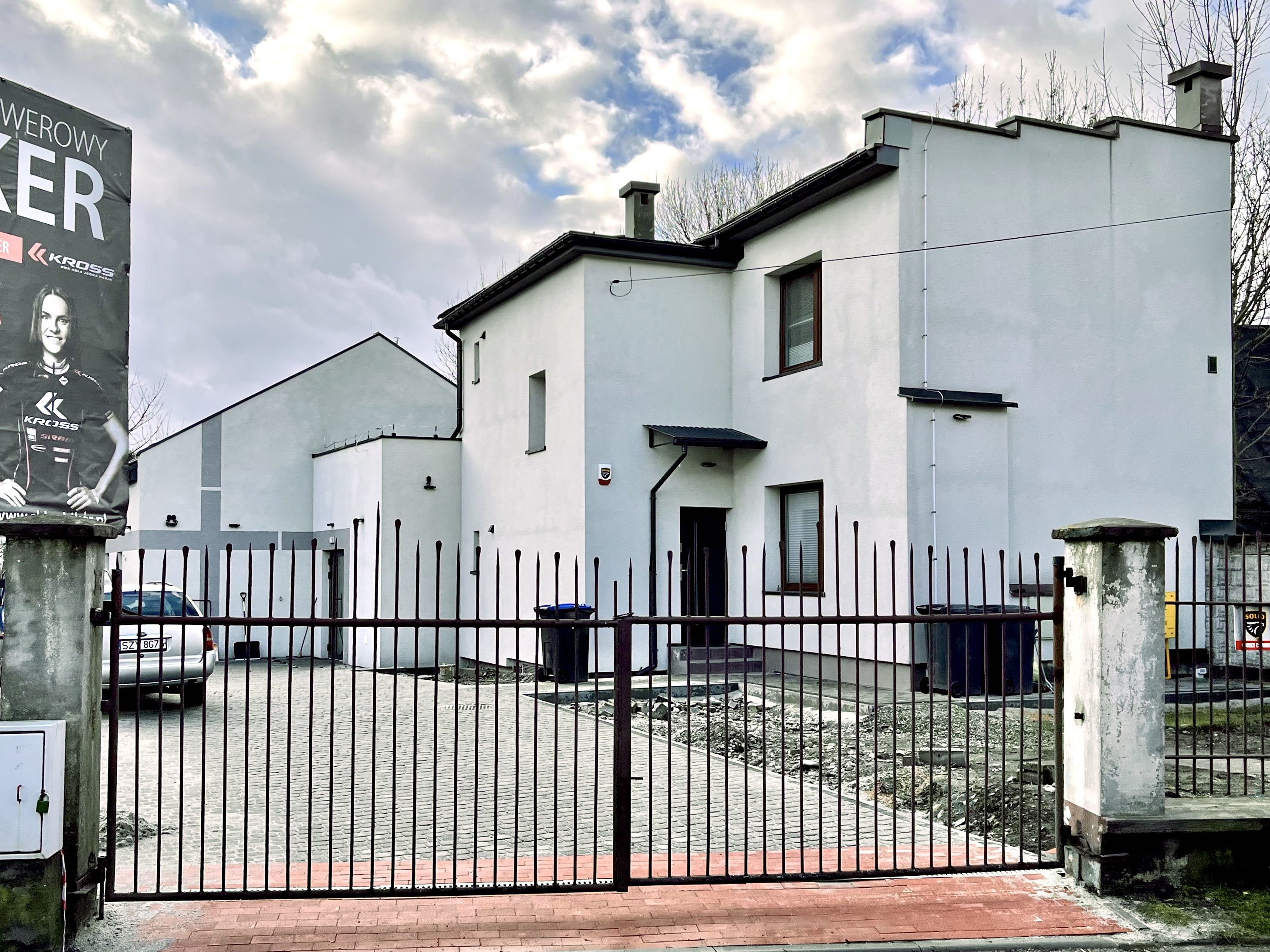
Kościół Ewangelicznych Chrześcijan

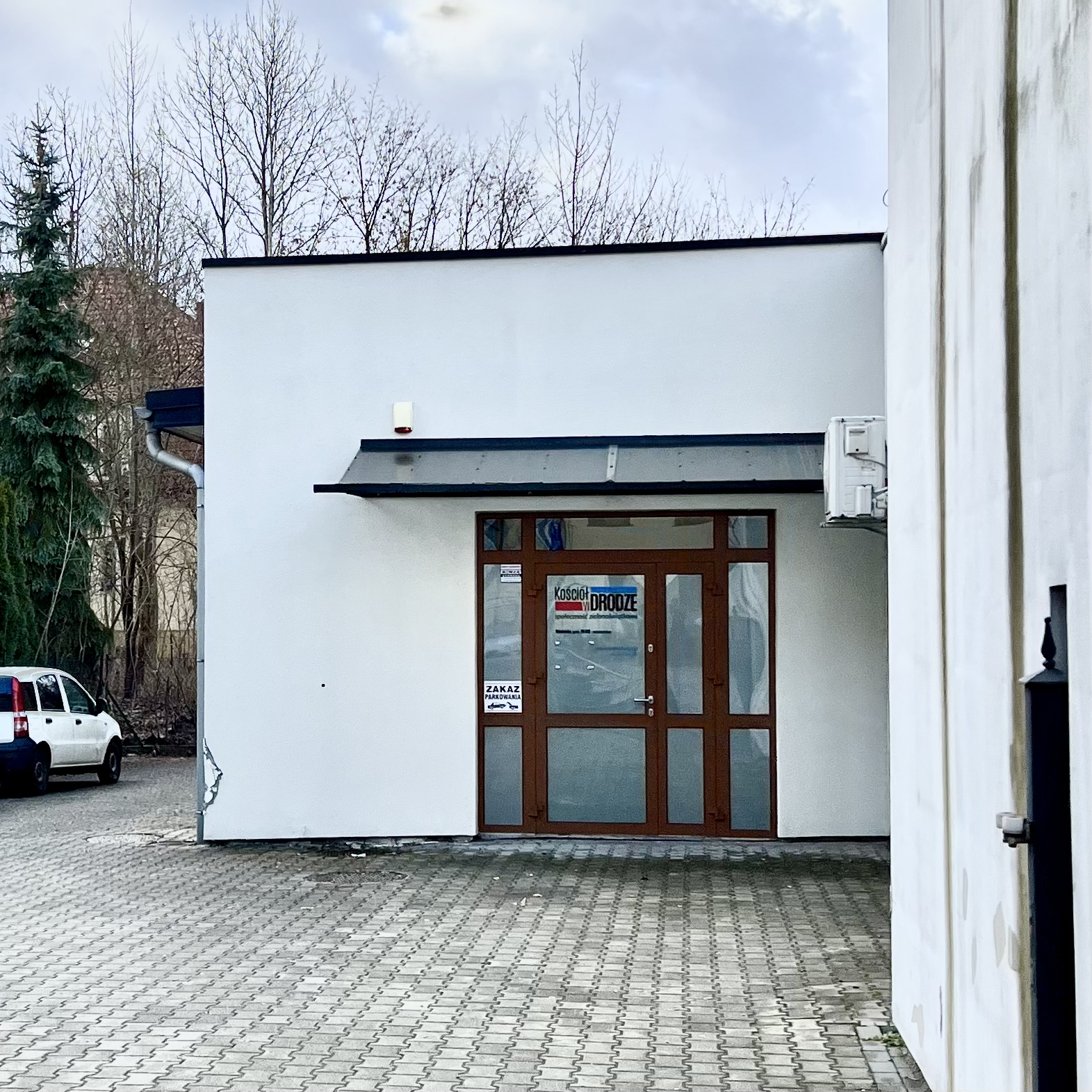
Kaplica Zboru Kościoła Zielonoświątkowego „W Drodze”

### Katolicyzm
Na terenie Zabłocia przy ul. Browarnej znajduje się kościół parafialny św. Floriana, który jest jedynym kościołem rzymskokatolickim w obrębie dzielnicy.
Zabłocie od początku swojego istnienia należało do parafii Narodzenia Najświętszej Marii Panny w Żywcu. W 1868 roku dla mieszkańców wsi wydzielono osobny ołtarz św. Agnieszki w Kościele św. Krzyża. Dopiero 27 maja 1935 roku rozpoczęła się budowa kościoła w Zabłociu. 29 czerwca 1948 roku erygowano tutaj samodzielną parafię. Budowę kościoła zakończono w 1953 roku.

### Protestantyzm
W dzielnicy swoją siedzibę mają dysponujące własnymi kaplicami zbory Kościoła Zielonoświątkowego „Kościół w Drodze” (ul. Wesoła 1) oraz Kościoła Ewangelicznych Chrześcijan (ul. Półkole 2).
Od 1899 do okresu II wojny światowej w Zabłociu funkcjonował punkt kaznodziejski Kościoła Ewangelickiego Austriackiej Przedlitawii, a następnie Kościoła Ewangelickiego Augsburskiego i Helweckiego Wyznania w Małopolsce, należący do parafii ewangelickiej w Białej. Nie posiadał on własnego obiektu sakralnego. W okresie okupacji niemieckiej podczas II wojny światowej nabożeństwa ewangelickie prowadzone były w pomieszczeniach kasyna Fabryki Papieru „Solali” przez proboszcza parafii w Bielsku lub kapelana wojskowego, będących narodowości niemieckiej. Współcześnie obszar miasta Żywiec w strukturach Kościoła Ewangelickiego w RP objęty jest administracją Parafii Ewangelicko-Augsburskiej w Białej. 

## Komunikacja

### Transport drogowy

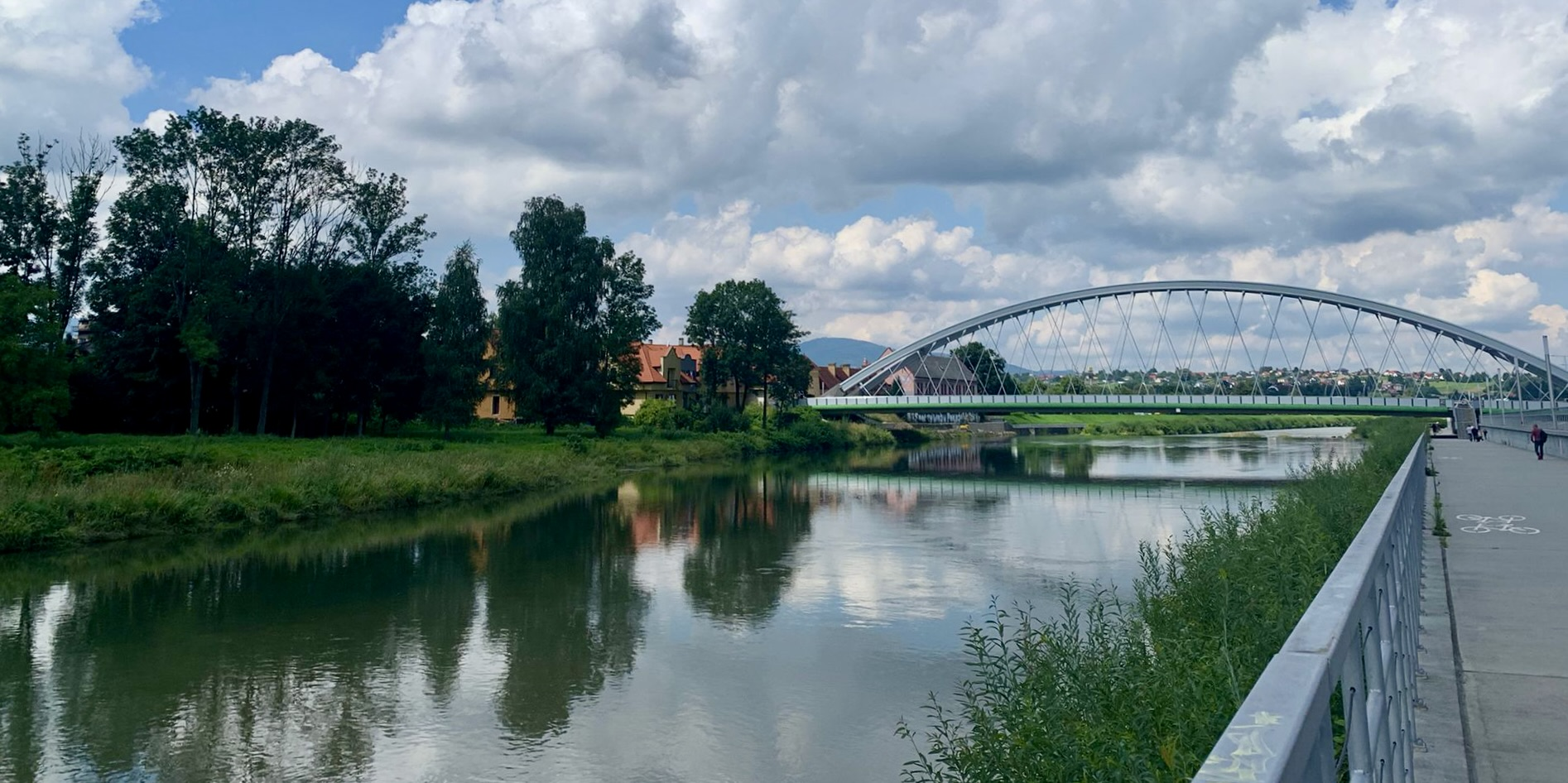
Most Jukacy łączący Zabłocie ze Śródmieściem

Główne arterie komunikacyjne Zabłocia to:
- Droga ekspresowa S1 – wraz z drogą krajową nr 1 prowadzi z Pyrzowic do Zwardonia[234]. Na terenie dzielnicy znajdują się jej dwa węzły: „Żywiec Browar” i „Żywiec Soła”[4].
- Droga wojewódzka nr 945 – prowadzi do Korbielowa, gdzie łączy się ze słowacką drogą krajową 78. W granicach dzielnicy poprowadzona jest ul. Wesołą na odcinku od granicy miasta na potoku Kalonka do ronda im. Michała Caputy, gdzie na moście na Sole łączy się wspólnym przebiegiem z drogą wojewódzką nr 946[4][235].
- Droga wojewódzka nr 946 – biegnie z Żywca do Suchej Beskidzkiej, rozpoczynając się na węźle „Żywiec Soła” z drogą ekspresową S1 i przebiega zachodnią obwodnicą miasta, a następnie przez rondo im. Michała Caputy na skrzyżowaniu z ul. Wesołą przechodzi dalej przez most na Sole w kierunku centrum miasta[4].

Ponadto status drogi powiatowej ma ul. Leśnianka biegnąca od Alei Armii Krajowej w kierunku wsi Leśna.

### Kolej

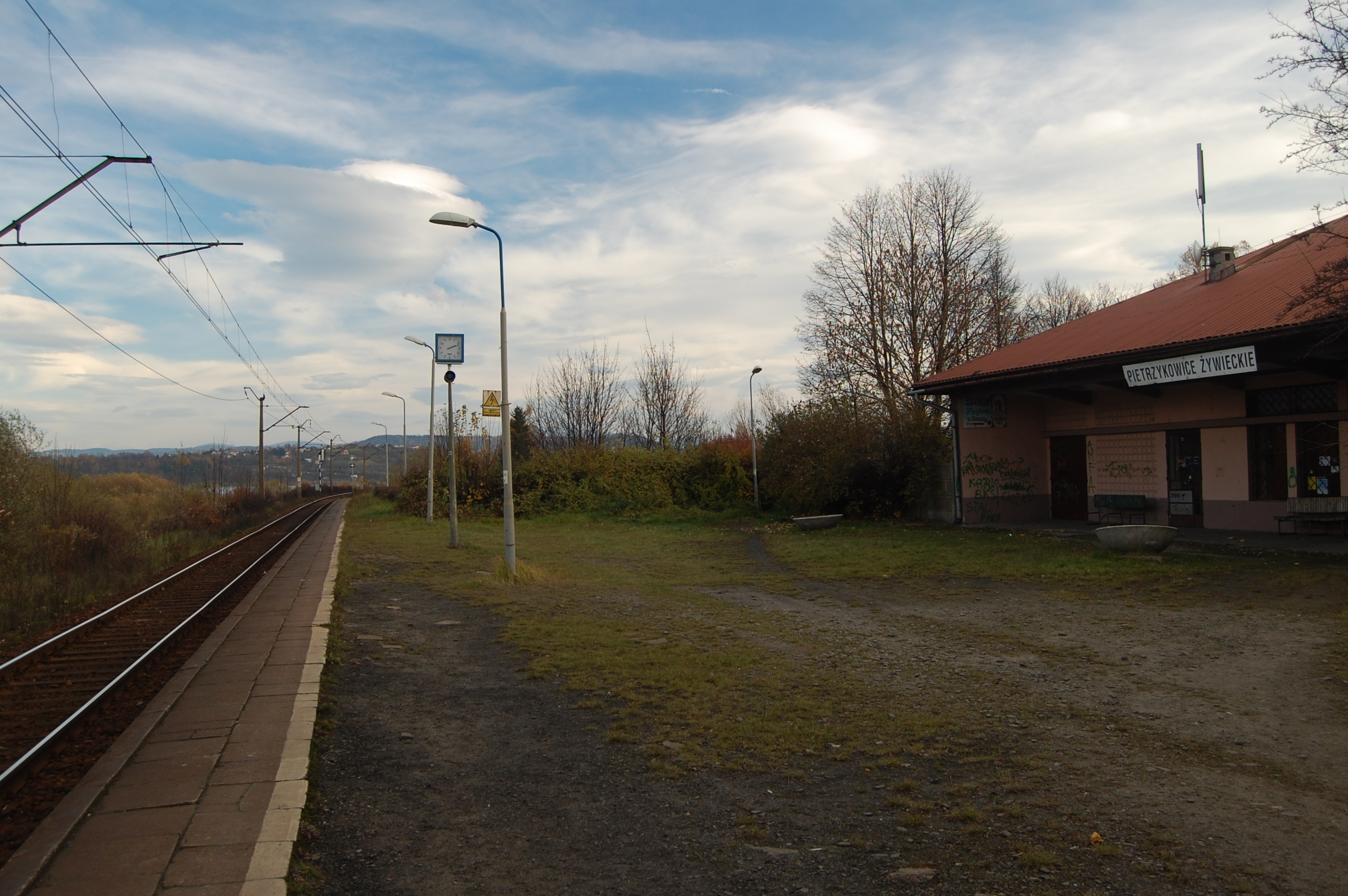
Przystanek kolejowy Pietrzykowice Żywieckie

Przez Zabłocie przebiega linia kolejowa nr 139 Katowice – Skalite Serafinov i 97 Skawina – Żywiec, która została otwarta w 1884 roku jako część Galicyjskiej Kolei Transwersalnej.
Przy ul. Dworcowej znajduje się centralny dworzec kolejowy w mieście – stacja kolejowa Żywiec. Pierwszy budynek dworca kolejowego powstał w roku 1878, z chwilą uruchomienia kolei relacji Bielsko – Żywiec. W roku 1884 nastąpiło połączenie kolejowe z Suchą, a pośrednio z Krakowem, oraz ze Zwardoniem, a przez Słowację – z Wiedniem. Ówczesny dworzec kolejowy był długim, jednopiętrowym budynkiem, typowym dla całej ówczesnej monarchii austro-węgierskiej. Jeszcze przed I wojną światową dawny budynek dworca został przebudowany przez żywieckiego budowniczego Roberta Fussgangera w stylu podhalańskim. Został on jednak zniszczony przez uciekających Niemców w 1945 roku. Po wojnie został odbudowany według poprzednich planów i ma takie same dachy i szczyty, identyczną stolarkę drzwiową i okienną oraz taką samą halą główną. Nie odbudowano jednak zadaszenia peronu. Dworzec posiada trzy perony i połączony jest przejściem nadziemnym z Aleją Armii Krajowej oraz przejściem podziemnym z dworcem autobusowym.
Przy ul. Wesołej w północnej części dzielnicy znajduje się przystanek kolejowy Pietrzykowice Żywieckie. Posiada jeden peron, z którego kursują pociągi w kierunku Katowic i Żyliny.

### Komunikacja autobusowa

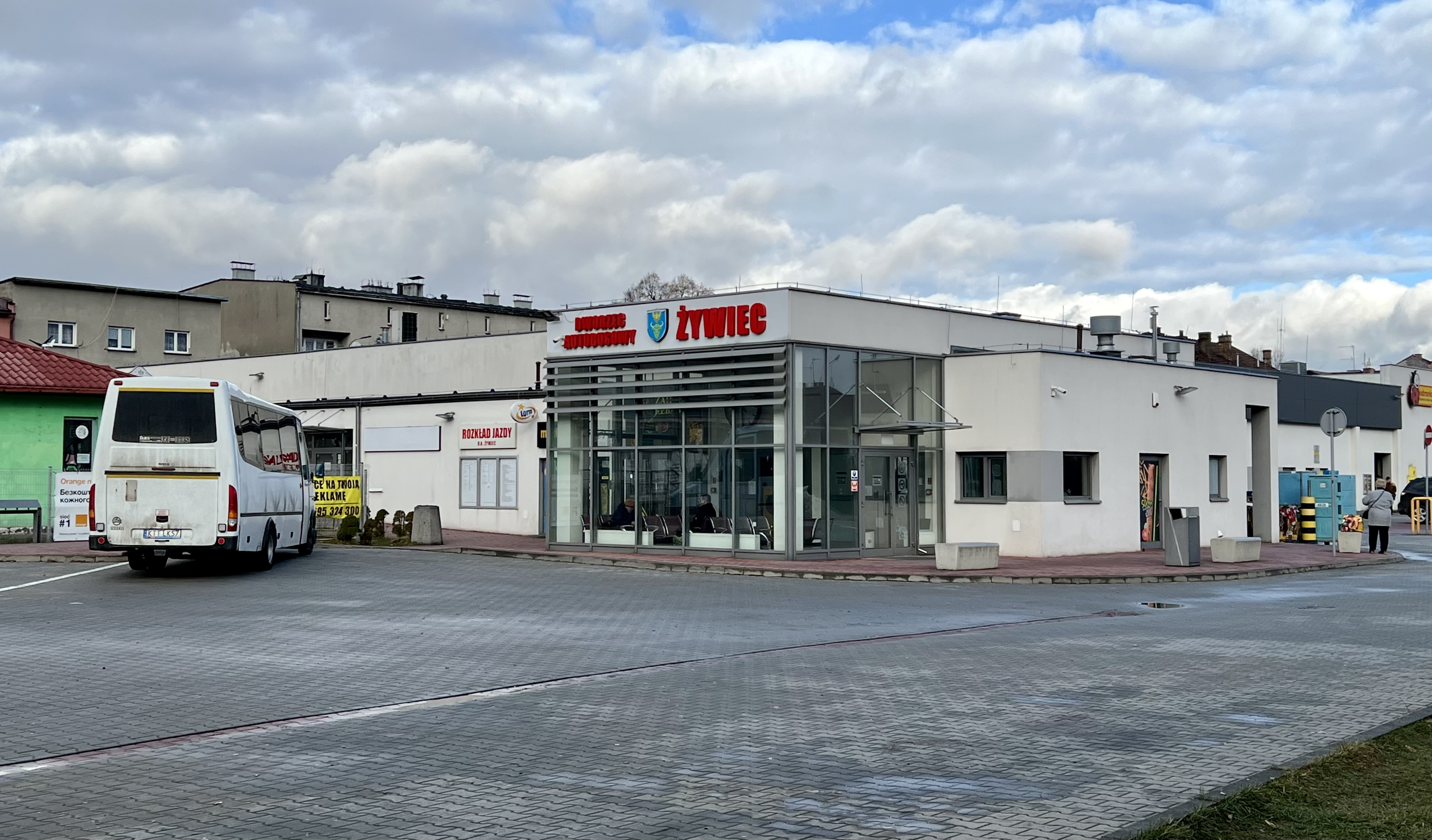
Dworzec autobusowy w Żywcu

Dzielnicę obsługują wszystkie linie komunikacji miejskiej prowadzonej przez MZK Żywiec. Znajduje się tutaj 29 przystanków, w tym 5 pętli, z których najwięcej linii obsługuje „Pętlę MZK” przy ul. Dworcowej.
W Zabłociu, przy ul. Dworcowej, nieopodal dworca kolejowego znajduje się dworzec autobusowy. Wokół dworca zlokalizowanych jest także wiele placówek handlowych i punktów usługowych.

## Osiedla

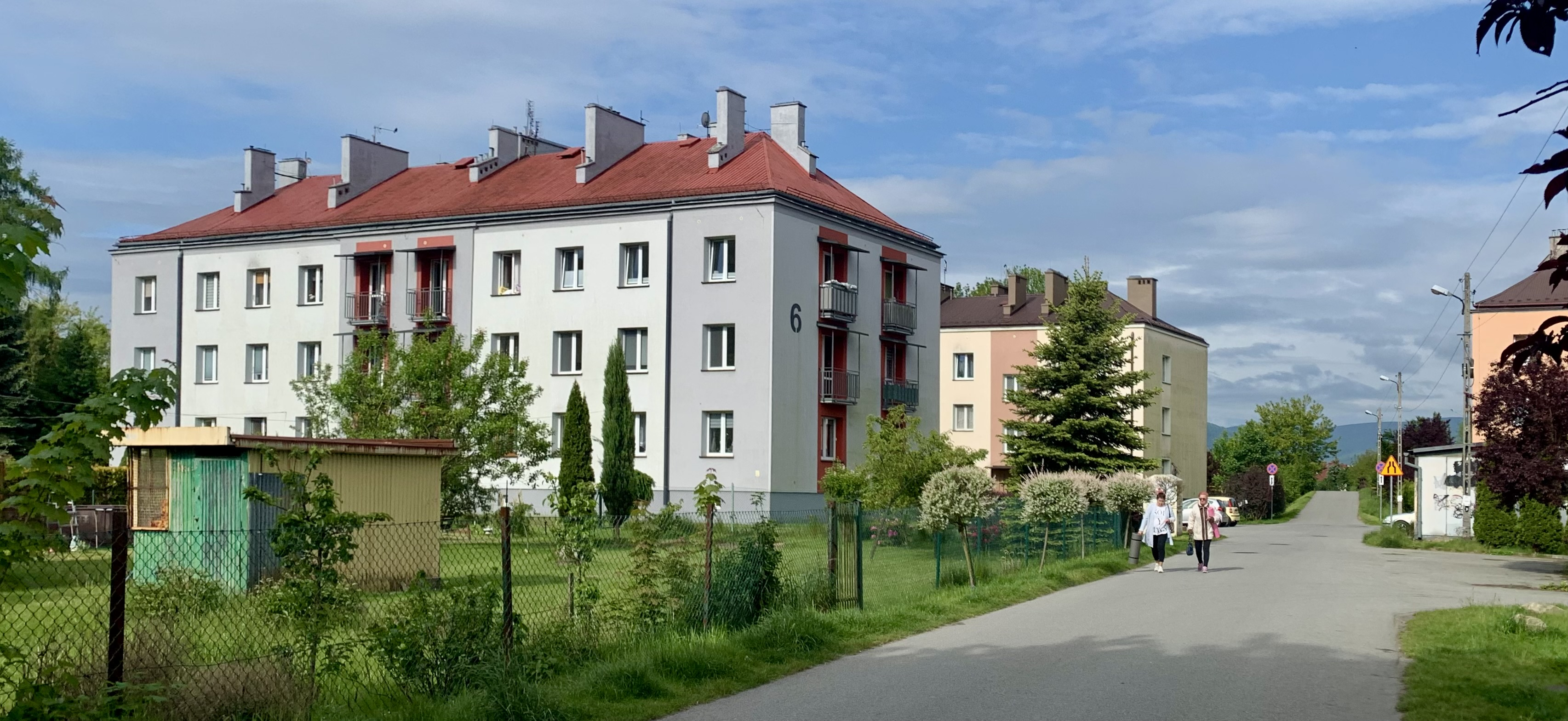
Osiedle Kochanowskiego

- Osiedle Browar-Kolonia[236]
- Osiedle Kochanowskiego[56][236]
- Osiedle Kabaty[236]
- Osiedle Zgoda[236]